# Кіт свійський
Кіт сві́йський, або кі́шка сві́йська (лат. Felis silvestris catus, Felis lybica catus або Felis catus) — невеликий ссавець ряду хижих родини котових. Сучасна назва походить від латинської назви catus, що використовується для свійського кота, на відміну від дикого, який латиною називається felis.
Кіт перебуває в тісному співіснуванні з людиною понад 9500 років та є найпоширенішою хатньою твариною. Поширений у всіх районах земної кулі. Україна за даними 2006 року входила в 10 країн з найбільшою кількістю населення котів, ставши домом для 7 350 000 домашніх котів, але втратила цей статус. Загалом у світі налічується близько 600 млн (2015 рік) свійських котів, і за останніми дослідженнями, 80 % з них — бродячі.
Налічується кількадесят порід свійського кота.
Коти приблизно одного розміру з іншими малими кішками, мають струнке тіло, гострі зуби, чудовий зір та нюх, добре пристосовані для полювання на менших тварин. Однак коти, у порівнянні з дикими родичами, втратили смак до цукру, а певні популяції проявляють спадкову глухоту. Хоча коти полюють поодинці, вони є соціальними тваринами, що використовують численні засоби комунікації, у тому числі вокалізацію, феромони, мову тіла.
Ще нещодавно вважалося, що коти були одомашнені у Стародавньому Єгипті, де вони були культовими тваринами. Однак, одне дослідження 2007 року поставило ці дані під сумнів, запевняючи, що всі домашні коти по жіночій лінії походять лише від 5 предків, імовірно степових котів (Felis silvestris lybica), що були самоодомашнені близько 10 тис. років тому на Близькому Сході. Найперші археологічні відомості про одомашнення котів припадають на час приблизно 9500 років тому та були знайдені на Кіпрі.

## Назва
Українські слова кіт і кішка походять від пізньолатинських catus або cattus чи catta. Ще в давньоруську добу була запозичена лексема cattus, яка внаслідок певних фонетичних і морфологічних змін набула вигляду котъ і котъка, що були споріднені з давньочеськими kot і kotwa. Ці лексеми фіксуються в пам'ятках «Житії Андрея Юродивого» (XV—XVI ст.), «Временнику Георгія Амартола» (XIV—XV ст.).
Латинське походження мають і назви кота в інших європейських мовах. Англійською слово кішка перекладається як cat, яке в свою чергу походить від староанглійського catt. На валлійську мову кішка перекладається як cath, на іспанську — gato, баскську — katu, візантійсько-грецьку — katia, стародавню ірландську — cat, німецьку — Katze, польською — Kot, болгарською —"котка".
Інше латинське слово — feles або felis, яким об'єднали весь рід кішок, означає «дика європейська кішка». Точно невідомо, чи назва кішки виникла в латинській чи в грецькій мові, але впевнено можна сказати, що перша європейська назва кішки пішла від афро-азійських мов, де слово feles означало «дика кішка»[відсутнє в джерелі]. У свою чергу афро-азійська мова запозичила назву кішки в єгиптян, які називали тварину словом caus (кішка джунглів, або африканська дика кішка), яке безпосередньо пішло від стародавнього єгипетського слова tesau (кішка).

## Походження

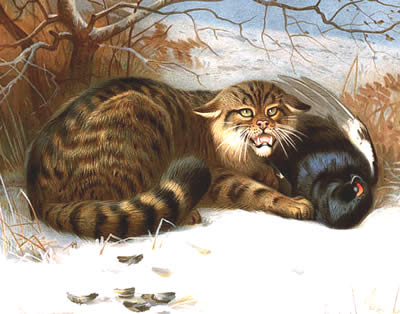
Кіт лісовий (Felis silvestris silvestris)

У питанні походження свійської кішки залишається багато загадок. Дотепер невідомо, чи походить вона від одного, чи від декількох пращурів. Вихідним та, ймовірно, основним пращуром усіх порід і різновидів свійської кішки заведено вважати дику північноафриканську лівійську або степову кішку — Felis libyca. Вона відома ще як степова, краплиста, нубійська, що одержала свою назву від давньої держави Нубія, розташованої на території нинішнього Судану. Біологи-натуралісти описали її як вид наприкінці XIX століття.
У дикому стані нубійська кішка збереглася й до наших днів. Територія її поширення велика: майже вся Африка, в Євразії — територія від Середземномор'я до Китаю, включаючи Закавказзя й Середню Азію, низини річок Уралу й Волги. Живе ця кішка в пустелях із заростями чорного саксаулу, у чагарниках поблизу водоймищ, у горах, передгір'ях, поблизу населених пунктів.
Зовні кішка нагадує свійську, але більш сухорлява, з вузьким довгим тілом, високими ногами, тонким загостреним на кінці хвостом. Довжина її тіла приблизно 50 см, хвоста — 25 см. Масть — булана: тварина блідого рудувато-сірого кольору, живіт білуватий, хвіст з нижнього боку світліший, біля основи хвоста — три широкі чорні кільця, кінчик хвоста — чорний, звужений, як у більшості сучасних свійських кішок. На тілі розташовані хвилеподібні поперечні темні смуги та місцями — дрібний чорний крап. Живиться в основному дрібними гризунами й птахами. Легко приручається, навіть у дорослому віці.
Вважається, що європейська лісова кішка та деякі різновиди диких азійських кішок (бенгальська) відіграли також певну роль у становленні сучасної свійської кішки. У країнах Західної Європи та Малої Азії поширена дика лісова, або європейська, кішка — Felis silvestris.
Паралельно з одомашнюванням нубійської кішки в Індії та Афганістані була приручена індійська степова кішка — Felis silvestris irani. Ареал проживання цього виду простягався аж до гір Середньої Азії. За зовнішнім виглядом індійська степова кішка подібна до домашньої, але має інше забарвлення й більша за розміром. Імовірно, що ці кішки були одомашнені на два тисячоліття раніше від африканського виду. Свідчень про це майже не збереглося. В основному це зображення, пов'язані з релігією. В індійських легендах богиня, що оберігає немовлят, їде верхи на кішці. Степові кішки мають довгу шерсть, що, ймовірно, вплинуло на формування основної породи довгошерстих кішок. За деяким даними, за 600 років до н. е. цей вид тварин поширився в Китаї, де розводилися довгошерсті кішки.
До цього ж періоду належать знахідки зображень кішок у Єрихоні, Йорданії, Месопотамії, Індії. Приблизно 2750 — 2650 роках до н. е. датуються розписи гробниці Саккараха в Судані, на яких було знайдене зображення кішки у нашийнику, що вважається свідченням одомашнювання.
Масштабні дослідження мітохондріальної ДНК вказали на те, що процес одомашнення кішок почався приблизно 9 тисячоліть тому на Близькому Сході, де багата хліборобська культура. Друга хвиля одомашнення сталася вже в Давньому Єгипті. За часів Римської імперії коти поширилися підвладною їм Європою, а потім, вже в епоху панування вікінгів, рушили ще далі. Союз кішки і людини завжди був взаємовигідним — коти отримували доступ до їжі, а люди — захист від шкідників-гризунів у коморах, а пізніше й на кораблях. Обидві вказані вище генеалогічні лінії присутні у сучасних кішок.

### Стародавній Єгипет

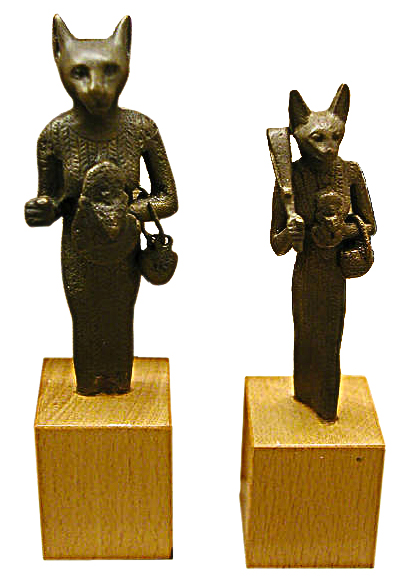
Бронзові фігурки богині Баст

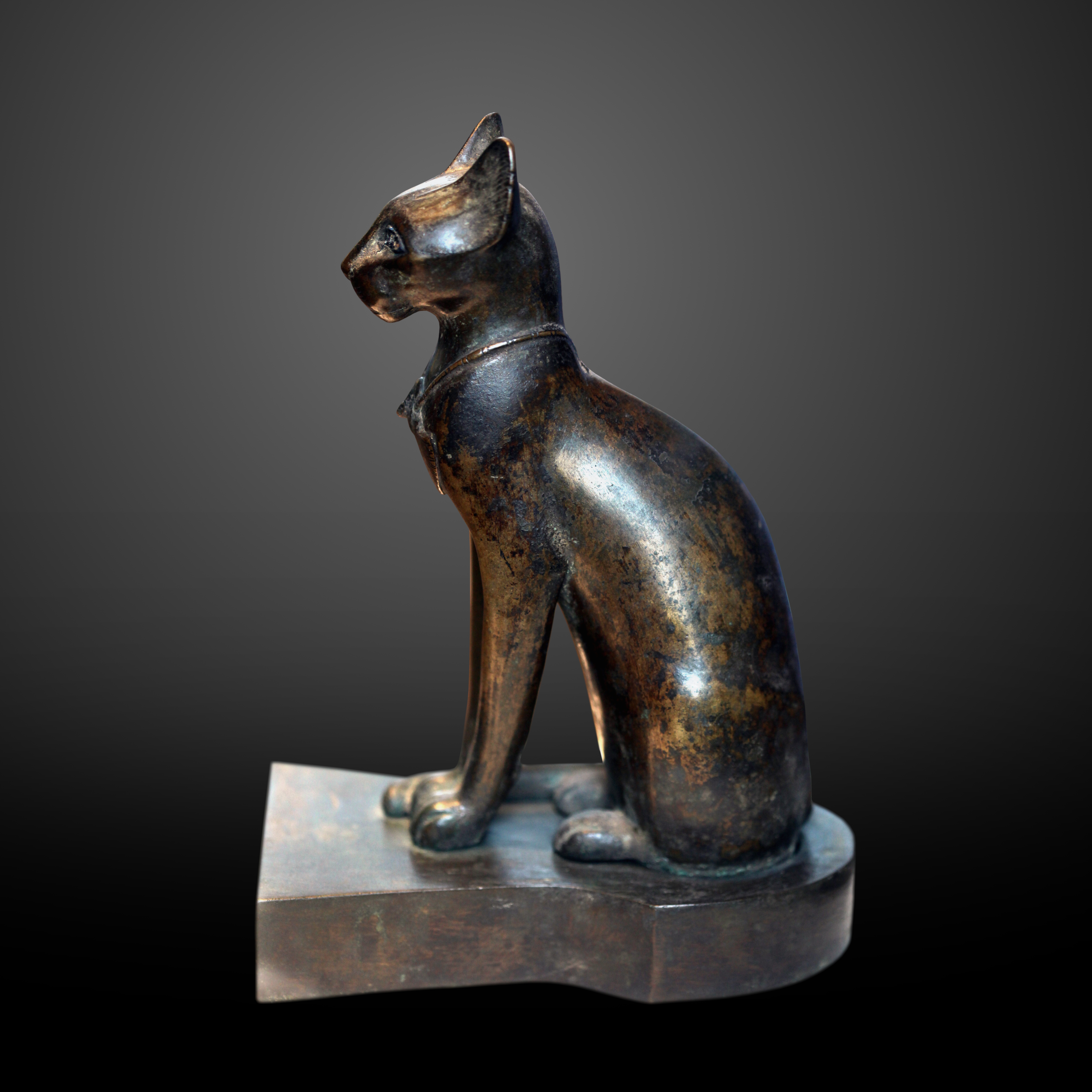
Єгипетська статуя кішка в Луврі, Франція

Вважають, що вперше пухнастий дрібний хижак у Єгипті був приручений близько 5 000 років тому. Перше свідчення про одомашнення кішки в Давньому Єгипті, що підтверджується археологічними матеріалами, належить до 2 500 року до н. е. Можливо, прирученням пійманої кішки на той час займалися африканські племена, що жили поруч із єгиптянами[джерело?]. Тому піщана кішка могла бути[джерело?] вже напівдомашньою. Так, серед ієрогліфічних написів у гробницях царів V і VI династій зустрічаються ієрогліфи зі значенням «кішка».
Зображення кішок у Давньому Єгипті частіше зустрічаються в період Нового царства. Кішки шанувалися єгиптянами як священні тварини та були взяті під охорону. За шкоду, заподіяну священній тварині, суворо карали. Убивцю кішки забивали на смерть камінням, а кривдникові — відрізали руку. Апогей культу кішки припав приблизно на 950—800 роки до н. е. Центром культу стало місто богині Баст у Нижньому Єгипті. Богиня Баст зображувалася звичайно у вигляді жінки з котячою головою і персоніфікувала радість та веселощі, і вважалась покровителькою родючості й материнства. Приблизно 950 року до н. е. фараон Шешонк І заснував у місті Бубастіс столицю, і звідти культ богині Баст поширився всією країною. Там був побудований чудовий храм близько 300 м завдовжки, присвячений Баст. У ньому жили тисячі кішок, за якими стежили, а доглядав їх спеціально призначений жрець.
На околицях Бубастіса й Бені-Хасана були розташовані котячі цвинтарі, куди з усієї країни привозили кішок на поховання. При розкопках тут було виявлено понад 400 тисяч мистецьки виготовлених мумій кішок. У церемонії бальзамування трупа тварини брали участь усі члени родини. Потім забальзамоване тіло передавали до рук жерців для здійснення обрядів. Пишність похорону залежала від заможності власників тварини. В останню путь кішці клали іграшки, страви, статуетки кішок, також приносилися жертви богині Баст. Жалобна процесія кілька днів спускалася вниз за течією Нілу до місця поховання. При цьому господарі на знак жалоби голили собі брови.
Давні єгиптяни використовували кішок не тільки для ловлі мишей і пацюків, але й дресирували їх для лову птахів. На малюнках одного з поховань зображений мисливець із кішкою, що сидить у засідці, а також відбитий момент її нападу на птаха. У єгиптян одним із втілень бога Ра вважався кіт. У «Книзі мертвих» бог Ра у вигляді кота бореться біля дерева ішед (сикомор) зі змієм Імі-Ухенеф. У гробницях царів XIX і XX династій були виявлені написи, що вихваляють бога Ра таким чином: «Ти — великий кіт, месник богів». Кішок суворо заборонялося вивозити з країни. Однак вони все одно потрапляли в інші місцевості. Єгиптяни надсилали вивідувачів для того, щоб повернути викрадених тварин додому.

### Європа

#### Античний світ

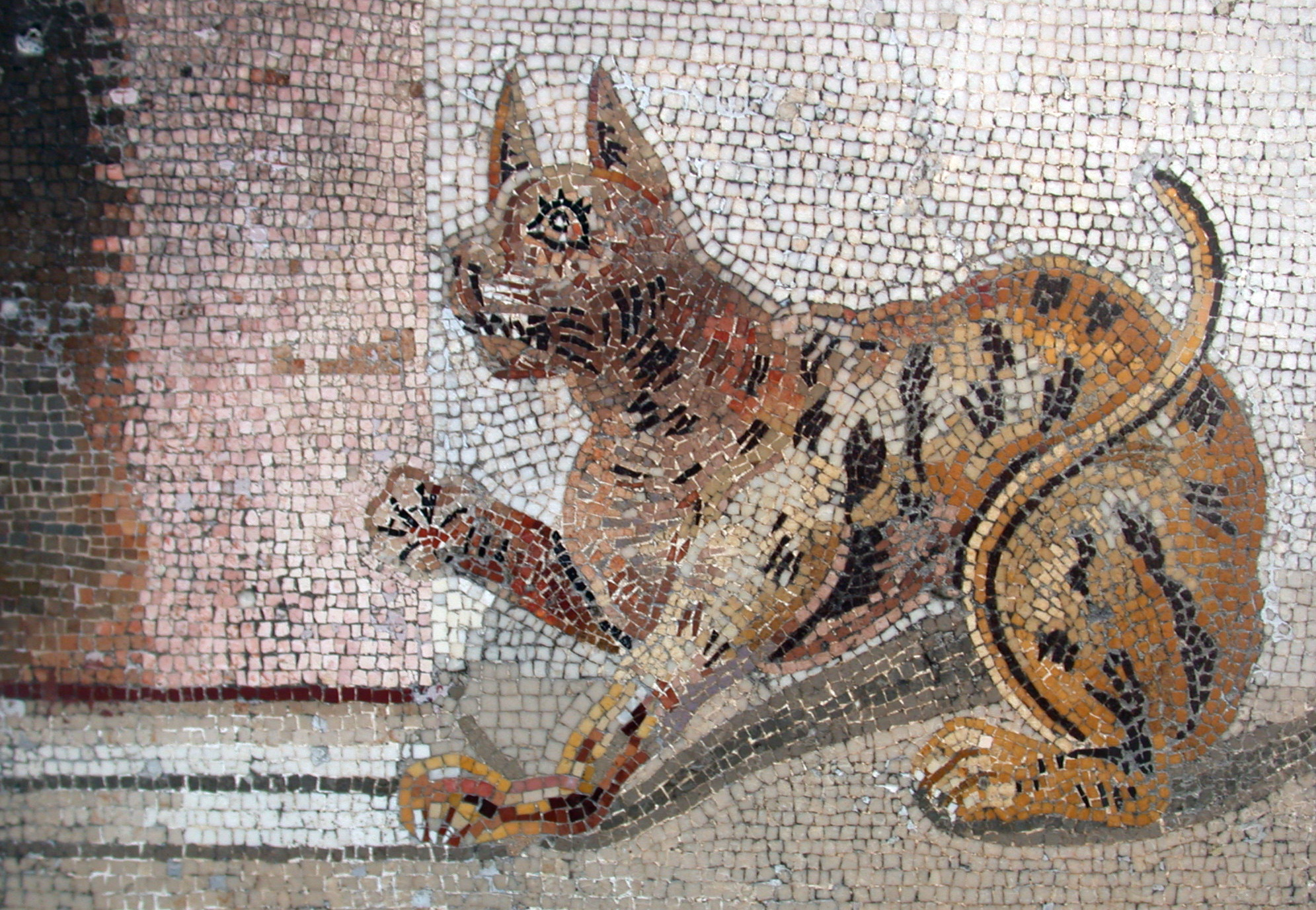
Кіт на мозаїці у Помпеях

Попри намагання єгиптян, кішки поширилися повсюдно. У Вавилоні кішки з'явилися лише в II тис. до н. е. Приблизно в VI—IV століттях до н. е. в байках Езопа є перші згадки про кішок. Грецькі купці привезли кішок з території сучасної Лівії. У V ст. до н. е. коти з'являються в Греції та на Апеннінах. Тут кішки вважалися предметом розкоші й утримувалася в будинках вельмож, поступово витіснивши всіх інших тварин, яких тримали для боротьби з гризунами (куниць, ласиць тощо).
У Давньому Римі кішки вважалися символом волелюбності, тому не отримали прихидьності римських царів та імператорів[джерело?]. Наприклад, Спартак під час повстання наказав на бойових прапорах зобразити кішку як символ боротьби за волю[джерело?].
Кішки були й у Римській імперії, зокрема у давньоримському місті Помпеї, засипаному під час виверження вулкана в 79 р. н. е. Але вже починаючи з IV століття, за відомостями археологів[хто?], кішки населяли практично всю територію Римської імперії. Палладій у своїх працях, присвячених розведенню рослин та утриманню тварин (500 р. н. е.), давав вказівки щодо утримання кішок. Він рекомендував використовувати кішок на плантаціях артишоків, для боротьби із гризунами, але попереджав про небезпеку нападу на курей. Він уперше ввів до вживання слово «каттус» замість старого латинського найменування кішки «феліс». Вважають, що від цього слова беруть початок англійське «кет», німецьке «катер» і «катце», українське «кіт», французьке «ша» (chat).
Виняткову повагу кішки отримали з боку осілих арабів. Переважно це було зумовлено прихильністю пророка Магомета до кішок. Улюблену кішку пророка звали Муесса. Вона часто відпочивала на його одязі. Одного разу, коли пророка покликали на молитву, він не захотів турбувати тварину й відрізав той шматок одягу, на якому вона лежала. Пророк казав:
|  | Кішки не нечисті й не заважають молитві, вони подібні до пастирів |

У кочових бедуїнів кішка не знаходила застосування, тому вони зневажливо ставилися до неї, бачили в кішках втілення злих духів. Бедуїни більше цінували собаку як пастуха й сторожа. В арабській мові кішка має 19 найменувань, поступаючись у цьому лише левові[джерело?].

#### Західна Європа
Існує хибний стереотип про негативне ставлення християнства до кішок. Але це був забобон, що мав місце переважно на півдні Європи. В православних країнах цього не було. В Західній же Європі винищування кішок призвело до скорочення їхньої чисельності й, відповідно, до значного збільшення кількості гризунів, особливо пацюків. Із цим, найімовірніше, пов'язане поширення в Європі й Азії у середині XIV століття бубонної чуми, носіями якої є пацюки. Лише в деяких місцях у цей період кішки не зазнавали переслідування. У другій половині VI століття папа Григорій Великий цінував кішок і дозволяв тримати їх у монастирях. Нічні любовні ігри кішок нагадували про заборонені мирські розваги, порушували спокій і сон ченців, тому в монастирях уперше почали каструвати котів. І донині на священній горі Афон у монастирях дозволяється тримати тільки кастрованих котів.
До кінця XVIII століття репутація кішок як регуляторів чисельності гризунів була відновлена, і вони знову запанували на своєму колишньому місці — поблизу домівки — як зразкова свійська тварина. Подекуди вони охоронялися законом. Так, за законом кантону, прийнятому в 1780 році в Цюриху, Швейцарія, убивця чужої кішки виплачував її власникові штраф зерном. Розмір штрафу визначався в такий спосіб: кішку підвішували за хвіст так, щоб вона торкалася носом землі, і засипали зерном, яке повинне було повністю закривати висячу тваринку (такий закон існував у зводі законів короля Вельсу Хоуела Доброго в 936 році, майже такий самий закон є й у мусульман).
До Європи кішка потрапила через Італію, Балкани та Причорномор'я. Тут вона зустрілася з місцевою дикою лісовою кішкою й із завезеними сюди родичами з азійських країн. У результаті з'явилися гібриди, які сприяли становленню сучасного екстер'єру кішок.

#### Східна Європа
На Русі кішка здавна вважалася охоронницею домівки. Поряд із цим чорні кішки в казках були обов'язковими супутницями Баби-яги. Існував також такий негативний персонаж, як Кіт-баюн. На півдні України виявлені останки кішок, що відносять до VII—VIII століть н. е.

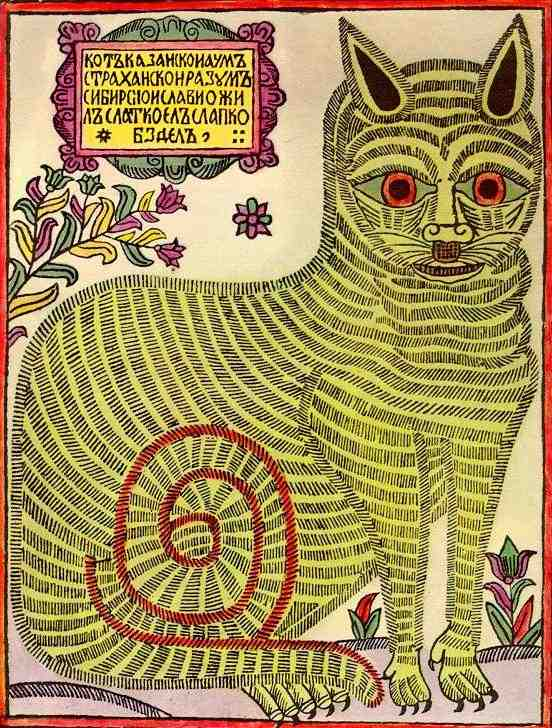
Напис: «Кіт Казанський, ум Астраханський, розум Сибірський» (лубок, 18 ст.)

### Америка
На американський континент свійську кішку було завезено з Європи. Перша згадка про кішку в Новому Світі належить до 1626 року. Вона стала об'єктом мінової торгівлі. У Парагваї, наприклад, перші кішки коштували фунт золота[джерело?].
Зараз кішки поширені всюди. Особливо багато їх в індустріальних країнах. Свійська кішка стає об'єктом розведення лише з другої половини XIX століття (на відміну від інших свійських тварин). У результаті послідовного добору з використанням методів селекції створювалися нові породи, що відрізняються одна від одної. Одними з перших селекцією зайнялися англійці, тому багато сучасних порід кішок мають британське коріння. Кішка на довгий час зайняла важливе місце у домівці людини. Тим більше що психологи стверджують: люди, у яких є кішки, живуть довше й щасливіші за інших.

### Азія

#### Китай
До розселення в Європі кішка потрапила в Азію, де схрещувалася з індійською степовою[джерело?]. У Давньому Єгипті кішку порівнювали з левом, у Давньому Китаї — з тигром. У китайській мові існує чітке розрізнення назв свійських кішок та диких. Дикі кішки називаються «Чи», а свійські — «Мао». Гарні свійські кішки цінувалися й коштували дуже дорого. Купуючи кішку, китайці радилися з експертами. За певними ознаками будови тіла визначалося, чи буде тварина добре полювати на мишей і пацюків. Більші надії покладали на кішок, у яких був важкий міцний корпус, велика кругла голова, великі й добре розвинені рухливі вуха.
У Китаї були міста, які славилися розведенням кішок. Одне з таких міст Сангпан. Тут виводили кішок з особливими мисливськими якостями. Ними відзначалися тварини, що мали прикметну рису — трохи сплюснутий хвіст. У результаті селекції кішок у Китаї дотепер існує порода з висячими вухами. Розводили кішок і за забарвленням. Найпопулярнішими були строкаті, так звані триколірні кішки (каліко). Цінувалися й інші забарвлення. Наприклад, білі кішки з чорними хвостами. За законами Давнього Китаю кішка, що покинула господаря й пішла на іншу територію, стає власністю нового господаря. Тому кішок часто тримали в нашийниках на довгих повідцях. За очима свійської кішки визначали час дня: якщо зіниця мала форму вузької лінії — це полудень, якщо схожа на кісточку фініка — ранок або вечір, якщо кругла — ніч.

#### Японія

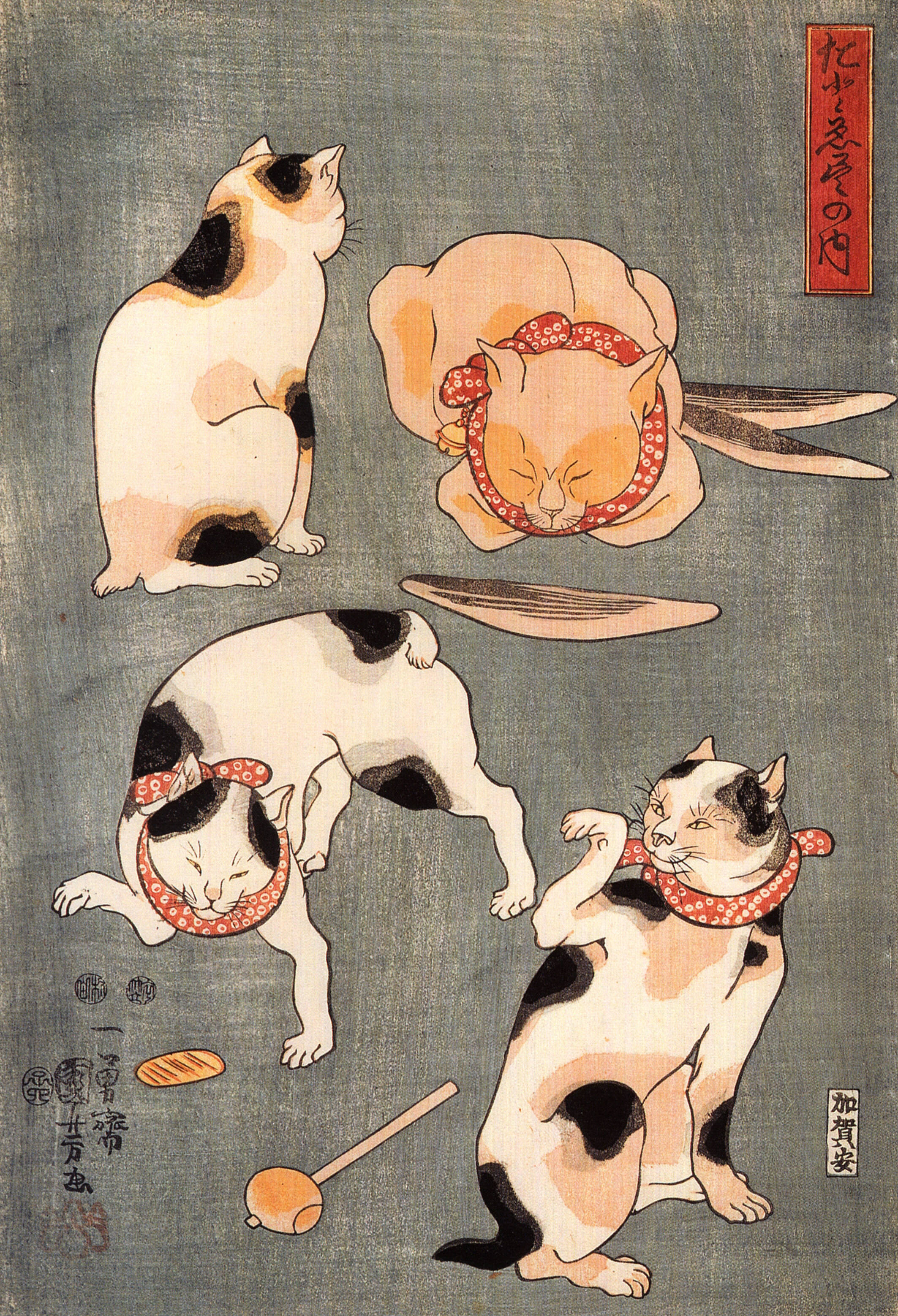
Коти у мистецтві Японії (малюнок Утаґава Кунійосі)

З Китаю кішки потрапили до Японії. Це відбувалося разом з поширенням буддизму й припало приблизно на VI століття. Японці відразу ж оцінили користь, яку приносять ці тварини. Спочатку кішок використовували для охорони бібліотек від мишей і пацюків. Тварини були рідкісними й дорогими. Імператор Ітідзьо одержав у подарунок з Китаю пару молодих кішок. До них була приставлена свита, яка подавала на дорогому посуді їжу та питво. Спали тварини на шовкових подушках. На 19-й день 999 року, як повідомляють «Записки коло подушки», у них з'явилося потомство — 5 кошенят. До кошенят була приставлена нянька. Деякі кошенята з наступних приплодів були подаровані найшляхетнішим придворним або продані за великі гроші.
Через високу вартість кішок їх постійно тримали на повідцях. При дворі імператора ці повідці виготовлялися із золотих ниток. Вважалося, що гризуни бояться одного вигляду тварини. Тому при нестачі коштів для придбання маленького хижака[якого?] в будинку ставили його зображення, статуетку.
З поширенням та збільшенням кількості кішки втратили цінність і шанування. Приблизно з XII століття їх почали пов'язувати зі нечистими силами. Ця ідея досягла апогею в XIV столітті, коли з'явилася легенда про величезну кішку Некомата, що живе в горах. Гігантська кішка мала роздвоєний на кінці хвіст, у якому концентрувалися хвороби. Це призвело до того, що свійським кішкам почали відрізати хвости, щоб захистити будинок від хвороб. Цінувалися кішки, що були безхвостими від народження. У 1602 р. Імператор Ґо-Йодзей видає декрет, який захищає кішок від несправедливих звинувачень у тому, що вони — втілення нечистої сили, демонів. Пропонувалося спустити кішок з повідців, заборонявся їхній продаж. Цей декрет дозволяв кішкам вільно полювати на гризунів, розмножуватися й поширюватися. Існує легенда, що пояснює появу декрету. Імператор святкував у саду із придворними й гостями. Один китайський дипломат запитав, чому улюблена імператорська кішка увесь час на повідці. Імператор відповів, що немає необхідності її відпускати, тому що вона одним своїм виглядом наганяє жах на пацюків і мишей. У цей момент у дружини імператора впала сережка й закотилася в щілину. Миша намагалася вкрасти сережку. Син імператора побачив це і розірвав повідець. Кішка кинулася на мишу, впіймала її й урятувала сережку.

## Зовнішня будова

#### Голова
Голова округлої форми. Може бути майже круглою, як, наприклад, у тайської кішки, у піксибоба, а може бути витягнута у вигляді клина, як у сіамських. На голові розташовані невеликі, дуже рухливі вушні раковини. У більшості порід вуха стоячі й лише в капловухих — напівстоячі. Останнім часом виведена нова порода — американський керл, у якого куточки вуха ніби вивернуті назовні. Кінчики вух бувають загостреними або округленими більшою чи меншою мірою.

Будова тіла домашньої кішки:
1 — голова, 2 — шия, 3 — холка, 4 — зашийок, 5 — спина, 6 — поперек, 7 — корінь хвоста, 8 — хвіст, 9 — грудка, 10 — плече, 11 — лікоть, 12 — бік, 13 — живіт, 14 — пах, 15 — задок, 16 — передня лапа, 17 — задня лапа, 18 — лапа

Ніс не вкритий волоссям і складається зі спинки, ніздрів і бічних сторін. Шкіряста частина носа називається носовим дзеркальцем. За станом носового дзеркальця можна визначити стан здоров'я кішки. У здорової кішки носове дзеркальце звичайно трохи вологе й прохолодне. У спекотну погоду або після сну може бути сухим (але без тріщин і не гарячим). Ніс може мати пігментацію або не мати; він має забарвлення залежно від забарвлення тварини.
На голові розташовані основні органи чуттів (зору, нюху, дотику, слуху, рівноваги, смаку).

#### Шия
Шия може бути порівняно короткою і міцною (у персів) або ж граціозною, тонкою, трохи вигнутою, як у більшості порід. У шиї розташовується стравохід, трахея. Холку утворюють остисті відростки п'яти перших грудних хребців. Від холки вимірюється зріст кішки.

#### Тулуб
У ньому розташовані життєво важливі органи: серце, легені. Грудна клітка обмежена ребрами, грудиною, грудними хребцями. Від черевної порожнини відділена діафрагмою. Через грудну клітку проходить стравохід, кровоносні й лімфатичні судини, нерви. На ній кріпляться сильні м'язи. Бере участь у дихальних рухах. Груди можуть бути широкими, вузькими, глибокими.
Живіт обмежений в основному шарами м'язів. У черевній порожнині міститься основна частина травного тракту, травні залози (печінка, підшлункова залоза), органи виділення, статеві органи. На нижньому боці живота зовні розташовані молочні залози, звичайно парні (4-5 пар). Живіт у кішки підтягнутий. Біля основи хвоста знаходяться статевий і анальний отвори.
Спина складається з хребців грудного й поперекового відділу. У кішок вона рівна. Буває довгою, короткою. Поперек включає область поперекових хребців.

#### Лапи
Кішка належить до пальцехідних тварин. Лапи мають акуратну округлу форму. На передніх лапах кішки п'ять пальців, а на задніх — чотири. Пальці дуже гнучкі й еластичні, при ходінні й стрибках трохи розходяться в боки й пружинять. На ступнях знаходиться п'ять м'яких, пружних подушечок. Чотири з них відповідають кожному пальцю й розташовуються на рівні 2-3-ї фаланги пальців. П'ята подушечка — найбільша, помилково називається «п'ятою». Справжня п'ята у всіх пальцехідних знаходиться високо над землею. На передніх лапках є подушечки, які не стикаються з поверхнею. Називаються вони зап'ястними. Шкіра на подушечках дуже товста, однак у них знаходиться велика кількість нервових закінчень, що робить їх дуже чутливими. Крім того, на подушечках розташовані чутливі волоски й потові залози. Завдяки гнучким пальцям і наявності подушечок на лапках кішка може безшумно підкрадатися, ходити й бігати. Кішка може бігати досить швидко, але на короткі дистанції. За формою лапи бувають овальними або круглими.

### Хвіст
Хвіст досить довгий, звужується на кінці в більшості порід. Буває порівняно недовгим (як у персів), або коротким, або взагалі відсутній (як у мейнських, бобтейлів). Допомагає кішці підтримувати рівновагу. За хвостом можна визначити настрій кішки. При оцінці породи визначають пропорції хвоста щодо тіла.

### Волосяний покрив
Тіло кішки вкрите волосяним покровом різної густоти й довжини (за винятком «голих» порід — сфінксів).
Хутро кішок представлена 4 типами волосся: остьовим; підшерстям; захисним і дотикальним (вібрисами). Останні два типи є видозміненими остьовими. Кількість волосків на кожному квадратному міліметрі в кішки може сягати 200. Підшерстя — це волосся, розташоване найближче до тіла. Це найбільш коротке, м'яке й тонке волосся. Його діаметр приблизно однаковий по всій довжині. Воно може бути прямим або хвилястим. Його основна функція — утримувати тепло.
Остьове волосся являє собою середню за розміром шерсть. Воно є проміжним між підшерстям і захисним волоссям. Остьове волосся — тверде, з невеликим стовщенням біля основи.
Захисне волосся утворює захисний покрив тварини. Це найдовші, найгустіші й найтовщі волоски. Вони прямі й мають конусоподібну форму, захищають підшерстя від впливів зовнішнього середовища, зберігаючи його сухим.
Дотикальні волоски будуть описані нижче.
Найчисленнішими є волоски підшерстя. На 300 остьових і 20 захисних припадає 1000 волосин підшерстя. Ці пропорції змінюються залежно від породи. Розходження обумовлене перевагою або відсутністю тих або інших типів волосся. Так, у довгошерстих кішок (персів) — дуже довге захисне волосся (до 10 см) і дуже довге волосся підшерстя, а остьове волосся відсутнє. Деякі короткошерсті породи кішок мають захисне волосся завдовжки менше 4 см і рідке остьове, підшерстя ж відсутнє. Жорсткошерсті кішки мають всі типи волосся, але все воно дуже коротке й кудлате. У кішок породи корніш рекс захисне волосся взагалі відсутнє, а підшерстя й остьове — коротке й кудлате. У девон рексів є всі три типи волосся, але вони наближаються за своїми якостями до підшерстя. У голих кішок — сфінксів — немає захисного й остьового волосся, а лише рідке підшерстя може зберігатися на деяких частинах тіла. За залишками шерсті розрізняють кілька типів сфінксів.
Виділяють такі типи шерстного покриву в кішок:
- довгошерстий (перські);
- напівдовгошерстий (ангорські, сибірські тощо);
- короткошерстий — із гладким волоссям (сіамські, орієнтальні, російські блакитні тощо);
- з кучерявим волоссям (рекси);
- жорсткошерстий (американська жорсткошерста);
- безволосий (сфінкси).

## Анатомічні особливості

Внутрішні органи кішки

### Скелет

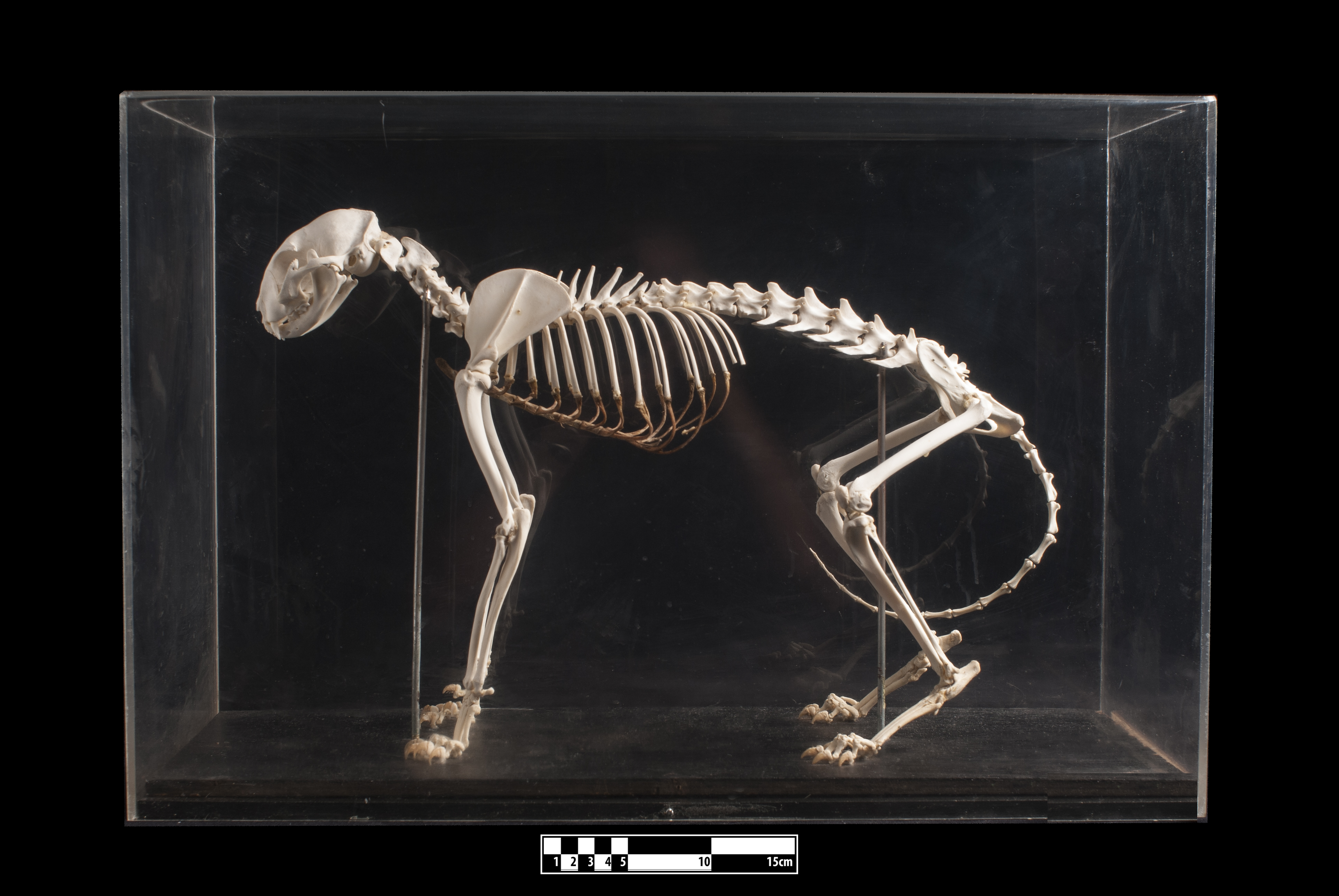
Скелет домашньої кішки:
1 — верхньощелепна кістка, 2 — нижня щелепа, 3 — звід черепа, 4 — епістрофей, 5 — VI грудний хребець, 6 — VI поперековий хребець, 7 — крижова кістка, 8 — XI хвостовий хребець, 9 — XIII ребро, 10 — реберна дуга, 11 — грудна кістка, 12 — лопатка, 13 — плечова кістка, 14 — променева кістка, 15 — ліктьова кістка, 16 — кістки зап'ястя, 17 — кістки п'ястя, 18 — кістки пальців, 19 — тазова кістка, 20 — стегнова кістка, 21 — велика гомілкова кістка, 22 — мала гомілкова кістка, 23 — кістки заплесна, 24 — кістки плесна, 25 — кістки пальців

Скелет кішки можна поділити на відділи: череп, тулуб й кінцівки. Тулуб складається із хребта і грудної клітки. Кінцівки — з кінцівок, плеча й таза.
Череп має округлу форму. Лицьовий і мозковий відділи розвинені однаково. Очні орбіти великі, потиличний гребінь і основа черепа добре розвинуті. У більшості тварин нижня й верхня щелепи добре розвинуті, витягнуті, утворюючи кут, у вершині якого розташоване ікло.
Хребет складається з відділів: шийного (7 хребців), грудного (13), поперекового (7), крижового (3), хвостового (20 і більше). Він являє собою основу тулуба. Хребці зв'язані між собою хрящами й суглобами.
Перші два шийні хребці найбільші. Перший шийний хребець (атлант) масивний, з горизонтальними тонкими крильми. Другий хребець (епістрофей) має високий гребінь і довгі зубоподібні відростки. Ці хребці тримають голову кішки й забезпечують її особливу рухливість. Кішка може повернути голову на 180°.
Розміри грудних хребців збільшуються у хвостовому напрямку. Грудні хребці входять до складу грудної клітки. Вони з'єднані з 13 парами ребер, 9 пар ребер з'єднані із грудною кісткою хрящами (справжні ребра). Інші 4 пари лежать вільно. Грудна кістка має призматичну форму й складається з 8 сегментів. Спереду першої пари ребер виступає рукоятка грудної кістки.
Хребці поперекового відділу збільшуються у хвостовому напрямку. Поперечні відростки довгі й мають невеликий нахил.
Крижові хребці зрослися основами, але остисті відростки стоять ізольовано один від одного.
У хвостовому відділі хребта кішки звичайно багато хребців. Виняток становлять деякі породи типу мейнських і бобтейлів. Розміри хребців зменшуються в напрямку до кінчика хвоста.
Кістки тулуба в порівнянні з розмірами тварини невеликі, міцні.

### Кінцівки
Пояс передніх кінцівок (плече) утворений лопаткою, плечовою кісткою і тонкою рудиментарною ключицею. Рудиментарна ключиця дає можливість переднім кінцівкам рухатися у різних площинах (на відміну від собак).
Скелет передніх (грудних) кінцівок складається із плечової, променевої, ліктьової кісток, зап'ястя, п'ястя й фаланг пальців. Ліктьова кістка добре розвинута й з'єднана рухомо із променевою кісткою. На передніх кінцівках кішки п'ять пальців.

М'язова система домашньої кішки: 1 — плечоатлантний, 2 — плечоголовний, 3 — ключично-плечовий, 4 — ключично-головний, 5 — ключично-потиличний, 6 — грудинно-головний, 7 — ключична смужка м'яза, 8 — шийний, 9 — грудна частина трапецієподібного м'яза, 10 — заостний, 11 — лопатковий, 12 — акроміальна частина дельтоподібного м'яза, 13 — найширший м'яз спини, 14 — довгий, 15 — латеральна голівка триглавого м'яза плеча, 16 — внутрішньо косий черевний, 17 — вентральний зубцюватий, 18 — зовнішній косий черевний, 19 — глибокий черевний, 20 — передостний, 21 — поверхневий грудний, 22 — внутрішній плечовий, 23 — середній сідничний, 24 — поверхневий сідничний, 25 — шевський, 26 — напружувач широкої фасції, 27 — краніальний абдуктор гомілки, 28 — двоголовий стегна, 29 — напівперепонковий, 30 — напівсухожильний, 31 — литконоговий

Тазовий пояс кішки складається з довгих і добре розвинутих у порівнянні із грудними кісток.
Задні кінцівки складаються зі стегнової, малої і великої гомілкової кісток, колінної чашечки, кісток передплюсни, плюсни, п'яткової кістки й фаланг пальців. На задніх лапах у кішки 4 пальці.

### М'язи
М'язова система включає близько 500 м'язів. Особливо добре розвинуті в кішки м'язи тазового поясу, задніх кінцівок, дихально-моторного апарата й грудні. Грудні м'язи (поверхневі й глибокі) беруть початок від грудної кістки, закріплюються на лопатці, зливаються із плечоголовим м'язом і кінчаються разом з ним на плечовій кістці (великому й малому буграх) та передпліччі. Добре розвинуті в кішок пальцеві м'язи.

### Органи травлення

Система травлення домашньої кішки: 1 — ротова порожнина, 2 — стравохід, 3 — шлунок, 4 — підшлункова залоза, 5 — печінка, 6 — жовчний міхур, 7 — тонка кишка, 8 — товста кишка, 9 — пряма кишка, 10 — анальний отвір

Органи травлення представлені ротовою порожниною, глоткою, стравоходом, шлунком, тонкою та товстою кишками, анальним отвором.
У кішок тонкі губи, вкриті волоссям. На верхній губі є вузька поперечна борозна. Щоки в більшості кішок опалі в області вусів й утворюють пінч. У деяких порід щоки повні, без пінча (перси, екзоти). Ротова порожнина вкрита слизовою оболонкою, яка у кішок звичайно пігментована. Язик плаский, шорсткий, з тонкими краями, вкритий численними роговими капілярними сосочками різної форми, спрямованими назад, у бік гортані. В особливих (грибоподібних і витягнутих, або нитковидних) сосочках містяться смакові цибулини. Грибоподібні сосочки розташовані на спинці язика, а найбільші з них лежать з країв. Великі валикоподібні, або жолобуваті, сосочки двома паралельними рядами — по 2-3 у кожному — розташовуються біля кореня язика. Функції язика різноманітні. Кішки п'ють, не втягуючи рідину (як, наприклад, людина), а захоплюючи її сосочками. Крім участі в прийманні їжі, язик дозволяє здирати м'які тканини з кісток, застосовується для догляду за тілом, волосяним покровом, а також для контакту з іншими особинами.

Розташування зубів у домашньої кішки: E — ікла, R — корінні зуби, S — різці

У роті дорослої тварини має бути 30 постійних зубів. Зуби короткокоронкові. На верхній щелепі розташовано 16 зубів, на нижній — 14.
Спереду на верхній і нижній щелепі по 6 різців (3+3). Але з боків від них — по 1 іклу. За іклами міститься вільний проміжок (без зубів). Потім ідуть передкорінні зуби (премоляри), яких на верхній щелепі по 3 з кожного боку, а на нижній — по 2.
За ними розташовуються по 1 справжньому кутньому зубу (моляри). Ікла служать кішці для оборони й ловлі здобичі. Інші зуби — для відкушування їжі. Третій передкорінний зуб верхньої щелепи й справжній кутній зуб нижньої щелепи називають «хижими». Вони найбільші. За допомогою цих зубів кішки розривають їжу.
Форма змикання щелеп називається прикусом. Існує кілька варіантів прикусів (ножицеподібний, кліщоподібний, перекус, недокус). Нормальним є ножицеподібний прикус. Він характерний для більшості тварин. Лише для деяких порід кішок допускаються невеликі відхилення від нормального прикусу.
Кошенята народжуються без зубів. Перші молочні зуби з'являються на другому місяці життя. За розмірами вони менші, ніж постійні, й розвинені слабше. Їхній колір молочно-білий. Молочних зубів менше, ніж постійних. Заміна молочних зубів на корінні починається у 5-6 місяців. Постійні зуби остаточно розвиваються до 7-9 місяця життя.

Внутрішні органи кішки (вид знизу): 1 — ліва верхівкова частина легені, 2 — права верхівкова частина легені, 3 — діафрагма, 4 — великий сальник, 5 — жовчний міхур, 6 — серце, 7 — ліва латеральна частка печінки, 8 — ліва медіальна частка печінки, 9 — ліва серцева частина легені, 10 — права серцева частина легені, 11 — перикардіальний жир, 12 — ліва діафрагмальна частина легені, 13 — права діафрагмальна частина легені, 14 — прямий м'яз живота, 15 — права медіальна частка печінки, 16 — тонкий відділ кишки, 17 — сім'яний канатик, 18 — селезінка, 19 — тимус, 20 — сечовий міхур.

Між середніми різцями й першим піднебінним валиком знаходиться різцевий сосочок, де відкривається парна носопіднебінна протока. Піднебінна фіранка містить піднебінну мигдалину округлої форми діаметром 1,5-3 см. Слина виділяється основними п'ятьма парами слинних залоз: привушними, підщелепними, під'язичними, корінними й надочноямковими. Привушна залоза розташовується під підшкірними м'язами зовнішнього слухового проходу. Вона пласка, часточкова, спереду прилягає до краю великого жувального м'яза. Вивідні протоки окремих часточок залози, зливаючись, утворюють спільну привушну (стенонову) протоку. Протока відкривається в защічний простір на рівні другого передкорінного зуба слинним сосочком. Уздовж протоки є одна або кілька маленьких додаткових привушних слинних залоз.
Підщелепна залоза — округла, лежить біля жувального м'яза й складається з окремих залозистих часточок, зв'язаних сполучною тканиною. Вивідна протока підщелепної залози відкривається на дні ротової порожнини під'язичною бородавкою, поруч з якою відкривається протока під'язичної залози.
Під'язична залоза витягнута, має конічну форму, основою прилягає до підщелепної залози. Корінна слинна залоза, відсутня в інших свійських тварин, у кішки розташовується біля краю великого жувального м'яза, між слизовою оболонкою нижньої губи й круговим м'язом рота. Передній край залози проглядає на рівні ікла. Вона має кілька проток, що відкриваються безпосередньо в слизову ротову порожнину.
Надочноямкова, або скронева, залоза з усіх свійських тварин є тільки в кішок і собак. Вона округлої форми, завдовжки приблизно 1,5 см. Її велика вивідна протока й додаткові дрібні протоки відкриваються в ротову порожнину недалеко від верхнього кутнього зуба.
При скороченні м'язів стравоходу їжа з ротової порожнини надходить у шлунок.
Шлунок однокамерний, витягнутої форми. Він розташований у лівому підребер'ї, у площині 9-12 міжреберного простору й області мечоподібного відростка. М'язова й підслизова оболонки шлунка товсті. Зона залоз дна займає ліву половину шлунка, а пілоричних — праву. Зона кардіальних залоз вузька. Кишечник кішки (товстий і тонкий) сягає довжини від 1 до 1,8 м.
Тонкий кишечник містить 6-7 пейєрових бляшок. Перша з них, найменша, знаходиться у дванадцятипалій кишці. Остання, найбільша, — у здухвинній. У тонкому кишечнику є також одиночні солітарні фолікули яйцеподібної форми.
Сліпа кишка коротка, тупа. На межі сліпої й ободової кишок є добре виражений ілеоцеканальний клапан. Ободова кишка коротка, має вигляд підкови.
Печінка має характерний зернистий малюнок, чим відрізняється від печінки собак. Жовчна протока трохи вигнута. Її отвір й отвір підшлункової залози розташовані на відстані 5-8 см від пілоричного сфінктера шлунка.

### Органи дихання
Органи дихання представлені ротовою порожниною, порожниною носа, горлом, гортанню, трахеєю, бронхами, легенями.
Носове дзеркало (кінчик носа) у кішок найчастіше пігментований. Уздовж його краю розташовується велика кількість потових залоз. У слизовій оболонці носа багато слизових залоз. Частини легенів роз'єднані глибокими вирізками.

### Сечовидільна система
Сечовидільна система представлена двома нирками, двома сечоводами, сечовим міхуром і сечівником. У кішок сечівник закінчується в передпіхві, у котів — на кінчику пеніса. Нирки однососочкові, бобоподібної форми, гладкі. Розташовані несиметрично. У них різко виділені кровоносні судини, які ділять кожну на окремі ділянки. У нирках відбувається утворення сечі. За допомогою сечі з організму виводяться отруйні речовини, продукти обміну речовим.

### Система кровообігу
Система кровообігу представлена серцем, аортою, артеріями, артеріолами, венами, венулами, капілярами, лімфатичними вузлами й судинами.

### Шкіра

Регулювання положення кігтів

Шкіра в кішки відносно тонка, у старих тварин вона товстіша, ніж у молодих; у самців — товстіша, ніж у самок. Вона неоднакова за товщиною на різних ділянках тіла: на спині товстіша, ніж на животі, на бічних поверхнях кінцівок товстіша, ніж на середині. Загальна вага шкіри кішки становить близько 18 % ваги тіла.
Шкіра складається із трьох шарів: епідермісу, власне шкіри й підшкірної жирової клітковини. Епідерміс представлений пласкими епітеліальними клітинами. Верхній шар складається з мертвих клітин, припасованих одна до одної. Під ними — шар живих клітин. В епідермісі знаходяться пігментні клітини, які надають певного кольору шкірі. Волосся, рогові утворення кішки (наприклад, пазурі) є утвореннями епідермісу. Безперервний ріст їх забезпечується розподілом шару живих клітин епідермісу.
Власне шкіра складається зі сполучної тканини, у якій дуже багато еластичних та інших волокон. У ній знаходяться волосяні сумки, потові, сальні залози, рецептори. Протоки сальних залоз відкриваються у волосяні сумки. Виділюваний ними секрет сприяє змащенню шкіри й волосків, підвищуючи їхню еластичність і виконуючи захисну функцію.
Підшкірна жирова клітковина зв'язує шкіру з нижніми тканинами.
На поверхні шкіри відкриваються протоки потових залоз, їх два види — апокринові й екринові. Перші розташовані по всьому тілу. Найактивніші апокринові залози волосяних мішечків розташовані біля основи хвоста й з боків мордочки. Секрет цих залоз служить для того, щоб мітити територію для любовних контактів тварин. Екринові залози розташовуються тільки на подушечках лапок. З їхньою допомогою кішка залишає сліди.
Пазурі кішки кріпляться на останніх фалангах пальців. Це щільні рогові утворення з кератину (протеїнова речовина), вкриті міцною оболонкою. Вони мають серпоподібну форму. Кішка може регулювати положення своїх пазурів за допомогою мускулів та особливих пружних сухожиль і звичайно тримає їх втягненими в м'які шкірясті чохли. Не втягуються лише кігтики перших пальців на передніх лапках. Завдяки цій здатності пазурі залишаються постійно гострими. Пазурі кішці необхідні, щоб полювати, лазити деревами, підтягувати до себе різні предмети. Пазурі постійно ростуть, внаслідок цього потребують сточування. Тому кішки запускають пазурі передніх лап у кору дерев або інші поверхні. При цьому вони, сточуючи затуплений зовнішній роговий шар кігтика, звільняють гострий молодий кігтик. З пазурів на задніх лапах старий роговий шар кішки час від часу відкушують або сточують при ходьбі.
По всій шкірі кішки розкидана величезна кількість нервових закінчень, значно більше, ніж у людей і собак.
Функції шкіри: сприйняття механічних, теплових, світлових подразнень, виділення.

### Нервова система
Нервова система представлена центральним (спинний і головний мозок) і периферичним відділами (нерви й нервові вузли). Функціонально поділяється на соматичну й автономну нервові системи. Автономна нервова система поділяється на симпатичну й парасимпатичну, протилежні за своїми функціями.
Нервова система кішок дозволяє їм миттєво орієнтуватися в просторі й блискавично реагувати. Кішки мають велику зону з'єднання між нервовими клітинами головного мозку. Ученими підраховано, що на одній клітині перебуває до десяти тисяч синапсів — з'єднань з іншими клітинами. Це дозволяє кішці мати хорошу пам'ять та асоціативне сприйняття.
Об'єм мозку домашньої кішки менший, ніж у її найближчих родичів — степової лісової, що є результатом одомашнювання. Те ж саме спостерігається у всіх свійських тварин.

### Сенсорні системи
До складу сенсорних систем входять органи чуттів, нерви й відділи центральної нервової системи, які оброблюють отриману інформацію. Ці системи дозволяють кішці як орієнтуватися у зовнішньому середовищі, так і реагувати на зміни у внутрішньому.

### Невивчені області
Однією з невивчених областей анатомії котів є кишеня Генрі на їхніх вухах. На цей момент її функціональна мета невідома.

## Генетика

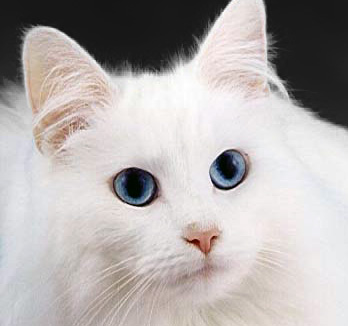
Блакитноока кішка з білим забарвленням має генетично обумовлену схильність до глухоти

Знання законів генетики дозволяє виводити нові породи кішок, тобто займатися їхньою селекцією. Виведенням порід кішок людина займається не дуже давно. Вона цінувала кішку за робочі якості й не дуже захоплювалася її зовнішнім виглядом. Хоча в давній Японії вже існували породи кішок, яких відбирали за певним забарвленням, короткохвостістю.
Останні успіхи у застосуванні генетики дозволяють сподіватися, що найближчим часом можна буде виводити кішок будь-якого забарвлення, типу, з будь-яким волосяним покривом. Кількість порід кішок збільшується з кожним роком. Лідерами з виведення нових порід є американці.
У домашньої кішки 38 хромосом, або 18 пар аутосомних (не статевих) і одна пара статевих, та близько 20 000 генів. Кожна хромосома несе гени, які визначають усі без винятку ознаки тварини. Вони розташовані в певній послідовності. Є гени, що відповідають за забарвлення, довжину хутра, колір очей і т. д. Гени, які придушують прояв протилежної ознаки, називаються домінантними. Гени, прояв яких придушується, називаються рецесивними. Оскільки в хромосомному наборі знаходиться пара генів, що визначають прояв ознак, то організм за цією ознакою може бути в різних станах. Якщо обидва гени рецесивні або домінантні, то організм гомозиготний за цією ознакою. Якщо один домінантний, інший рецесивний, то організм гетерозиготний.
Якщо один ген не повністю придушує прояв іншого, то йдеться про проміжне спадкування. Тоді гетерозиготний організм має нову проміжну ознаку. Сьогодні існує цілий ряд порід, заснованих на гетерозиготному стані ознаки. Наприклад, бобтейли або мейнські кішки. У їхньому потомстві можуть з'являтися кішки із хвостами різної довжини. Для того, щоб підтримувати породу, необхідно обов'язково схрещувати таких кішок з кішками, що мають нормальні хвости. Краще, якщо це тварини з окотів бобтейлів, тому що вони несуть ген короткохвостості. При схрещуванні бобтейлів з такими тваринами в приплоді відразу з'являються бобтейли з гарними породними ознаками. Аналогічним способом підтримується ген капловухості. Для підтримки капловухих порід використовують кішок з нормальними вухами (скотіш фолдів схрещують із британськими короткошерстими). Іноді це пов'язане з тим, що тварини, гомозиготні за домінантною ознакою, гинуть, а гетерозиготні залишаються живі, тобто гени пов'язані з летальністю.

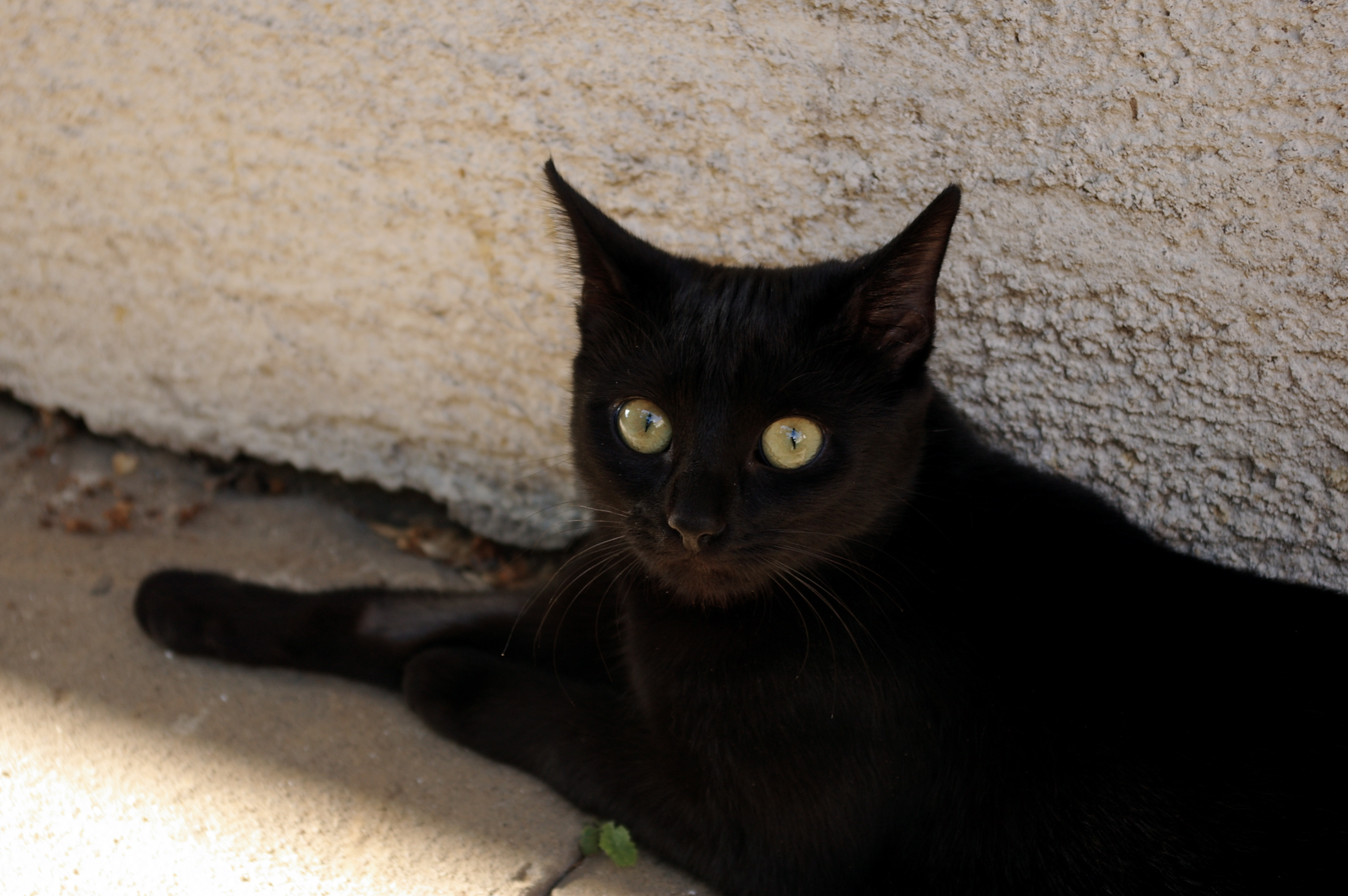
Повністю чорна кішка (меланіст)

Ознаки можна умовно поділити на кількісні (число пальців, інтенсивність забарвлення, довжина хвоста тощо) та якісні (колір очей, форма вух, форма очей тощо). Коли ми говоримо про спадкування ознаки, особливо кількісної, то правильніше було б говорити про спадкування певних меж її прояву. Ступінь виразності ознаки називається експресивністю. Так, наприклад, полідактилія може проявлятися різною кількістю пальців. На волоску може бути різна кількість кілець (одинарний, подвійний або потрійний тикінг).
Якщо в генах або хромосомах трапляються зміни, то відбулася мутація. Мутації періодично відбуваються в природі під дією різних факторів: фізичних, хімічних, біологічних. Якщо таку мутацію не підтримати, то вона розчиниться, оскільки мутації найчастіше рецесивні. Подібні мутації можуть виникати в декількох місцях одночасно або через проміжки часу. Так, неодноразово в різних областях виявляли кішок з м'якою закрученою шерстю майже без остьового волосся. На їхній основі зовсім незалежно виникли різні породи рексів. Причому в одних з них ген «рексовості» домінантний, а в інших — рецесивний. Сумна доля лисих кішок у Мексиці. Вони існували протягом нетривалого часу. Породу називали мексиканською голою. Однак вона не привабила любителів і професіоналів у розведенні кішок, і порода зникла.
Виведення нових порід відбувається або шляхом виявлення природних мутацій (природне), або шляхом використання вже відомих порід (штучне). Останнім часом у штучному виведенні порід використовують диких кішок, близьких до домашньої. У виведенні бенгальської породи використовувалася дика бенгальська кішка. При виведенні нових порід користуються методами селекції. Селекція — це наука про теоретичні основи й методи виведення нових порід і поліпшення вже існуючих порід тварин, сортів рослин і штамів мікроорганізмів. Генетика є теоретичною основою селекції.
Основні методи селекції — це штучний відбір і гібридизація. При виведенні нових порід кішок користуються методом індивідуального штучного відбору. При цьому використовуються особини, що мають привабливі для майбутньої або нині існуючої породи якості. Суть методу індивідуального штучного відбору полягає в тому, що плідники підбираються з бажаними для заводчика ознаками. З їхнього приплоду підбираються й залишаються для розведення тільки кошенята, що мають подібні з батьками ознаки. Так з покоління в покоління проводиться відбір. Для закріплення породних якостей використовують метод гібридизації. Гібридизація буває внутрішньовидовою та міжвидовою. Внутрішньовидова у свою чергу поділяється на близькоспоріднену, або інбридинг, і віддалену, або аутбридинг.

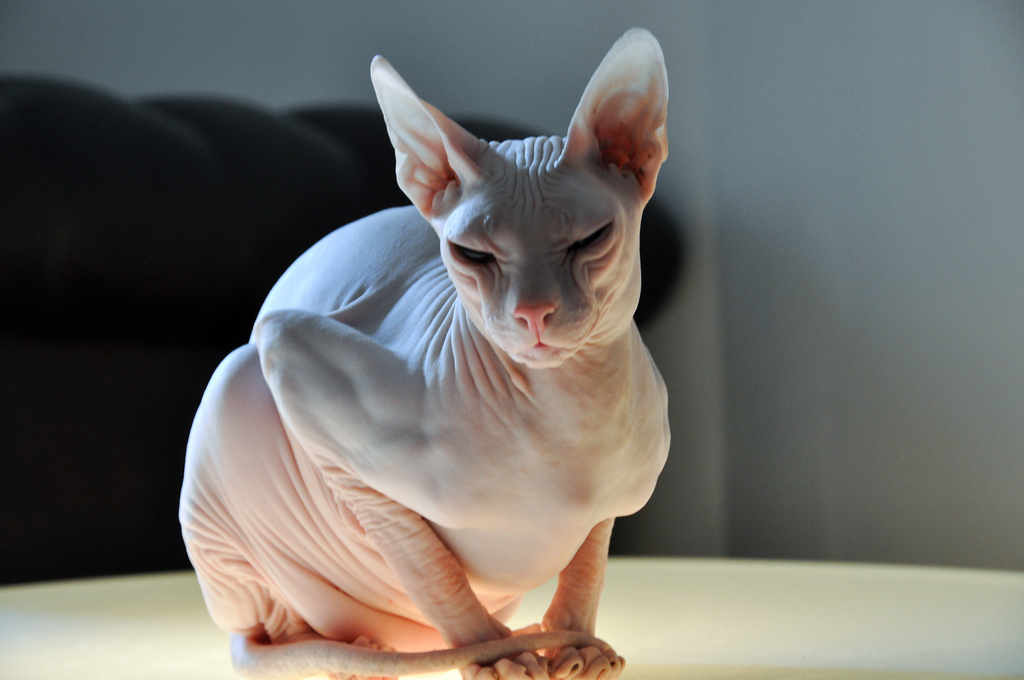
Сфінкс — тип кішок, у яких відсутнє хутро і вуса

Для виведення таких порід, як бенгальська й піксибоб, використовувався метод міжвидової гібридизації. При цьому домашню кішку схрещували з дикими, але близькими їй видами. Звичайно у першому поколінні таке потомство стерильне повністю або частково. При виведенні бенгальської породи в першому потомстві самці всі були стерильні. Надалі у виведенні породи використовувалися тільки самки. Вони схрещувалися з уже відомими існуючими породами, які були близькі до бажаного вигляду нової породи (наприклад, єгипетські мау). Усі породи домашніх кішок належать до одного виду, тому легко схрещуються між собою й дають плідне потомство.
Сучасний власник зобов'язаний знати основи генетики й селекції, якщо збирається займатися розведенням породистих кішок. Він повинен знати особливості розведення тієї або іншої породи, закони спадкування тих або інших ознак. Особливо необхідними є знання генетики й селекції для виведення нової породи. Іноді одна ознака може контролюватися різними генами. В одних порід він визначається домінантним геном, в інших — рецесивним. Наприклад, подібне явище спостерігається в різних порід рексів. У лисих кішок породи канадський сфінкс відсутність шерсті контролюється рецесивним геном, тоді як у донського сфінкса — домінантним.
Ознаки, які визначаються генами, знаходяться в статевих хромосомах, називаються зчепленими зі статтю, а їхнє спадкування — зчепленим зі статтю спадкування. Статеві хромосоми, на відміну від аутосомних, не завжди мають собі подібну (гомологічну пару). Одну хромосому позначають X, а другу, змінену, Y. Y-хромосома майже не несе ніяких генів, що визначають ознаки. Тому деякі ознаки, пов'язані зі статтю, можуть проявлятися тільки в кішок. Так, зі статтю пов'язана ознака черепахового забарвлення або черепахового з білим (каліко або мі-кей). Це забарвлення може бути тільки в кішок. Дуже рідко народжуються коти з таким забарвленням. Це пов'язане з порушенням розбіжності хромосом під час розподілу клітин і наявністю зайвої хромосоми в наборі. Такі коти звичайно безплідні.
Щоб одержати кішок бажаної колірної варіації, потрібно чітко знати, із твариною якого забарвлення її спаровувати. Забарвлення з малюнком таббі домінують над всіма однотонними, крім червоного. При схрещуванні однотонних батьків червоного й чорного забарвлення усі кішки будуть черепахові, а коти матимуть забарвлення, протилежне батьківському. Забарвлення колорпоінт зберігається тільки при схрещуванні з іншою твариною того ж забарвлення. У протилежному випадку кішки будуть носіями того забарвлення, що складає їхні мітки. Димчастих кішок можна схрещувати тільки з димчастими, а шиншил — тільки із шиншилами. Можливим є спаровування шиншил і димчастих з однотонними блакитними або чорними.
Змішування кольорів кота-батька і кішки-матері
| кіткішка         | чорний                                                         | блакитний                                                      | червоний                                                       | кремовий                                                       | білий                                |
| чорна            | чорні блакитні                                                 | чорні блакитні                                                 | чорні блакитні черепахові блакитнувато-кремові                 | чорні блакитні черепахові блакитнувато-кремові                 | білі кольорові (за родоводом батька) |
| блакитна         | чорні блакитні                                                 | блакитні                                                       | чорні блакитні черепахові блакитнувато-кремові                 | блакитні блакитнувато-кремові                                  | білі кольорові (за родоводом батька) |
| червона          | червоні кремові черепахові блакитнувато-кремові                | червоні кремові черепахові блакитнувато-кремові                | червоні кремові                                                | червоні                                                        | білі кольорові (за родоводом батька) |
| кремова          | кремові блакитнувато-кремові                                   | червоні кремові черепахові блакитнувато-кремові                | червоні кремові                                                | кремові                                                        | білі кольорові (за родоводом батька) |
| черепахова       | чорні блакитні червоні кремові черепахові блакитнувато-кремові | чорні блакитні червоні кремові черепахові блакитнувато-кремові | чорні блакитні червоні кремові черепахові блакитнувато-кремові | чорні блакитні червоні кремові черепахові блакитнувато-кремові | білі кольорові (за родоводом батька) |
| блакитно-кремова | чорні блакитні червоні кремові черепахові блакитнувато-кремові | блакитні кремові блакитнувато-кремові                          | чорні блакитні червоні кремові черепахові блакитнувато-кремові | блакитні кремові блакитнувато-кремові                          | білі кольорові (за родоводом батька) |
| біла             | білі кольорові (за родоводом матері)                           | білі кольорові (за родоводом матері)                           | білі кольорові (за родоводом матері)                           | білі кольорові (за родоводом матері)                           | білі кольорові (за обома родоводами) |

## Фізіологія

### Температура
Показники крові
| Гемоглобін (у 100 мл)                  | 8-12  |
| Еритроцити, млн/мкл                    | 6-9   |
| Лейкоцити, тис./мкл                    | 8-25  |
| Нейтрофільні лейкоцити, %              | 60    |
| Лімфоцити                              | 30    |
| Швидкість осідання еритроцитів, мм/год | 7-9   |
| Швидкість осідання крові, мм/хв        | 2-3   |
| Резервна лужність, %                   | 40-50 |

Як і у людей, одним з показників здоров'я кішки є температура. У нормі температура в дорослої кішки 38-39,5 °C.

### Пульс

Показники крові

У кошенят молодшого віку пульс становить 120—140 ударів за хвилину, у кошенят старшого віку — 110—130. У дорослої кішки пульс становить 100—120 ударів за хвилину. Вимірюють його в кішки натисканням пальця на стегнову артерію, що знаходиться на внутрішньому боці стегна. Один поштовх відповідає одному удару серця.

### Частота подиху
Співвідношення віку людини і кішки
| Кішка    | Людина      |
| 3 роки   | 28-30 років |
| 4 роки   | 35 років    |
| 5 років  | 38-40 років |
| 6 років  | 43-44 роки  |
| 7 років  | 48 років    |
| 8 років  | 52 роки     |
| 9 років  | 55 років    |
| 10 років | 60 років    |
| 11 років | 65 років    |
| 12 років | 68 років    |
| 13 років | 72 роки     |
| 14 років | 75 років    |
| 15 років | 80 років    |
| 16 років | 84 роки     |
| 17 років | 88 років    |
| 18 років | 92 роки     |
| 19 років | 96 років    |
| 20 років | 100 років   |

Частота подиху (кількість вдихів на хвилину) у кошенят становить 40 дихальних рухів, у молодих тварин — З0. У дорослих кішок — 20 дихальних рухів.
У спекотну погоду кішка може дихати ротом. У такий спосіб вона нормалізує теплообмін (випаровує вологу й прохолоджується). Для вимірювання частоти подиху необхідно підрахувати кількість дихальних рухів за певний проміжок часу.

### Маса
Маса кішок коливається залежно від породи й віку. У середньому доросла кішка повинна важити близько 4,5-5 кг. Самці важать трохи більше, самки — менше. Перські й британські короткошерсті кішки важчі, сіамські й орієнтальні — легші. Найпростіше зважити кота за допомогою стаціонарних вагів. При цьому ви повинні зважитися попередньо самі, а потім узяти тварину на руки й зважитися разом з нею.

### Вік
Тривалість життя кішки в середньому становить 10-12 років, але зустрічаються й довгожителі — до 20 й більше років. Визначити вік кішки складніше, ніж собаки. Пов'язане це з тим, що кішка не сточує так зуби, не має помітних змін кришталика, забарвлення хутра.
За Гамбермелем[хто?], у кішки ікла й премоляри міняються до 4,5 місяця, різці міняються до 5,5 місяця, моляри — до 6.
За Гемером[хто?], спочатку міняються різці, потім ікла. При цьому зміна зубів на нижній щелепі випереджає за часом зміну зубів верхньої щелепи. Останніми міняються треті премоляри верхньої щелепи й другі премоляри нижньої.
Закінчується зміна зубів у кошеняти в 9 місяців.

## Здоров'я

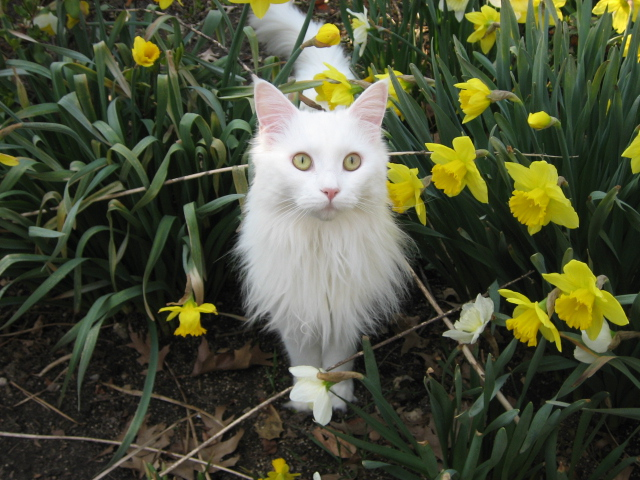
Кішки люблять «погризти» деякі рослини, проте не всі вони безпечні для котячого здоров'я

Поряд з людьми кішка живе від 14 до 20 років. Найстаріша кішка, Creme Puff, прожила 38 років. Деякі стверджують, що кішка може жити набагато довше, якщо весь час тримати її вдома (зменшується ризик отримання ран, хвороб, нещасних випадків). Проте постійне перебування вдома може викликати свої проблеми, такі як діабет, або проблеми із серцем. Стерилізація має стати одним із виходів. При кастрації кіт стає значно спокійнішим (йому не потрібно шукати самку, тому він не б'ється за неї з іншими котами). До того ж видалення яєчників (у кішки) і яєчок (у кота) не дає змогу тварині захворіти на рак цих залоз. Кастрація несе і негативні наслідки, після операції тварина стає менш активною, тому вона починає багато їсти. Через це дуже часто кастровані коти та кішки мають проблеми з ожирінням.

### Хвороби
Кішки мають широкий діапазон хвороб: інфекційні, паразити, рани, хронічні хвороби. Проти багатьох хвороб існує щеплення, проти паразитів можна використовувати таблетки (найчастіше таблетки використовуються, щоб позбавити кішку глистів) та різні препарати (найчастіше, це ошийники і краплі проти бліх, а також очні краплі проти кон'юнктивіту).
Серед свійських котів надзвичайно поширений токсоплазмоз — хронічне захворювання, яке легко передається людям при прямих контактах, а також через контакти з місцями, які коти використовують для випорожнення, зокрема, дитячі пісочники. Інфекція дає значні ускладнення для новонароджених від матерів, які мали контакти з хворими тваринами і у яких послаблений імунітет.
Коти нерідко стають учасниками вогнищ рабічної інфекції антропургічного типу. Частка випадків виявлення сказу відносно перевірених ветслужбами котів може сягати 20 %. Зокрема, за даними Європейського рабічного бюлетеню (Rabies Bulletin Europe), протягом 2000—2010 років в Україні відмічено 4376 випадків сказу у котів, що становить 23,7 % від усіх реєстрацій сказу у свійських і диких ссавців (друге місце після лисиць, на яких випадає 38,7 %; третє місце — у собак — 18,3 %). Припускається, що частина випадків сказу отримується не через контакти з лисами чи псами (група RABV), а через контакти з кажанами (група EBLV)

### Отруєння
Кішка може отруїтись багатьма речами, їхня печінка не така детоксифікаційна, як у собак і людей.
Людські препарати в жодному разі не можна давати кішкам. Навіть легкі болезаспокійливі таблетки спричиняють тяжке отруєння, частіше такі випадки фатальні для тварин. Іноді, якщо у кішки є артрит, лікарі прописують маленькі порції аспірину. Але аспірин, який так широко розповсюджений у використанні людьми, також може стати причиною смерті тварини. Багато ефірних олій також отруйні для кішки. Тварині не можна давати неприродну їжу (солодощі, приправи), траплялись випадки, коли кішка з'їдала деяку порцію шоколаду, наслідком цього стало отруєння.
Рослини також можуть спричинити проблеми з здоров'ям (плющ, азалія, еритрин, філодендрон, молочай-різдвяник, олеандр тощо).

## Поведінка

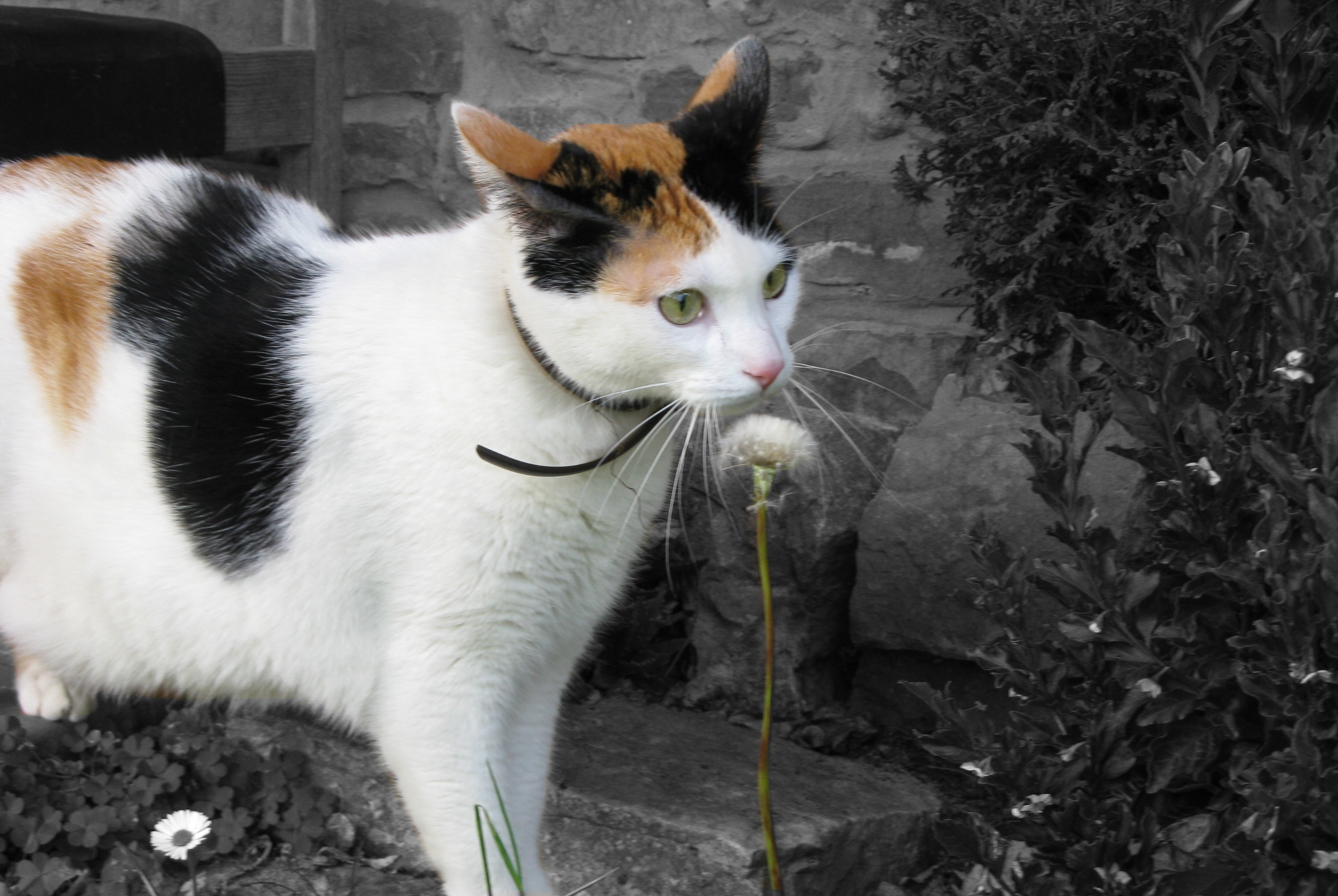
Кішки обожнюють гуляти на свіжому повітрі, проте деякі віддають перевагу сидінню вдома

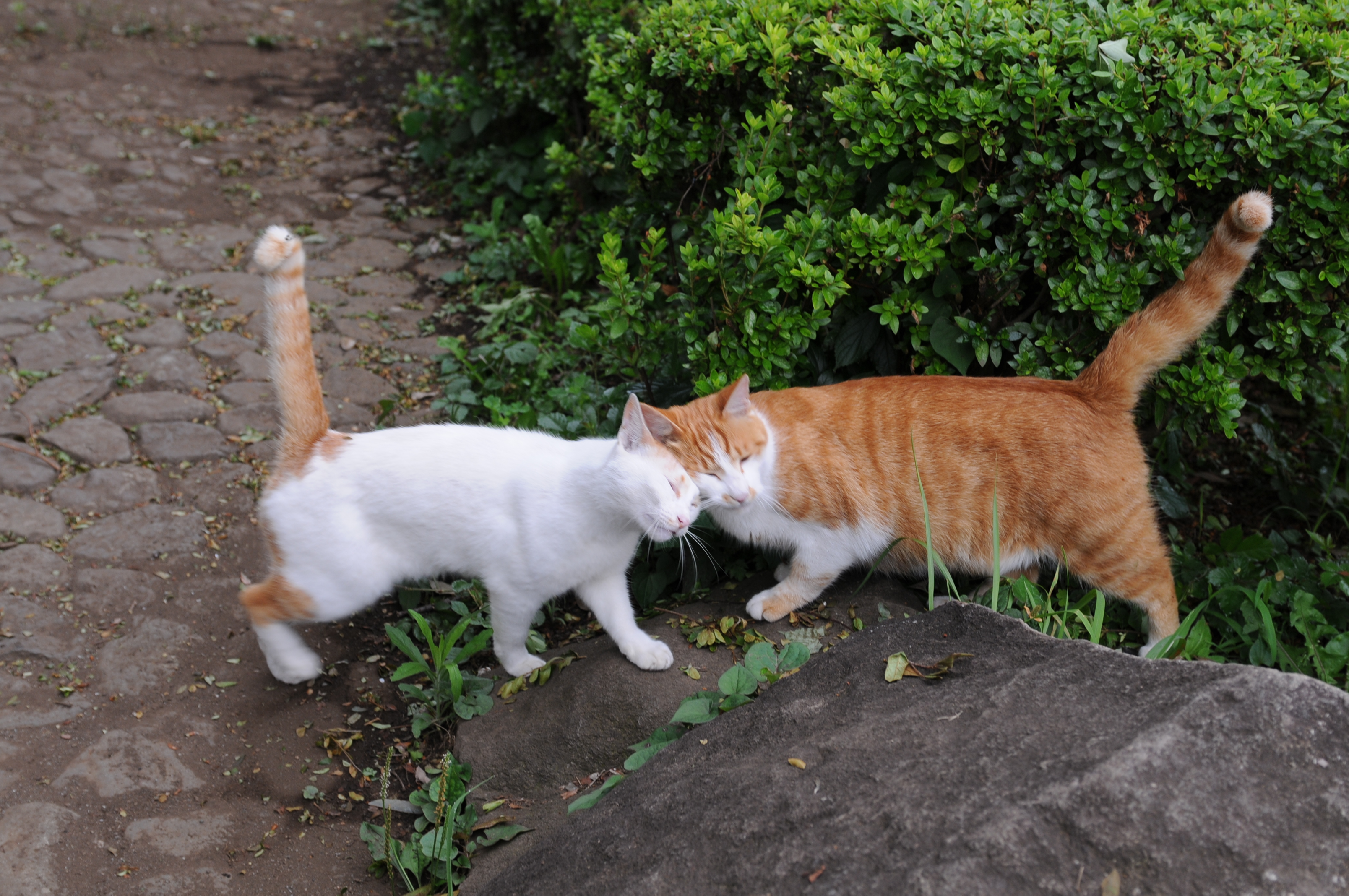
Котяче привітання

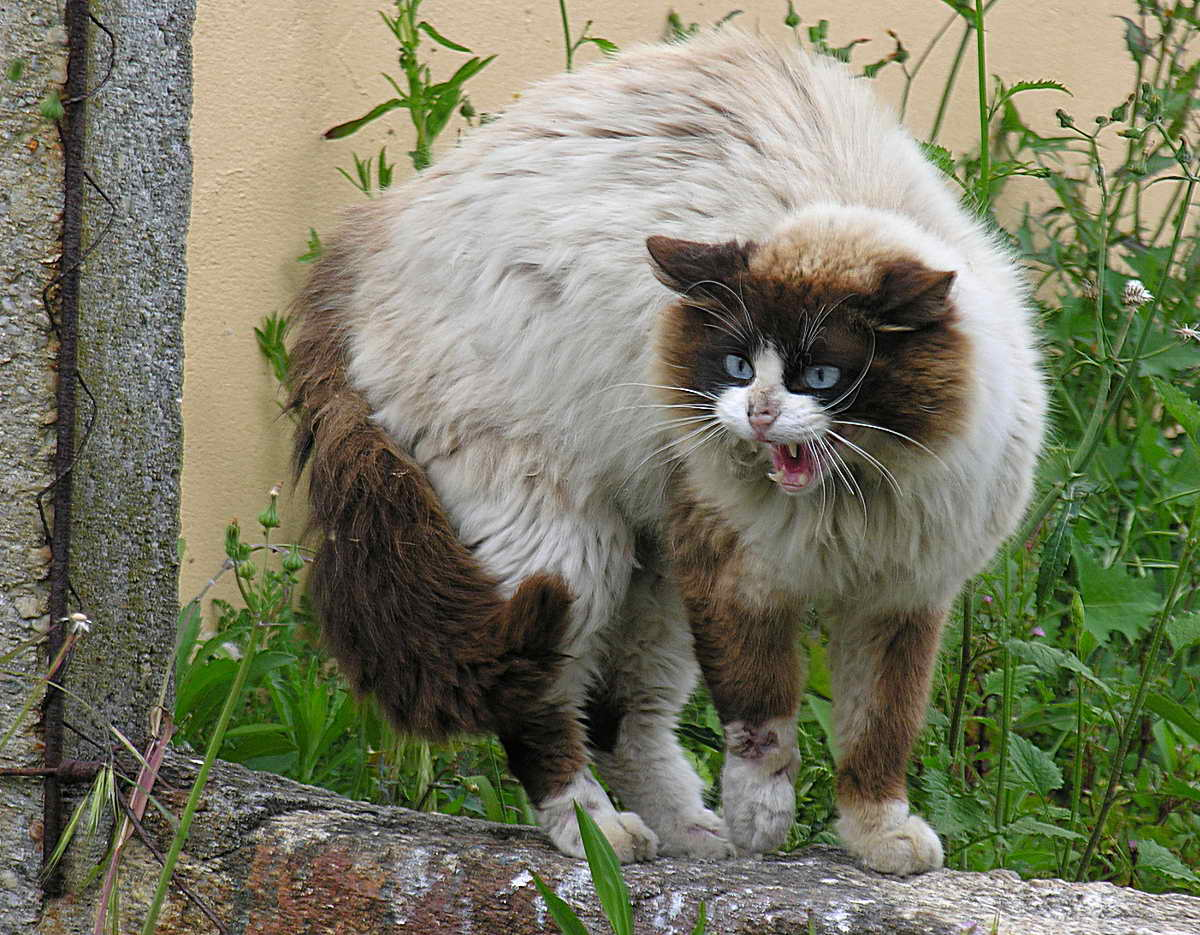
Кіт, готовий до бійки

Кішка активна як і вдень, так і вночі, проте її хижацькі інстинкти роблять її нічною твариною. Територія кішки може бути різною, від 7 до 28 га. Хоч тварина прив'язана до свого житла, вона запросто може піти з дому на великий проміжок часу, і при цьому пройти багато сотень метрів, проте потім все одно повернутись до свого звичайного місця проживання.
Уві сні кішка відновлює кількість своєї енергії більше, ніж деякі інші тварини. Вони можуть спати 13—16 годин на день, старі кішки сплять ще більше. Години сну також залежать від самого характеру кішки, деякі особи сплять 20 годин з можливих 24. Вони швидко засинають, можуть спати навіть сидячи. Таку поведінку навіть занесли до англійського словника, як приказку. На людину, яка швидко засинає, кажуть: «дрімає, як кішка».

### Спілкування кішок
Кішки — соціальні тварини. Особини, які живуть на вулицях, часто створюють окремі колонії самців і самиць. Вони гарно співпрацюють, знайшовши їжу, бездомні тварини приносять її до своїх «братів і сестер».
В кожній колонії є вожак, який домінує над іншими котами і кішками. Кожна кішка дотримується своєї території в колонії (у котів своєї території більше, ніж у кішок). Коти, які знаходяться у пошуку самок, потроху крадуть територію інших кішок. Вони заходять на початок «кордону» і мітять його своїми пахучими мітками. Якщо кіт зайде на територію іншого, і кіт-власник помітить чужого, відбудеться бійка, або щонайменше кіт-чужак просто втече. Хоч коти дуже не люблять чужаків на своїй території, нападають не одразу. Спочатку вони попереджують криками, або шипінням про своє невдоволення. Якщо кіт-власник не надто злий, то він дозволить коту-чужаку залишитися на своїй території. Якщо ж ні — бійки не уникнути. Зазвичай ці бійки не призводять до негативних наслідків, але деякі випадки закінчуються серйозними ранами.
Між кожними територіями котів і кішок є нейтральна земля. Хоч кішки і живуть разом, вони завжди полюють самостійно.[джерело не вказане 2612 днів]
Кішки мають вербальне спілкування і мову рухів. Їх вербальне спілкування: нявкання, муркотіння, шипіння, гарчання, писк, «щебетання», клацання, і іноді «хрюкання». Мова рухів виражається у положенні вух, хвоста, лап, всього тіла. Хвіст і вуха мають в спілкуванні котів найважливіше значення. Високо піднятий хвіст свідчить про привітне відношення тварини. Хвіст також може розповісти про положення кішки в соціальній групі, домінування над людьми, чим менш часто піднімається хвіст, тим кішка більш піддається людям. Ніс в спілкуванні кішки також має свою важливу функцію. При зустрічі кішки, якщо вони відразу не налаштовані на бійку, труться носами, тим самим впізнаючи один одного. Деякі кішки в старості починають бути більш агресивними, особливо до молодого покоління. Такій поведінці навіть дали свою назву «Котяча Нетовариська Агресія» (англ. Feline Asocial Aggression).
До людей коти не мають такої прив'язаності, як, наприклад, собаки. Хоча траплялись випадки, коли кішка ставала для людини незамінним компаньйоном, такі тварини не раз рятували своїх «друзів» від біди. Дружбу між кішкою і людиною майже неможливо зав'язати, якщо кішка вже доросла.

### Охайність

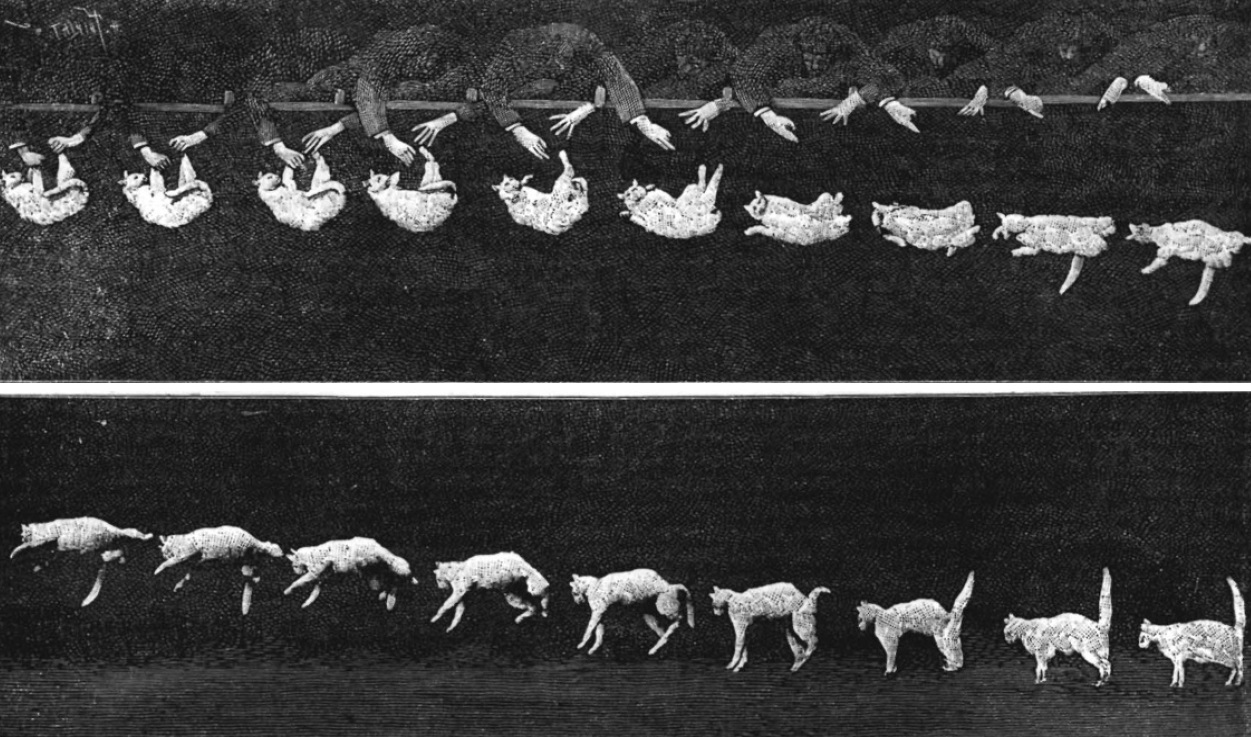
Рефлекс кішки під час падіння

Кішки відомі своєю чистотою. Їх гнучкість, яка також допомагає їм у полюванні, і особлива будова язика, дозволяє кішці чудово піклуватись про свою чистоту. Проте така охайність не ідеальна. Кішки, особливо довгошерсті, часто відригують хутро, яке потрапило в шлунок. Зазвичай вони відригують клубочки довжиною 2—3 см. Для того, щоб «вивільнити» себе від з'їденого хутра, кішки їдять траву, яка викликає у них блювотний рефлекс. Щоб допомогти кішці, її треба часто розчісувати.

### Бійки
Як правило, коти б'ються частіше, ніж кішки. Боротьба самців відбувається з двох причин: право на самку чи територію. Коти не одразу розпочинають бійку. Спочатку вони голосно кричать, гарчать один на одного. Переможе сильніший або спритніший. Кіт, що програв, має швидко зникнути. Самки б'ються не так часто. Як і самці, вони можуть змагатись за територію, або захищати своїх кошенят. Кастрація зменшує і частіше усуває бійки.
При боротьбі і кішки, і коти намагаються показати себе сильнішими, ніж вони є насправді. Вони «наїжачують» (піднімають) своє хутро, тим самим здаються більшими. Б'ються передніми лапами, іноді кусаються. Хутро гарно захищає тварин, тому бійки майже не шкодять здоров'ю кішок. Найчастіше страждають вуха і ніс.
В основному інфекції у котів передаються якраз через рани після бійки. Зазвичай бійки, причиною яких стала самка, болючіші для котів, ніж змагання за територію.

### Полювання

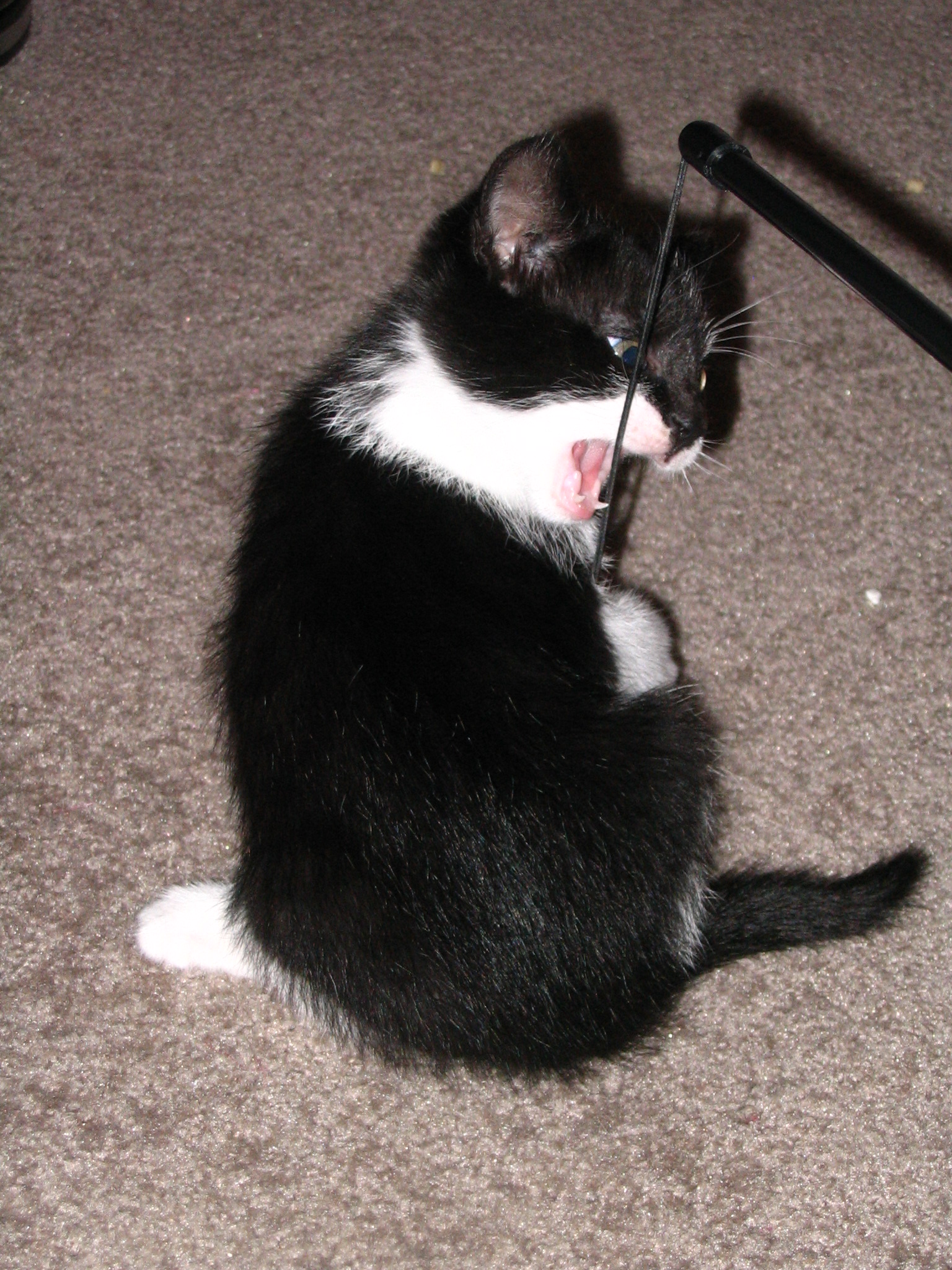
Кошенята обожнюють гратися

Кішка харчується маленькими тваринами, перш за все птахами і гризунами. Як і свої дикі родичі, домашня кішка хижак, проте може їсти і рослинні продукти. У полюванні застосовує дві стратегії: переслідування і засідка. Одна стратегія може не допомогти кішці зловити всю здобич. Тому засідку вони використовують для гризунів, а переслідування для птахів.
Більшість порід кішок намагаються знайти собі високе місце для відпочинку. Така поведінка залишилась ще з дикого життя, багато диких кішок відпочивають на деревах. А леопард, наприклад, може зробити засідку на гілці дерева, і коли здобич підійде ближче, тварина стрибає на неї і намагається завалити (якщо вона велика). Високі місця також дають змогу краще роздивитись територію. Якщо ж кішка впаде, то її рефлекс приземлить її на ноги. Навіть якщо кішка не згрупувалась, їй вистачить 90 см щоб приземлитись на ноги, при цьому вона нічого не робить. Тобто її гнучкість дозволяє кішці майже не боятись середньої висоти. Безпечно приземлитись можуть і безхвості коти, бо у цьому «процесі» хвіст майже не бере участі.

### Ігри
Домашні кішки, особливо кошенята, люблять пограти. Насправді для котів гра нагадує полювання, тому для кошенят вона важлива. Саме в грі вони вчаться полювати. Домашні кішки будуть грати з речами, які будуть нагадувати здобич. Тобто щось пухнасте і активне. Але іграшка не повинна бути маленькою, при грі тварина може проковтнути її, а це несе дуже негативні наслідки.

## Середовище існування

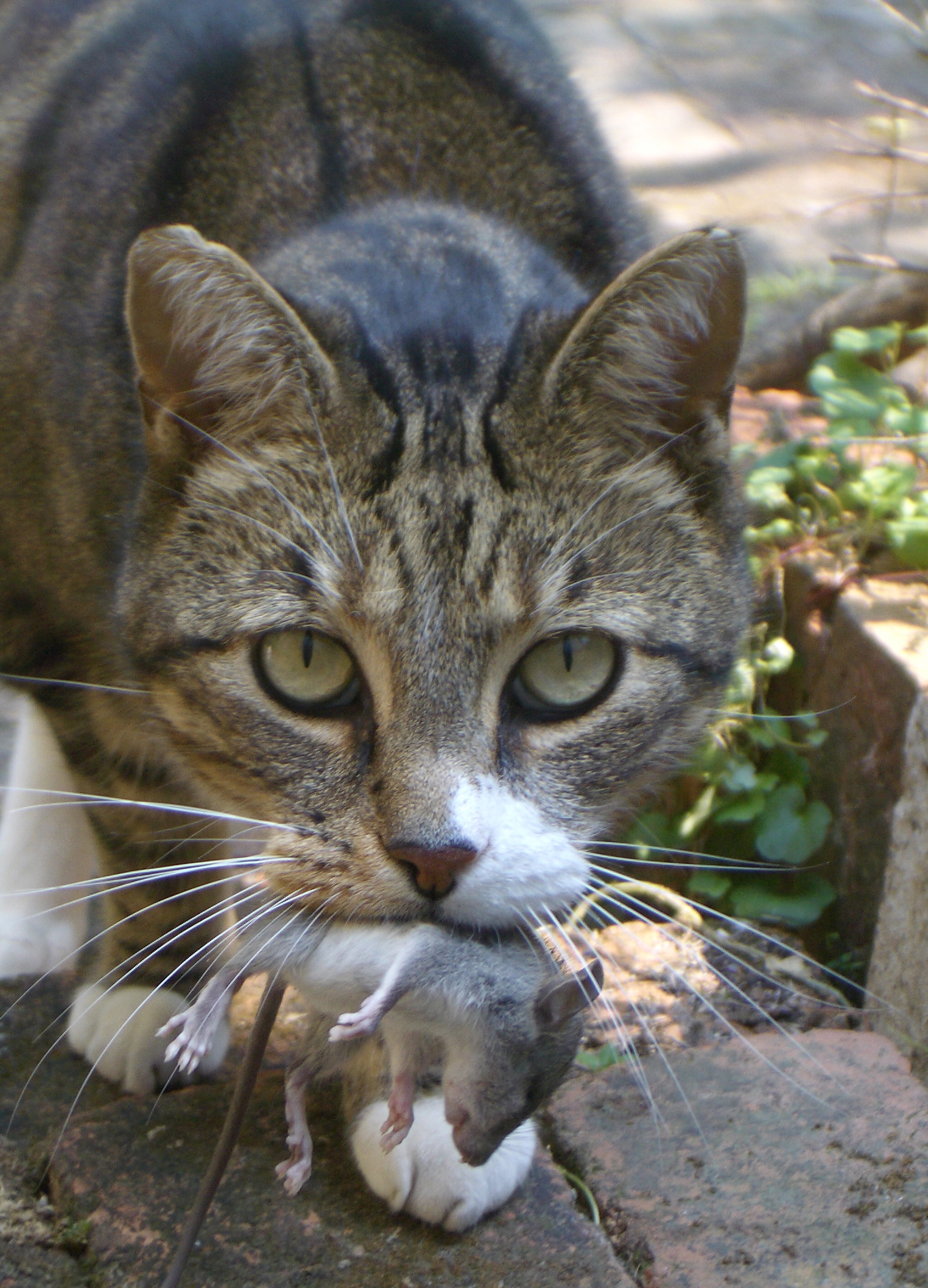
Кіт вполював мишу

На теперішній час кішки живуть по всій планеті. Вони легко адаптуються до різних умов життя і тому розповсюджені на всіх континентах (включно з Антарктидою), і на 118-ти (із 131-го) головних груп островів. Дикі кішки живуть в лісах, полях, тундрах, прибережних і заболочених областях. Вони навіть живуть на безлюдних океанічних островах. Домашні кішки живуть в мегаполісах, містах, селах, на вулицях.

## Вплив кішок на інших тварин
На теперішній час вчені доводять, що збільшення популяції кішок, а це 0,5 мільйонів щорічно, негативно впливає на інших тварин. Навіть домашні кішки, які не мають проблем з пошуками їжі, часто полюють на маленьких ссавців, птахів, рептилій і риб. В деяких країнах через кішок зникли рідкісні види птахів. Наприклад в Австралії, кішка, як не тутешній житель, винищила або зменшила до мінімуму популяції багатьох унікальних видів гризунів і птахів. Через це багато австралійців недолюблюють кішок.
Все своє життя кішки полювали на птахів. За підрахунками, тільки в Британії від нападу кішки гине 64,8 мільйони птахів щороку. 30 % смертності горобців пов'язані з домашньою кішкою. 31 % смертності шпаків — також наслідок атаки домашньої кішки.

## Живлення
Від правильно збалансованого харчування залежить нормальний обмін речовин кішки. При цьому тварина виглядає здоровою, рухливою, із блискучою шерстю й очима. Корм, у якому вміст поживних речовин відповідає природним потребам організму, називається збалансованим. Неправильне годування тварин може призвести до важких наслідків.
Кішки належать до ряду хижаків, тому основну частину їхнього раціону становить м'ясо. У природних умовах у раціон кішки входять дрібні гризуни (пацюки, миші), дрібні птахи, ящірки, жаби, риба, деякі комахи (коники, мухи, метелики, таргани), зрідка — кажани. Насамперед дикі кішки у своїх жертв виїдають нутрощі, а потім відривають шматочки м'яса й проковтують їх. У травному тракті жертв, яких поїдають кішки, знаходиться велика кількість рослинної їжі (злаки, насіння, фрукти тощо).
Їжа, яку одержує домашня кішка, повинна бути у вигляді невеликих шматочків, зручних для ковтання, або у вигляді шматка, від якого кішка легко зможе відірвати дрібніші.

### Вода

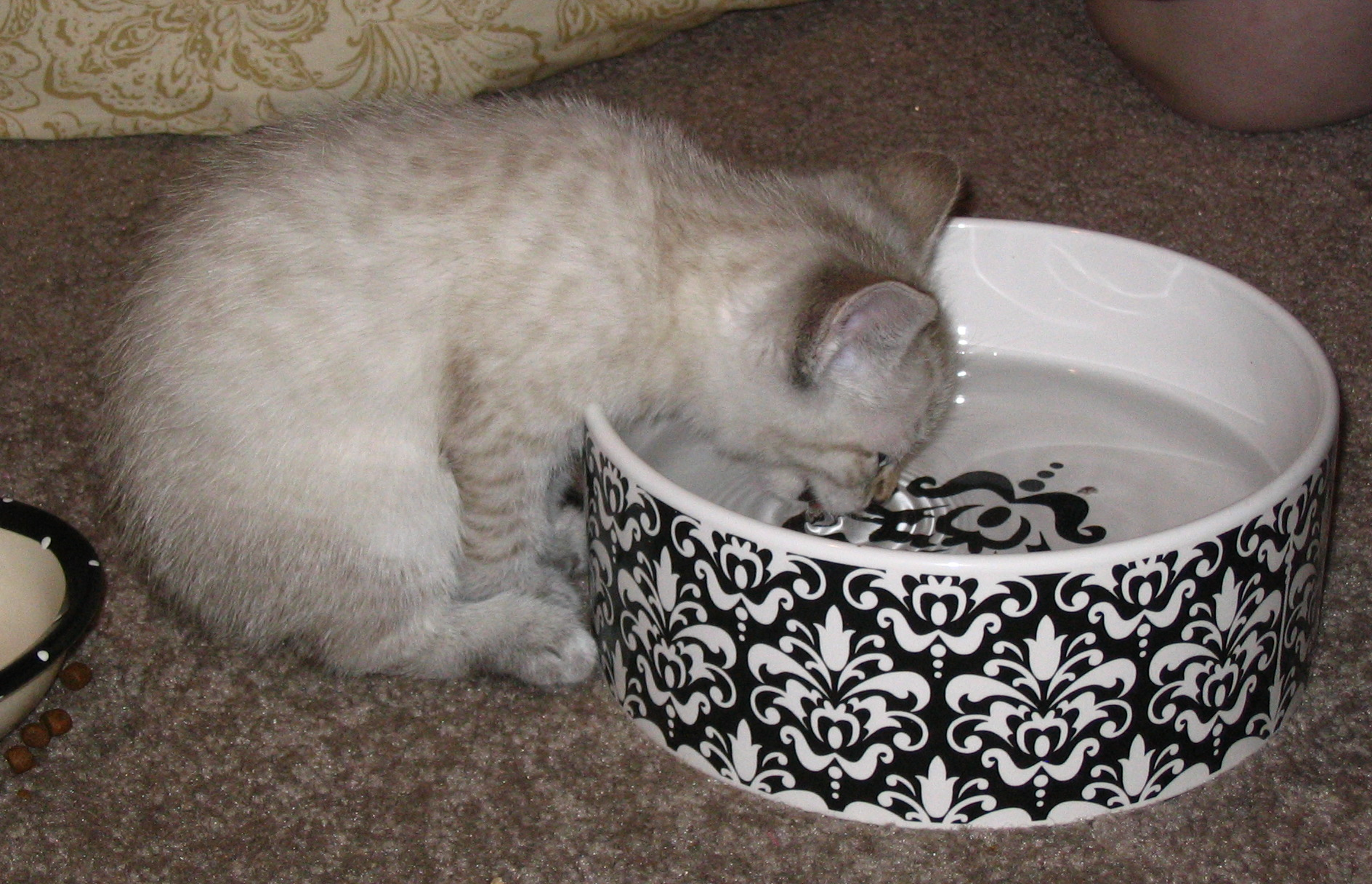
Кошеня п'є воду

Потреба у воді в кішок різна й не залежить від ваги тварини. У середньому потреба дорослої тварини становить 44-66 мл, у кошенят — 66-88 мл на один кілограм ваги. При цьому потрібно враховувати вміст води в кормі. У вологому кормі міститься близько 70-75 %, а в сухому — 10 % води.
Кішка завжди повинна мати доступ до води. Деякі кішки надають перевагу кип'яченій воді. Можливо, їм не подобається присмак хлоріси. Якщо кішки харчуються переважно сухими кормами, то води їм потрібно багато.

### Основні речовини, що містяться в їжі

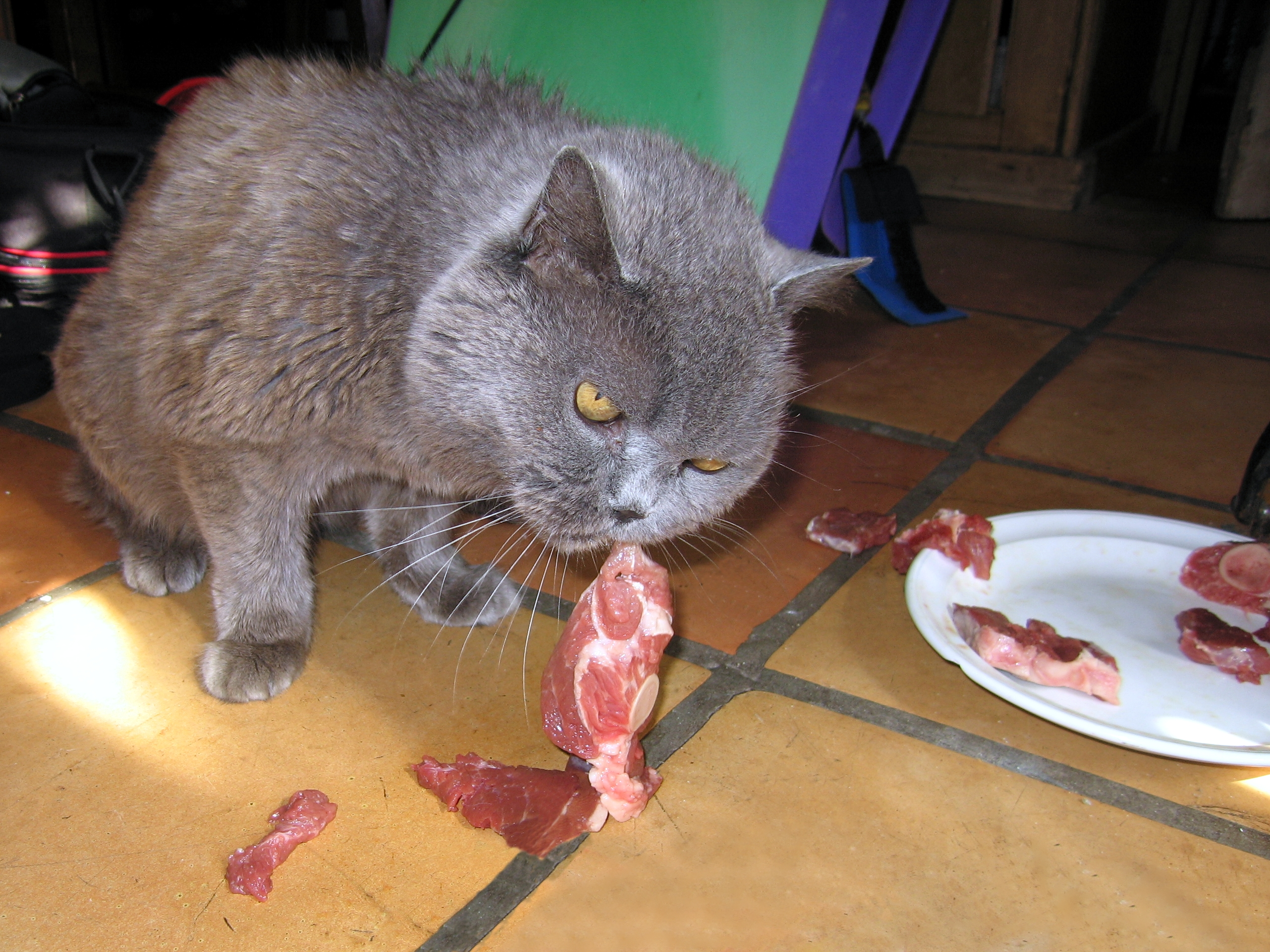
Кіт їсть м'ясо

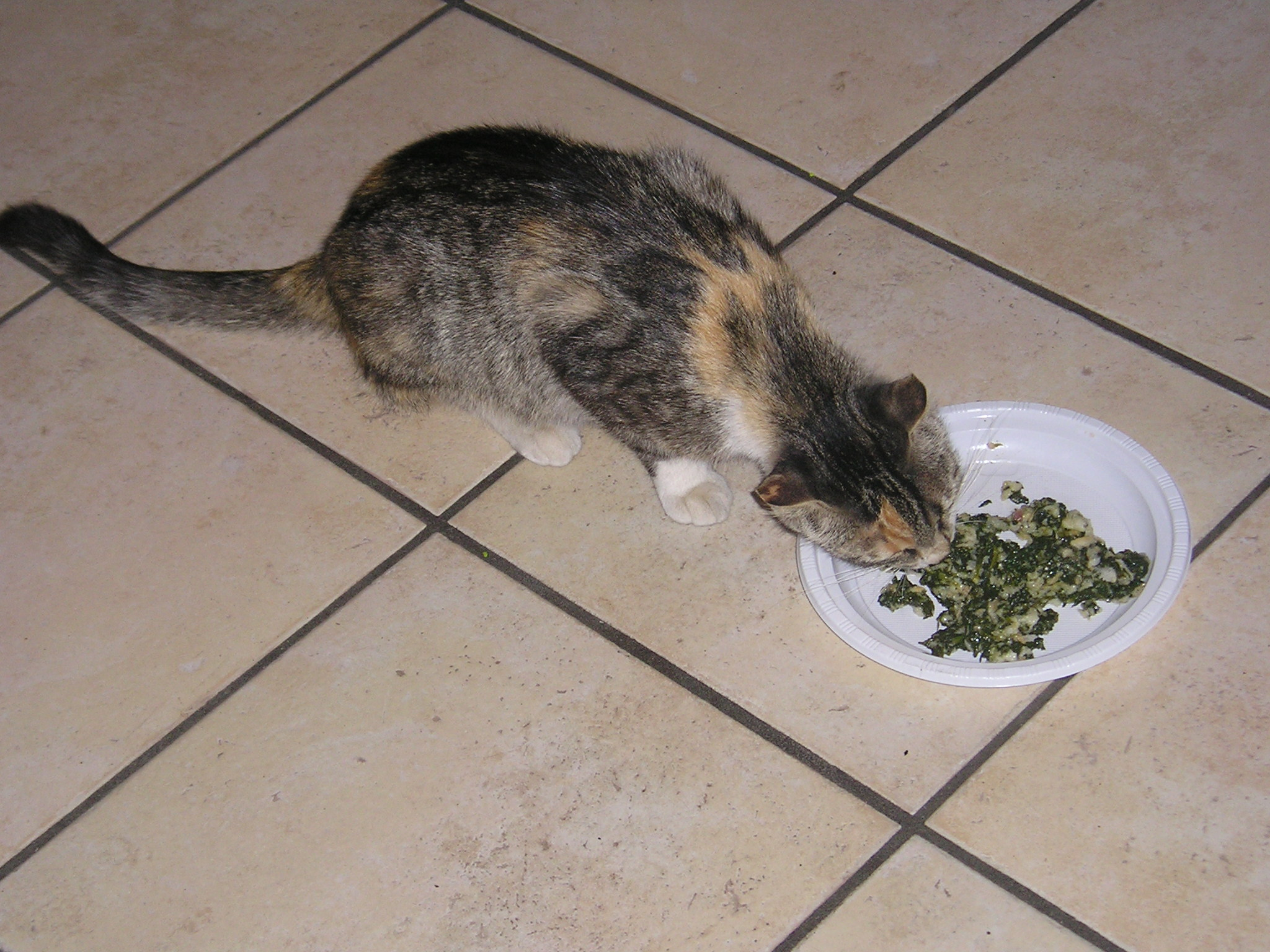
Деякі кішки можуть їсти шпинат

Білки тваринного й рослинного (меншою мірою) походження становлять основну частину котячого раціону. Джерелом тваринних білків є м'ясо, риба, субпродукти, молоко, молочні продукти, яйця. Джерелом рослинних білків — крупи, бобові культури, борошняні вироби. Потреба кішок у білку значно вища, ніж у собак. У дорослих кішок вона становить 30-40 % раціону, у собак — 18-20 %. Потреба в білку в молодих тварин на день становить 10 грам на 1 кілограм маси, тобто частка білка в загальному об'ємі сухого корму повинна становити 21-32 %. Перетравлюваність тваринного протеїну становить 51-80 %. Проте коти не можуть обмежуватись споживанням лише білкової їжі — це може призвести до нестачі багатьох важливих мікроелементів і розвитку захворювань нирок. Крім того, на відміну від інших ссавців, кішкам необхідна особлива амінокислота — таурин.
Вуглеводи необхідні кішкам у невеликих кількостях. Кількість вуглеводів у загальній масі сухого корму повинна становити приблизно 33 %. Для підвищення засвоєння їх необхідно піддати тепловій обробці (варінню або смаженню). Перетравлюваність вуглеводів, попередньо приготованих, становить близько 70 %. Вуглеводом є лактоза, або молочний цукор, що міститься в молоці. Лактозу засвоюють кошенята, але не засвоюють дорослі кішки. Лактоза зв'язує воду в кишечнику й стимулює ріст і розвиток різних бактерій, тому може сприяти виникненню проносу або хронічного ентериту. Целюлоза (основний компонент клітковини) також є вуглеводом. Це складна високомолекулярна речовина, що практично не розщеплюється й не засвоюється в кишечнику. Вона є основною баластовою речовиною рослинної їжі (овочів, зелені, фруктів, пророслих зерен) і сприяє кращій перистальтиці (скороченню) й очищенню кишечнику, допомагає уникати запорів.
Жири в невеликій кількості необхідні кішці. Потреба організму тварини в жирах така ж, як у собак. Жири бувають тваринного й рослинного походження. Рослинні жири в основному рідкі. Джерелом тваринних жирів є жири м'яса, риб'ячий жир, масло тощо. З рослинних жирів використовують рослинні олії: соняшникову, кукурудзяну, соєву, маслинову. Частка жирів у загальному об'ємі корму повинна становити близько 22 %. Вони необхідні як резервне джерело енергії і здатні відкладатися. Надлишок жирів відкладається в підшкірній жировій клітковині, у печінці, навколо внутрішніх органів, може викликати патологічні зміни в кровоносних судинах, ожиріння. Тому вміст жирів у їжі повинен бути суворо збалансованим. Засвоюваність жирів організмом становить 75-90 %.
Вітаміни — це біологічно активні речовини, які необхідні для нормального росту й розвитку кішки, але в невеликих кількостях. При їхній нестачі або надлишку розвиваються важкі захворювання, пов'язані з порушенням обміну речовин. Брак вітамінів в організмі називається авітамінозом, а їхній надлишок — гіпервітамінозом. Деякі вітаміни руйнуються під час термічної обробки продуктів. Більшість вітамінів не синтезується в організмі кішки, а надходить із їжею.
Вітаміни поділяються на водорозчинні й жиророзчинні.
- До водорозчинних вітамінів належать вітаміни групи В (близько 10), С.

Вітаміни групи В сприяють росту, нормальному функціонуванню шкіри й очей і містяться в дріжджах, горосі, квасолі, сої, висівках, печінці, сирому м'ясі, яєчних жовтках.
Вітамін В1 (тіамін) міститься в дріжджах, печінці, серці, нирках і шлунку. Деякі речовини, що містяться в сирій рибі, яєчному білку, здатні розщеплювати тіамін. Ці речовини руйнуються при варінні.
Потреба у вітаміні В6 (піридоксин) становить 0.2—0,3 мг на день. При тепловій обробці готових і консервованих кормів вітамін легко руйнується. При його браку розвивається анемія й сечокам'яна хвороба.
Вітамін С (аскорбінова кислота) може вироблятися в достатній кількості в організмі кішки. Бере участь у процесах окислювання в організмі, виконує захисну функцію, перешкоджає виникненню цинги. Міститься в зелених овочах, траві, морських водоростях.
- До жиророзчинних вітамінів належать A, D, Е.

Вітамін А має особливе значення. Він сприяє росту клітин тіла, підвищує опірність інфекціям, забезпечує правильний перебіг реакцій у сітківці ока, охороняє від сухості й запалення шкіри та слизової оболонки. Організм кішок не здатний сам виробляти вітамін А, тому необхідно додавати його в їжу. Основним джерелом вітаміну є печінка, масло, молоко, яєчний жовток, риб'ячий жир, зелені овочі, морські водорості. Вітамін А може накопичуватися в печінці й при його нестачі використовуватися організмом.
Вітамін D (близько 10 схожих за дією вітамінів) може утворюватися в організмі під дією ультрафіолетових променів. Кішки одержують його, гріючись на сонці. Він необхідний у невеликій кількості. Сприяє формуванню кістяка (при браку розвивається захворювання, що називається рахітом). Міститься вітамін у молоці, маслі, яєчних жовтках, риб'ячому жирі. Додаткова підгодівля вітаміном D робить вразливими кровоносні судини.
Вітамін Е (токоферол) — впливає на репродуктивну функцію (розмноження), на стабілізацію жиру в організмі. Вітамін міститься в багатьох продуктах. Особливо його багато в паростках рослин і салаті.

#### Мінеральні речовини й мікроелементи
Основні продукти харчування й готові корми містять достатню для організму кількість мінеральних речовин і мікроелементів. Вони сприяють формуванню кісток, хрящів, допомагають процесам кровотворення й багатьом іншим. Основні мінеральні речовини, необхідні організму: кальцій, фосфор, калій, кухонна сіль. Основні мікроелементи, які потрібні в дуже малих кількостях, — це залізо, мідь, цинк, марганець, йод, молібден, селен і кобальт. Велика кількість мікроелементів міститься в кістках, кістковому борошні.

### Види кормів
Див. таокж: Корм для котів
Сьогодні існує два види кормів: натуральні продукти й готові корми. Останні поділяються на консервовані й сухі. їх можна використовувати як окремо, так і в поєднанні один з одним.

#### Натуральні продукти
Використовуються як у сирому, так і в обробленому вигляді, їх можна заморожувати. До традиційно використовуваних продуктів належать м'ясо й риба. Крім того, необхідно давати молочні продукти, овочі, зелень, каші, мінеральні й вітамінні добавки. Кішки досить консервативні, швидко звикають до одного виду продуктів. Тому необхідно привчити кішку з дитинства до різноманітності, щоб вона одержувала достатню кількість необхідних речовин і була здоровою. Готування їжі для кішки з натуральних продуктів потребує певних витрат часу. Така їжа може зберігатися протягом тривалого часу тільки при заморожуванні.
М'ясо є основним постачальником тваринного білка. У їжу годяться всі сорти пісного м'яса з невеликою кількістю жиру.
У раціоні кішок можна використати м'ясо ссавців: яловичину, телятину, конину, баранину, кролятину — як у сирому, так і в обробленому вигляді. Свинину дають зрідка, оскільки це м'ясо жирне, і тільки в обробленому (відвареному, запеченому) вигляді. Свинина може бути заражена вірусом хвороби Ауєскі (людині ця хвороба не передається), в результаті якої тварини гинуть протягом декількох тижнів (немає засобів захисту й лікування). При обробці вірус гине. Яловичина й телятина є цінним продуктом харчування. Хоча кішкам подобається чисте, без жил, м'ясо, давати його потрібно зрідка, тому що частки сухожиль, слизова оболонка й хрящі містять потрібні для організму білки. Сира яловичина, незважаючи на санітарний контроль, може виявитися джерелом токсоплазмозу. Баранина не повинна бути жирною.
Із м'яса птиці вживають куряче й індиче, у сирому або обробленому вигляді. Не можна давати трубчасті кості, тому що вони можуть завдати серйозних травм кишечнику. М'ясо курей, вирощених на кормах з додаванням, гормонів, не підходить для харчування племінної тварини. Сирі курячі шиї та голови є ласощами й іграшкою.
Крім м'яса, корисно давати тваринні субпродукти (особливо яловичі). Найціннішим з них буде печінка після видалення жовчного міхура. Вона є джерелом вітамінів А, групи В, Н, D. Однак печінку не можна давати часто (1 раз на 14 днів), хоча кішки її дуже люблять. Печінка містить велику кількість вітаміну А, надлишок якого в організмі може викликати отруєння. За допомогою печінки можна регулювати роботу кишечнику: сира печінка розслаблює, оброблена — закріплює. Нирки багаті на вітаміни групи В. Перед уживанням у сирому або відвареному вигляді їх вимочують. Сирі нирки розслаблюють шлунок. Легені не мають особливого смаку, малокалорійні, не поживні. Якщо даєте їх кішці, добре подрібніть, тому що легені — грубувата їжа. Вим'я — жирний продукт і може містити хвороботворні мікроорганізми, тому використовується рідко й тільки у відвареному вигляді. Селезінка — цінний продукт, багатий на сполучну тканину, кров. Давати її можна в обмеженій кількості, тому що в сирому вигляді вона розслаблює шлунок. Шлунок (рубець) та кишки погано пережовуються, тому потрібно їх добре подрібнювати. Поїдаються вони кішками неохоче. Краще відварювати з овочами, тому що вони мають специфічний запах. Серце — поживний продукт, містить велику кількість вітамінів групи В. Їдять його кішки із задоволенням. Використовують у їжу в сирому або відвареному вигляді, порізавши на невеликі шматочки, жир видаляють. Субпродукти не можуть замінити м'ясо і їх не можна давати часто.

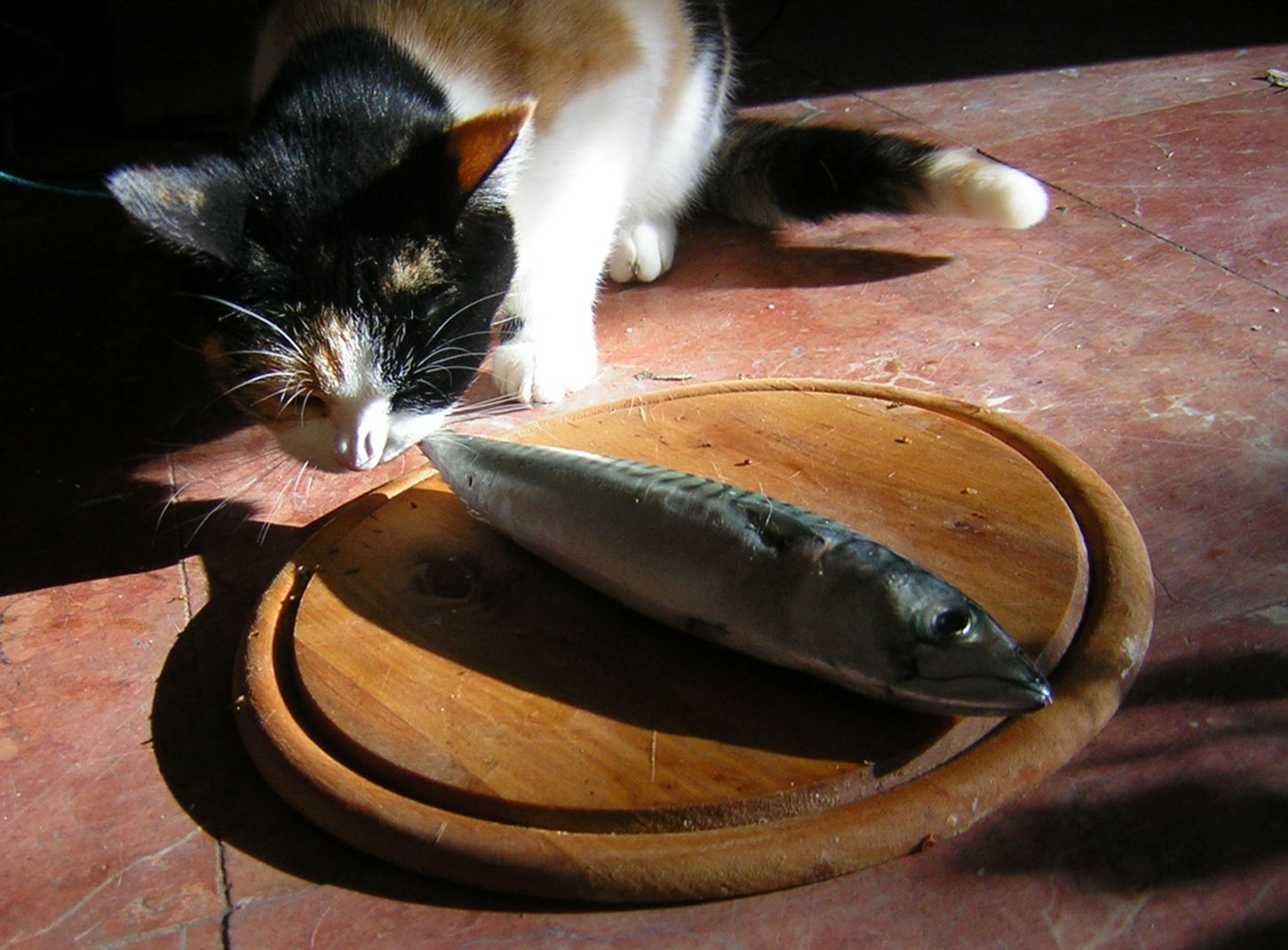
Кішка їсть рибу

Риба в сирому вигляді поживна, містить вітаміни, однак може бути джерелом зараження глистами й містить фермент тимізин, здатний руйнувати вітамін В1. Сиру рибу, бажано дрібного розміру, можна давати тільки в дуже обмеженій кількості. У жодному випадку вона не повинна складати основну частину раціону. Рибу дають відварну, після видалення голови й нутрощів. Дрібну рибу відварюють і дають цілою. Копчену рибу можна давати винятково у вигляді ласощів дорослим особинам.
Кішкам корисно їсти кістки як риб'ячі, так і кістки ссавців, тому що вони містять багато мікроелементів і сприяють очищенню зубів від зубного каменю. Однак вони не повинні бути гострими, занадто великими й м'якими (шматочки можуть застрявати в зубах). Краще додавати в їжу кісткове борошно.
Молоко й молочні продукти містять білки тваринного походження, вітаміни, кальцій. Якщо кішка любить молоко, то не слід їй відмовляти в цьому. Не треба давати молоко занадто часто. Вважається, що в дорослих тварин не засвоюється молочний цукор — лактоза. Добре молоко трохи розводити водою і додавати в нього сирий яєчний жовток.
Поживною добавкою до раціону є сир, кефір, йогурт, сметана та прісний сир. Можна періодично, не дуже часто давати кішці ложку вершків, або 1-2 рази на тиждень невеликий шматочок вершкового масла.
Яйця багаті на вітаміни, мікроелементи, білок. Яєчний білок у сирому вигляді містить речовину, що руйнує вітамін Н (біотин), тому використовують тільки жовток. Добре додавати жовток у молоко, каші, давати з овочами (утворює із продуктами рослинного походження добре перетравлювані сполуки). Варені яйця даються зрідка і в обмеженій кількості.

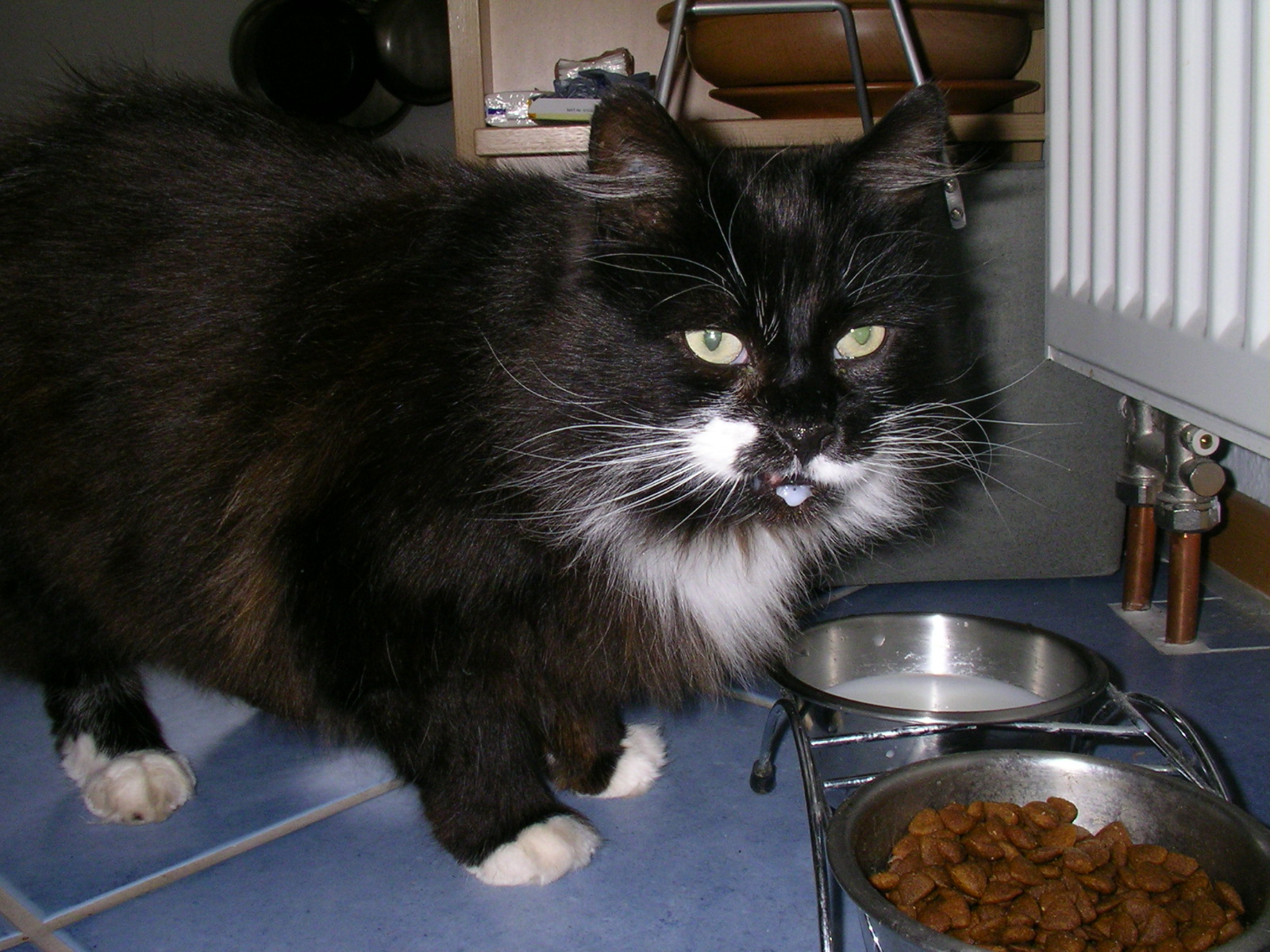

Рослинна їжа є необхідним доповненням до їжі тваринного походження. З круп використовують вівсяну, манну, рисову, кукурудзяну (добре подрібнену). Каші повинні бути включені в щоденний раціон. Багаті на вміст білка бобові; соя, горох, квасоля, сочевиця. Однак їхні білки, крім соєвого, погано засвоюються. У невеликій кількості можуть використовуватися макаронні вироби.
Овочі (сирі, а частіше — варені) даються в протертому вигляді. Вони сприяють нормальному функціонуванню травного тракту. Звичайно використовують моркву, буряк, цвітну капусту, кольрабі з додаванням рослинної олії (соняшникової, соєвої, кукурудзяної, оливкової) або шматочка вершкового масла. Добре давати овочі з м'ясом. Кішка повинна одержувати не менше 2-3 столових ложок щодня. Деякі кішки із задоволенням поїдають у невеликих кількостях свіжі огірки, помідори, сиру картоплю. Непогано додати до овочів та/або до м'яса, риби дрібно нарізану зелень (петрушку, кріп, листя салату) або здрібнені пророслі зерна злакових (пшениці, вівса тощо). Їжу можна досипати порошком здрібненої морської капусти, що є цінним джерелом мікроелементів і вітамінів.
Необхідно вдома вирощувати рослини для кішок (злаки) у горщиках або в іншому посуді. Із зеленню тварини одержують вітаміни й клітковину. Після того, споживання трави часто викликає блювоту, яка очищує шлунок від грудок шерсті.
Фрукти не є необхідним компонентом раціону харчування, однак деякі з них не зашкодять кішці: банани, виноград, яблука. Не можна в жодному вигляді давати м'якоть кокосового горіха.

#### Готові корми

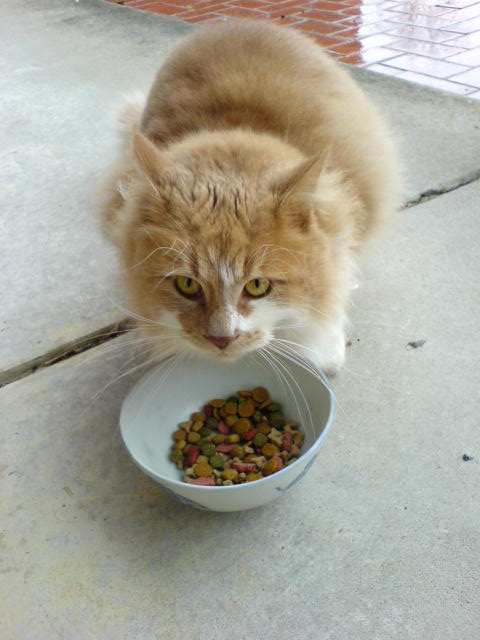
Кіт їсть сухий корм

Це корми промислового виробництва. Мають переваги: тривалий термін зберігання, не потребують витрат часу на приготування. Недоліки: деякі руйнуються в процесі виготовлення, можуть містити консерванти, барвники, надлишок солі. Сухі корми можна давати як у сухому, так і в розмоченому вигляді (трішки заливши кип'яченою водою). У жодному разі не можна заливати молоком. Сухий корм треба ретельно підбирати, починаючи із пробних порцій. Сухий корм, допомагає позбутися зубного каменю.
Консервовані котячі корми. Сьогодні існує великий асортимент. Кішки охоче поїдають такі корми. Їх зручно брати в дорогу. Можуть служити доповненням до інших кормів. Небажано годувати кішок тільки ними, оскільки при їхньому приготуванні використовують теплову обробку, додають консерванти й стабілізатори.

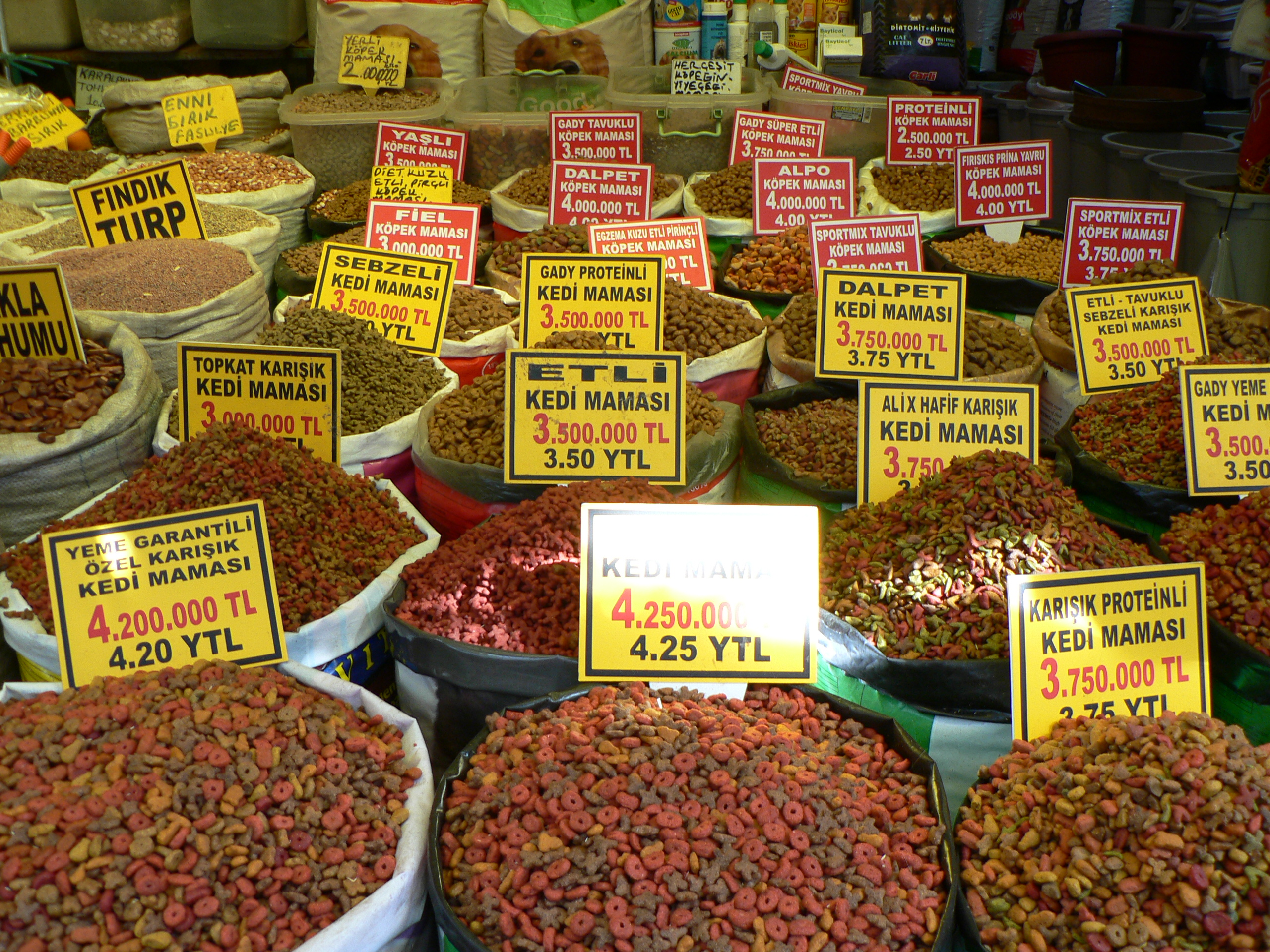
Різновиди сухого корму

Сухі корми поділяються на три категорії: економ, медіум і преміум продукт. Перша категорія є споживчою. Вона невисокої якості, має невисоку ціну. Являє собою доступний продукт. Небажано переводити кішок тільки на цю категорію корму
Друга категорія кормів за якістю й ціною вища, ніж перша. Враховується вік та активність тварини.
Третю категорію становлять професійні корми. Ними користуються власники розплідників породистих кішок. Ці корми збалансовані, з гарними вітамінними, мінеральними домішками. Вони мають високу ціну. Враховують вік, активність, спосіб життя тварини. Містять мінімальну кількість солі. Продаються в спеціалізованих фірмових магазинах. Для заводчиків звичайно існує система знижок.

#### Котячі ласощі
Крім сухих кормів, у зоомагазині поштучно або в пакунках продають різні вітаміни, дріжджові таблетки, таблетки з вітамінами й мікроелементами та інші, які є прекрасними харчовими добавками до раціону кішки, який би корм вона не вживала, їх можна використовувати як ласощі, давати для заохочення позитивних дій під час дресирування тварини. Використовувати в невеликих кількостях, щоб не порушувати обмін речовин.

## Розмноження

### Статевий цикл і тічка
Статева зрілість — це здатність тварин народжувати потомство. Проявляється вона у різних порід кішок у різний термін. Залежить це також від клімату, догляду, годування й утримання. Звичайно статева зрілість наступає значно раніше, ніж закінчується основний ріст і розвиток тварини, тобто настає фізіологічне дозрівання. Статева зрілість у кішок настає приблизно в 5-6 місяців (у сіамських, орієнтальних порід — в 4 місяці, у деяких напівдовгошерстих порід — у 8-9 місяців). Фізіологічна зрілість у кішок настає у 15-місячному віці.
Статевий цикл — це комплекс ритмічно повторюваних фізіологічних, морфологічних і біохімічних процесів у статевих органах і у всьому організмі самки від однієї стадії збудження до іншої. Статевий цикл складається з чотирьох стадій: проеструсу (передтічкова), еструсу (виражена статева активність, тічка), метеструсу (післятічкова) і діеструсу (стадія спокою).

### Спарювання

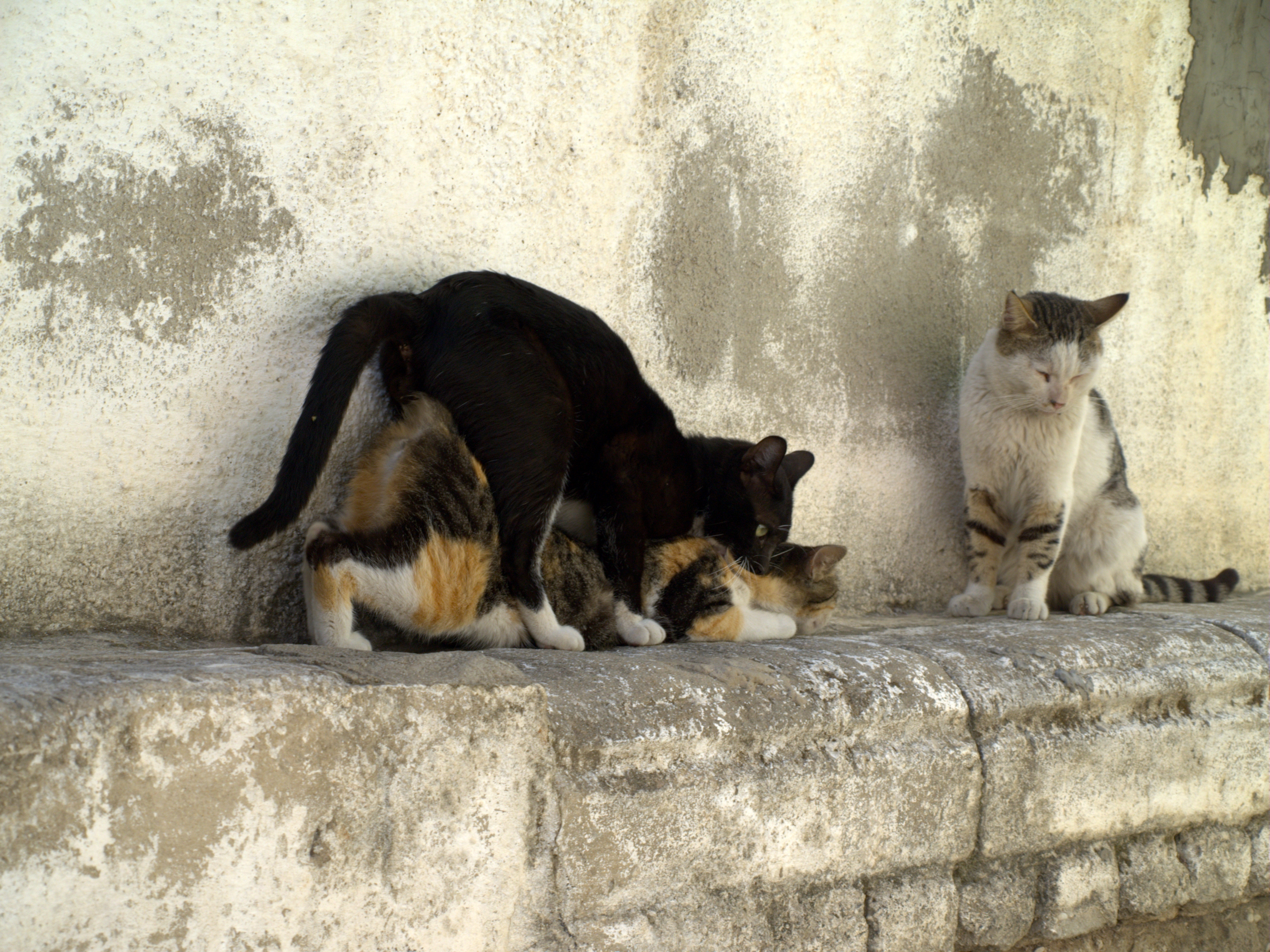
Процес спарювання

Спарювання (в'язання, злучка), або запліднення самок, відбувається за допомогою статевого акту. Під час статевого акту піхва кішки подразнюється шорсткуватою голівкою пеніса кота. Це призводить до виділення іншого особливого гормону гіпофіза, дія якого викликає розвиток на місці фолікула тимчасової залози — жовтого тіла, у якому виробляється прогестерон. Прогестерон готує матку для приймання запліднених яйцеклітин і живлення зародків до прикріплення (імплантація). Імплантація ембріонів відбувається приблизно через 14 днів після запліднення.
Знаходячись з котом протягом дня, кішка може спаровуватися не один раз. За 1 годину кіт може зробити 5-10 в'язок. Однак навіть одного разу може бути достатньо, щоб кішка завагітніла.
Після запліднення кішка скидає самця й качається на підлозі. Кішка може виявити агресію до кота, тому кіт завбачливо відходить і тримається подалі від неї.

### Вагітність

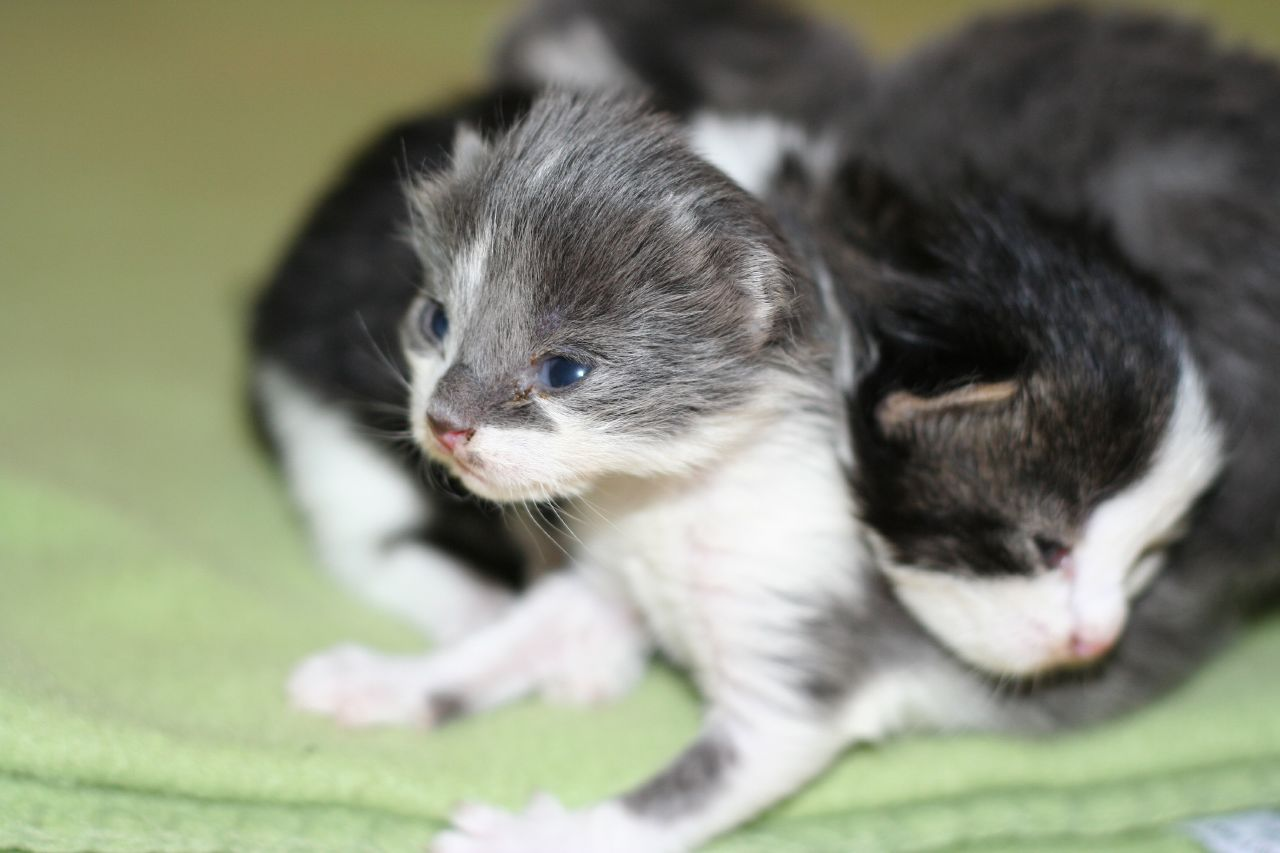
Кошенята у віці 10 днів

Процес запліднення яйцеклітини сперматозоїдом відбувається у верхній третині яйцепроводу й завершується утворенням зиготи. Зигота дробиться. На поверхні судинної оболонки зародка з'являються ворсинки (дитяча плацента), що укорінюється в складки оболонки матки (материнська плацента). Призначення її полягає в тому, щоб постачати плід поживними речовинами й киснем, видаляти із крові плода продукти обміну речовин і вуглекислого газу, утворювати гормони й виконувати бар'єрну роль. Вагітність — це фізіологічний стан організму самок у період плодоносіння, тобто з моменту запліднення до народження кошенят. У кішок спостерігається багатоплідна вагітність (3-6 кошенят). У старих і кішок, що не народжували, у приплоді звичайно кошенят менше. Оптимальним віком для народження кошенят вважають вік від 1,5 до 7 років. Кількість кошенят не пов'язана з числом спарювань.
Ознаки вагітності можна помітити через три тижні після спарювання за рожевими сосками. Може спостерігатися блювання й пригнічений стан. Кішка може качатися по підлозі, але без вокального супроводу. На другому місяці соски бубнявіють, і в кішки зростає апетит. Кішка округлюється й береться до спорудження гнізд у затишних місцях. На шостому тижні можна відчути ворушіння плодів. В організмі вагітних тварин відбувається підвищення внутрішньочеревного тиску, що змушує їх частіше випорожнятися. Посилюється діяльність нирок і серця, поліпшується засвоюваність кормів. У другій половині вагітності в сечі може з'явитися білок, підвищується здатність крові зсідатися. Тривалість вагітності в кішок становить у середньому 61-65 днів. У деяких порід кішок може затягтися до 73 днів, або, навпаки, має менші строки — 56-61 день. Звичайне виношування нечисленного приплоду триває довше. Велика кількість кошенят прискорює строки пологів.
За протіканням розрізняють вагітність фізіологічну, патологічну й несправжню. Фізіологічна вагітність характеризується нормальним станом організму матері й плодів. Патологічна вагітність характеризується порушенням фізіологічних процесів в організмі. Несправжня вагітність спостерігається після злягання, що не супроводжувалося заплідненням. Попри це, через 50-60 днів у тварини проявляються ознаки вагітності й провісники несправжніх пологів: збільшення молочних залоз, утворення молока, самки готують гніздо для пологів, підпускають до сосків приплід інших самок. У матці накопичується слиз, у зв'язку з чим кішка виглядає як вагітна. Може відбутися навіть розкриття шийки матки й вихід слизу назовні, але частіше слиз розсмоктується. Через 2-3 тижні всі симптоми зникають.
Викидні в кішок трапляються рідко. Причиною можуть послужити бійка з іншими кішками, падіння з висоти, ігри з великими собаками, інфекції.

### Пологи

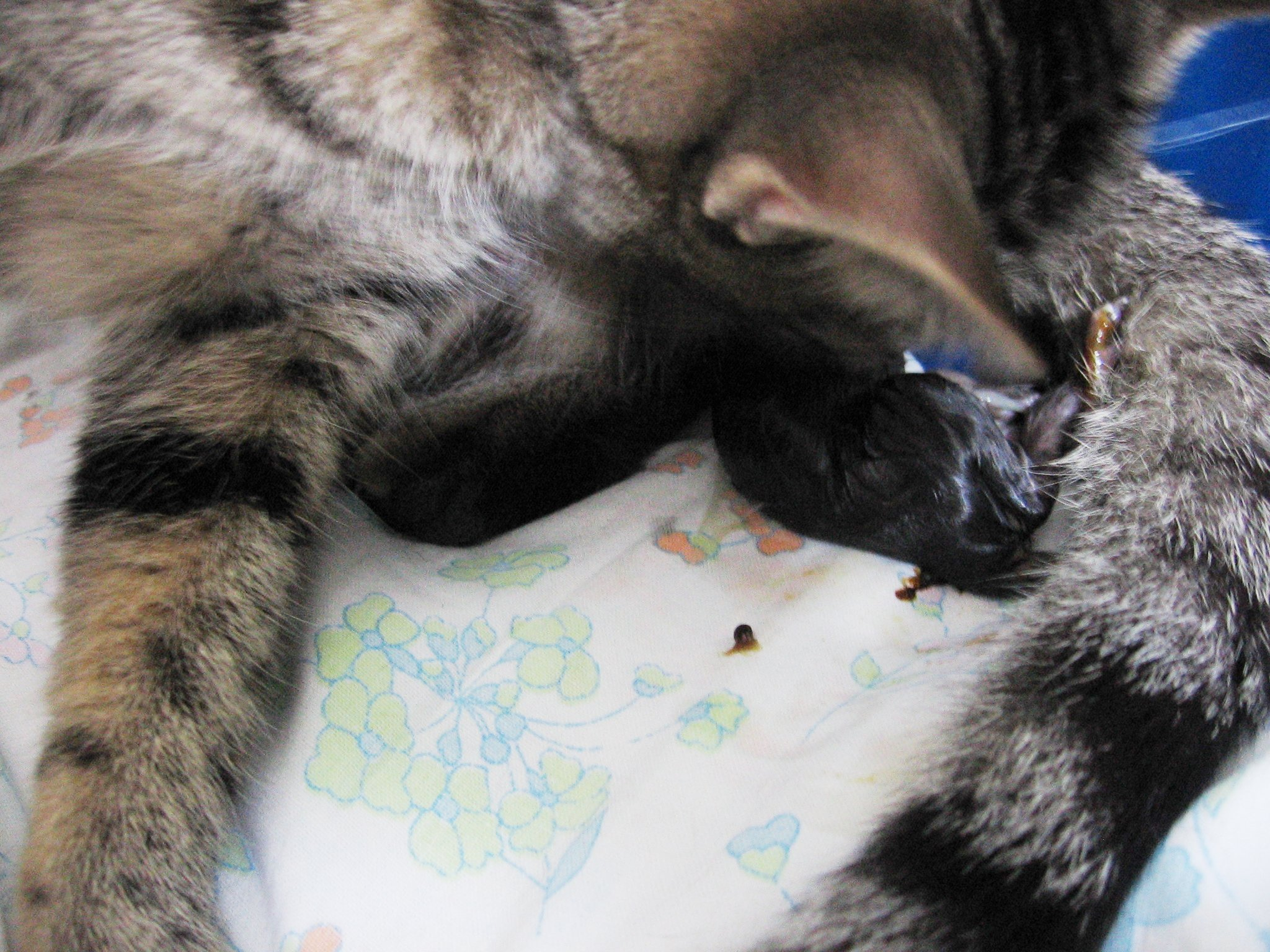
Кішка народжує кошеня

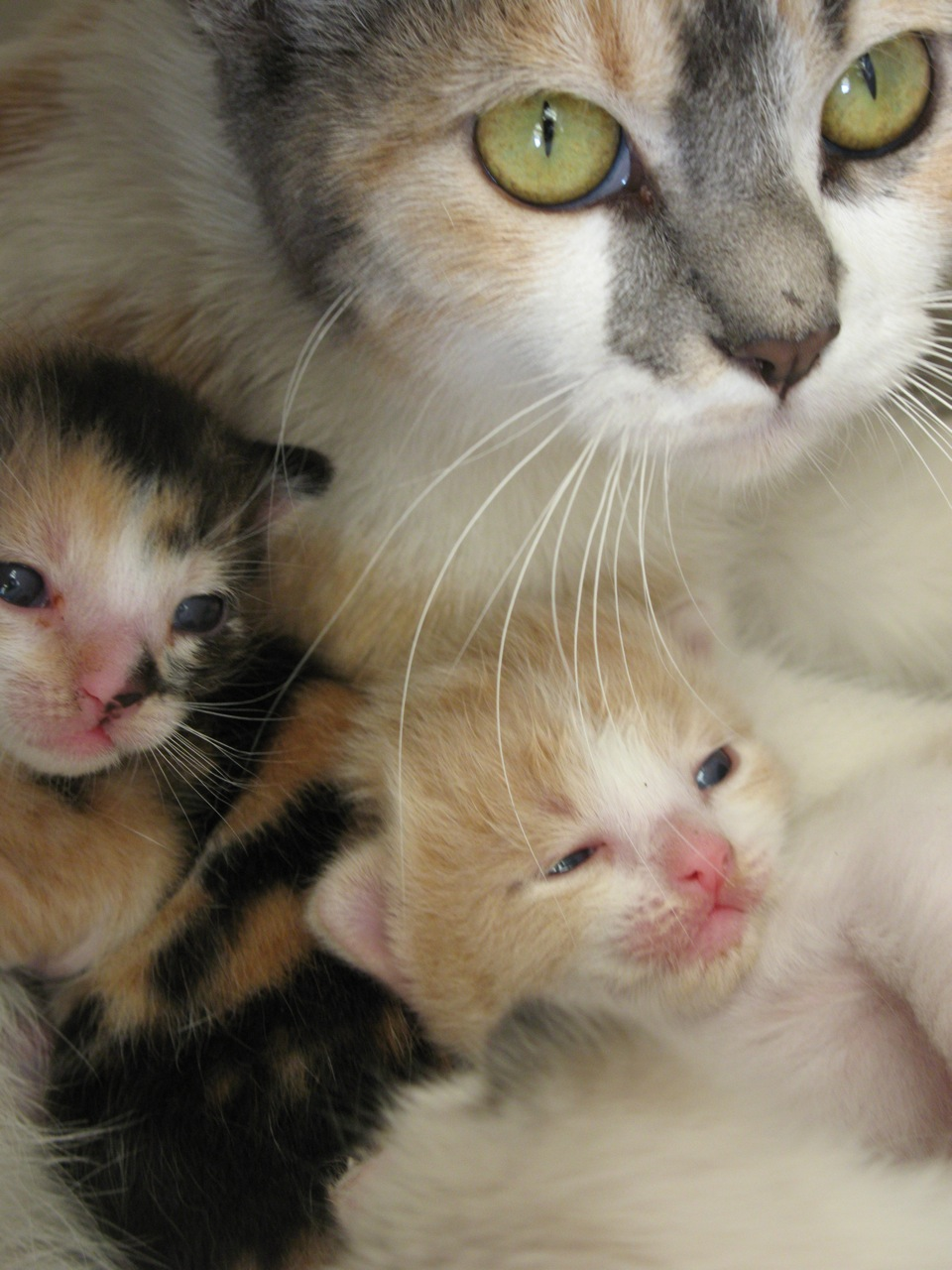
Кішка з кошенятами

За тиждень до пологів кішка починає готуватися: постійно вилизує себе в області живота й геніталій. За 12 годин або за 24 години до пологів ректальна температура падає від 38,6 °C до 37,5 °C, а іноді й нижче. Перед початком пологів кішка втрачає апетит, стає неспокійною, часто відвідує туалет, крутиться біля родильного ящика. Провісниками пологів слугують припухання, набряклість статевих губ, поява слизових виділень.
Під час пологів кішка лежить на боці з підгорнутою задньою ногою, або займає позицію як у процесі спорожнювання кишечнику. Тривають пологи по-різному, але не більше доби.
Після народження кошеняти кішка розгризає навколоплідний мішок і ретельно вилизує кошеня. У цей момент кошеня робить свій перший вдих. Як тільки кішка вилиже кошеня, відразу перегризає пуповину. Незабаром після народження кожного кошеняти переймами викидається послід (залишок плаценти), що може супроводжуватися незначною короткочасною кровотечею. Мати звичайно з'їдає послід. Якщо кошенят багато, то вона з'їсть не всі посліди, а тільки частину з них. Іноді кішки не перегризають пуповину, а з'їдають послід разом з нею, відгризаючи пуповину за 10 см до животика кошеняти. Через кілька днів шматочок пуповини, що залишився, відсихає і відпадає.
Кошенята народжуються сліпими із закритими вухами. Розклеювання повік і розкриття вух відбувається на 8—10 день. Коли частина або всі кошенята народяться, кішка лягає на бік і підштовхує їх до сосків. Ссання стимулює скорочення матки й секрецію молозива (першого молока).
Материнське молоко — головний імунотворчий складник, завдяки йому формуються й зміцнюються захисні механізми в організмі кота. Кошенята можуть харчуватися материнським молоком до трьох місяців. Проте переважно вже у віці 8—10 тижнів здатні споживати повноцінну їжу.

## Хатня кішка
Кішка  — найпопулярніша хатня тварина в Європі і Північній Америці. Їх кількість перевищує 500 мільйонів. В 1998 налічувалось 43 мільйони кішок у Західній Європі, 33 мільйони в Східній Європі, 7 мільйонів у Японії і 3 мільйони в Австралії. За підрахунками 2007 року в США налічувалось 82 мільйони свійських кішок, в той час як собак — 72 мільйони. Вважається, що більшістю власників кішок є жінки, але опитування 2007 показали, що кількість власників кішок серед чоловіків і жінок приблизно однакова. Також опитування показали, що менше ніж 10 % всіх кішок мають певну породу.
Траплялись випадки, коли котяче хутро використовували для виготовлення шуб, рукавичок, капелюхів, м'яких іграшок. У США, Австралії і Європейському Союзі використання котячого хутра переслідується законом. В Азії кішок використовують в їжу. За підрахунками, тільки в південній області Китаю Гуандуна щоденно з'їдають 10 000 кішок. В цілому в Азії щороку з'їдається 4 мільйони кішок.

## Забарвлення кішок

Розподіл пігменту на волосі: 1 — пігмент відсутній, 2 — вуаль 3 — типований, або шиншила, 4 — затушований, 5 — зонарний (агуті-фактор), 6 — забарвлений повністю

Забарвлення кішок залежать від розподілу пігменту у волоску. Розрізняють такі забарвлення: одноколірні (одноманітні), двоколірні (біколори, таксидо, ван, черепахове, колорпоінт), багатобарвні (каліко), із плямами і смугами (таббі), комбіновані.
ОдноманітнеКішки з таким забарвленням мають переважно один колір. Виведено багато порід кішок, яким притаманно лише одноманітне забарвлення, наприклад, шартрез, бомбей, нібелунг. Одноманітні забарвлення можуть бути блакитними, білими, червоними, шоколадними, чорними.
Біколор, таксидо, ванКішки з такими забарвленнями мають два кольори, один з яких обов'язково має бути білим. Біколор мають майже всі породи, а от забарвлення ван — лише турецький ван. Таксидо — це забарвлення, яке має лише чорний та білий колір. Кішка з таксидо-забарвленням має мати чорну голову, шию, спину, іноді лапи. Білим має бути мордочка, грудка, живіт, іноді перенісся та лапки. Забарвлення ван мають золотий, чорний, блакитний кольори. Біколори мають всі природні кольори.
КолорпоінтКішки з таким забарвленням мають темну голову, лапи та хвіст. Тулуб набагато світліший, може бути білим. Кішки колорпоінти переважно мають блакитні очі. Забарвлення колорпоінт мають сіамські, балінезійські, гімалайські, регдоли. Колорпоінти бувають блакитного, карамельного, червоного, шоколадного таббі-поінт кольорів.
ТаббіКішки з таким забарвленням мають плями та смуги. Воно дуже різноманітне. Наприклад: — з легким крапом — крап займає 1/8 або 1/32 довжини остьових волосків і створює ефект вуалі, накинутої на світлу основу; якщо вуаль блакитна — блакитна шиншила, коричнева — золота шиншила, червона — червона шиншила. Можливий малюнок табі;
 — із середнім крапом — крап займає 1 /з довжини остьового волосся і створює ефект накинутої мантії поверх світлого тону. Бувають кішки з підпалинами, або затушовані Зустрічаються забарвлення чорне з підпалинами, а також шоколадне, червоне, лілове з підпалинами;
 — з сильним крапом — крап займає 1/2 або з/4 довжини волоска. Кішки з таким забарвленням називаються димчастими. Бувають чорні димчасті, а також блакитні, руді, лілові, шоколадні, кремові.
Забарвлення присутнє у багатьох породах, наприклад, американська короткошерста, американський бобтейл, бенгальська, британська короткошерста, єгипетська мау, мейн кун, орієнтальна, перська.
ЧерепаховеКішки з таким забарвленням мають два кольори, але на відмінно від біколора, один з них не білий. Проте, іноді він може зустрічатись на черепаховому забарвленні, але у малих кількостях (переважно на грудці і лапах). Стандартне черепахове забарвлення (без білого кольору) може бути бурштиновим, бурим, шоколадним, або, наприклад, ліловим. Поки що не існує породи кішок, яка б мала виключно черепахове забарвлення, але як не основне забарвлення, черепахове присутнє у багатьох породах.
КалікоКішки з таким забарвленням мають три будь-яких кольори. Каліко забарвлення не популярне, проте все ж воно інколи зустрічається в деяких породах.

### Світлини забарвлень

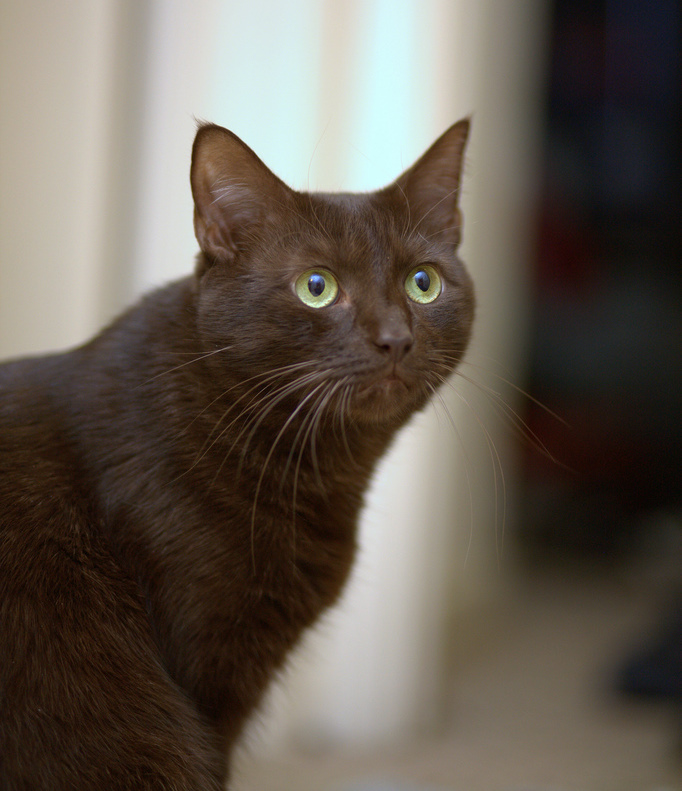
Одноманітна шоколадна кішка (Гавана браун)
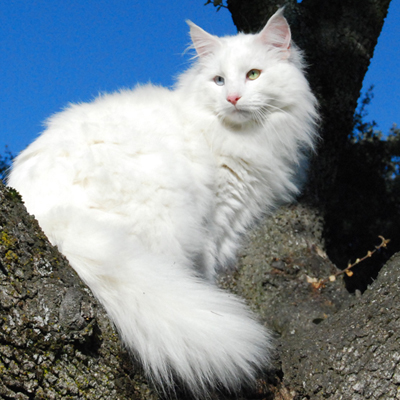
Одноманітна кішка альбінос
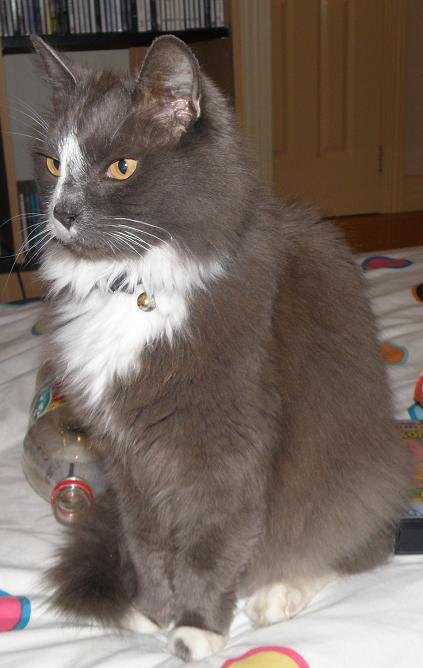
Біколор
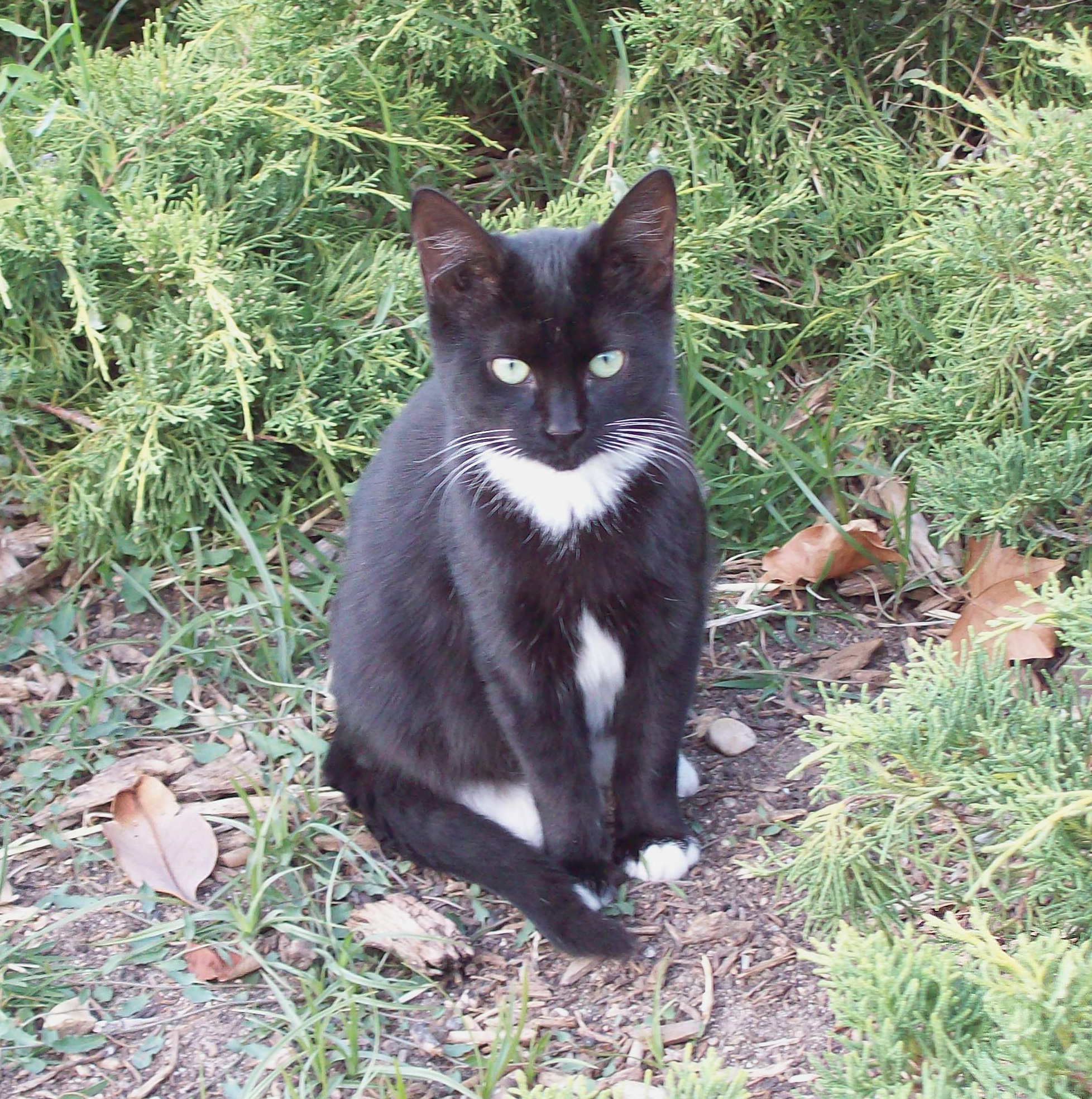
Кішка з забарвлення таксидо
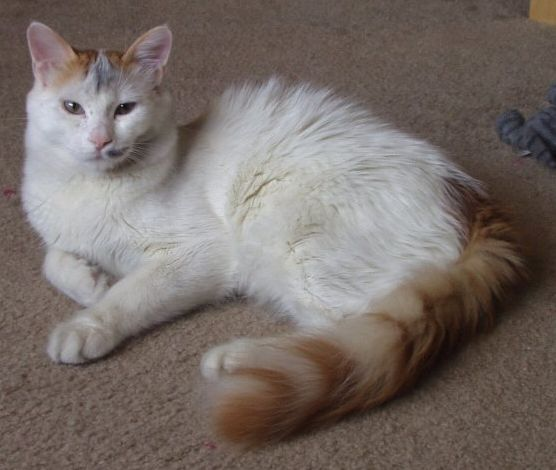
Кішка ванського забарвлення (Турецький ван)
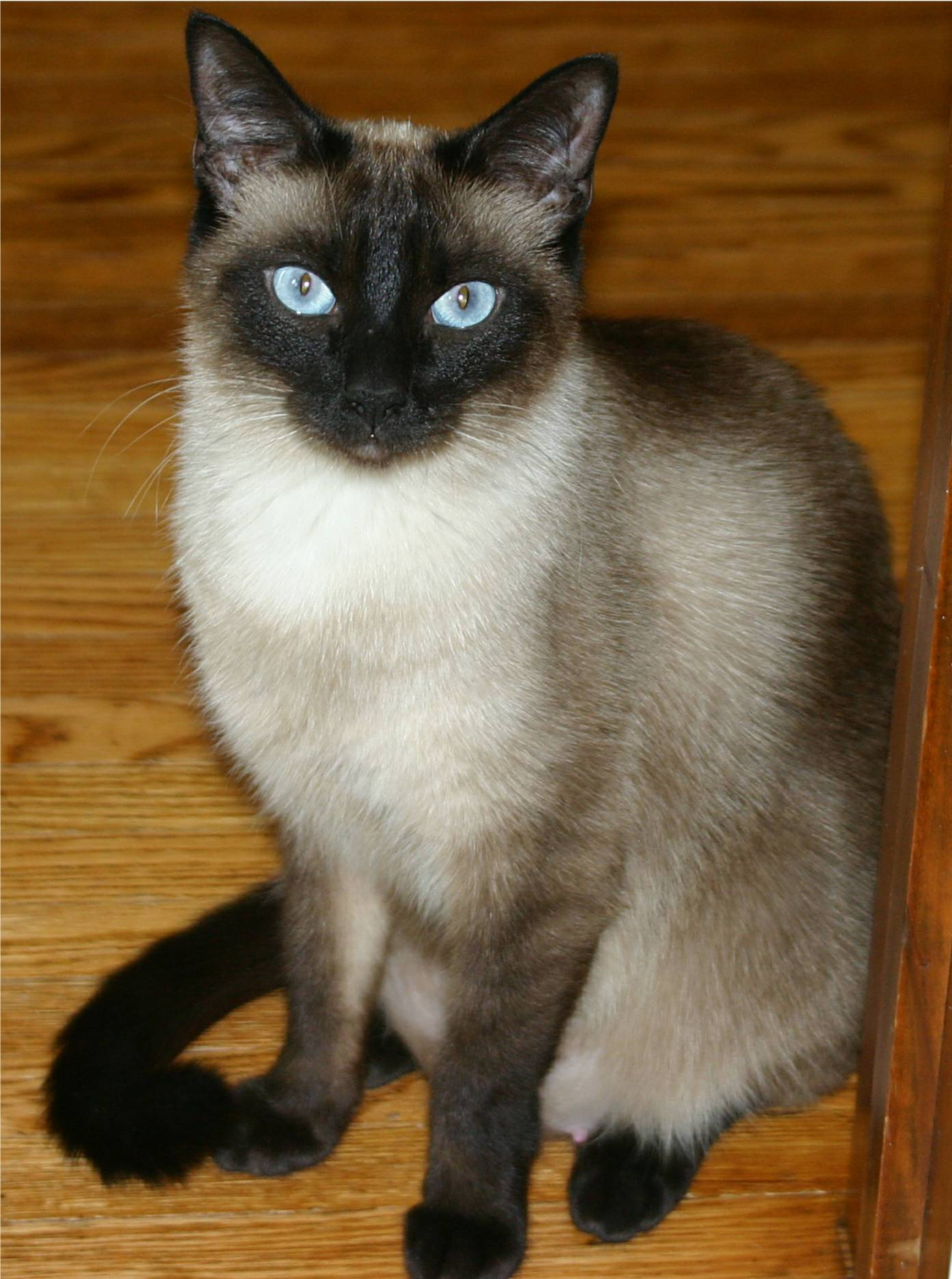
Класичний колорпоінт (Сіамська)
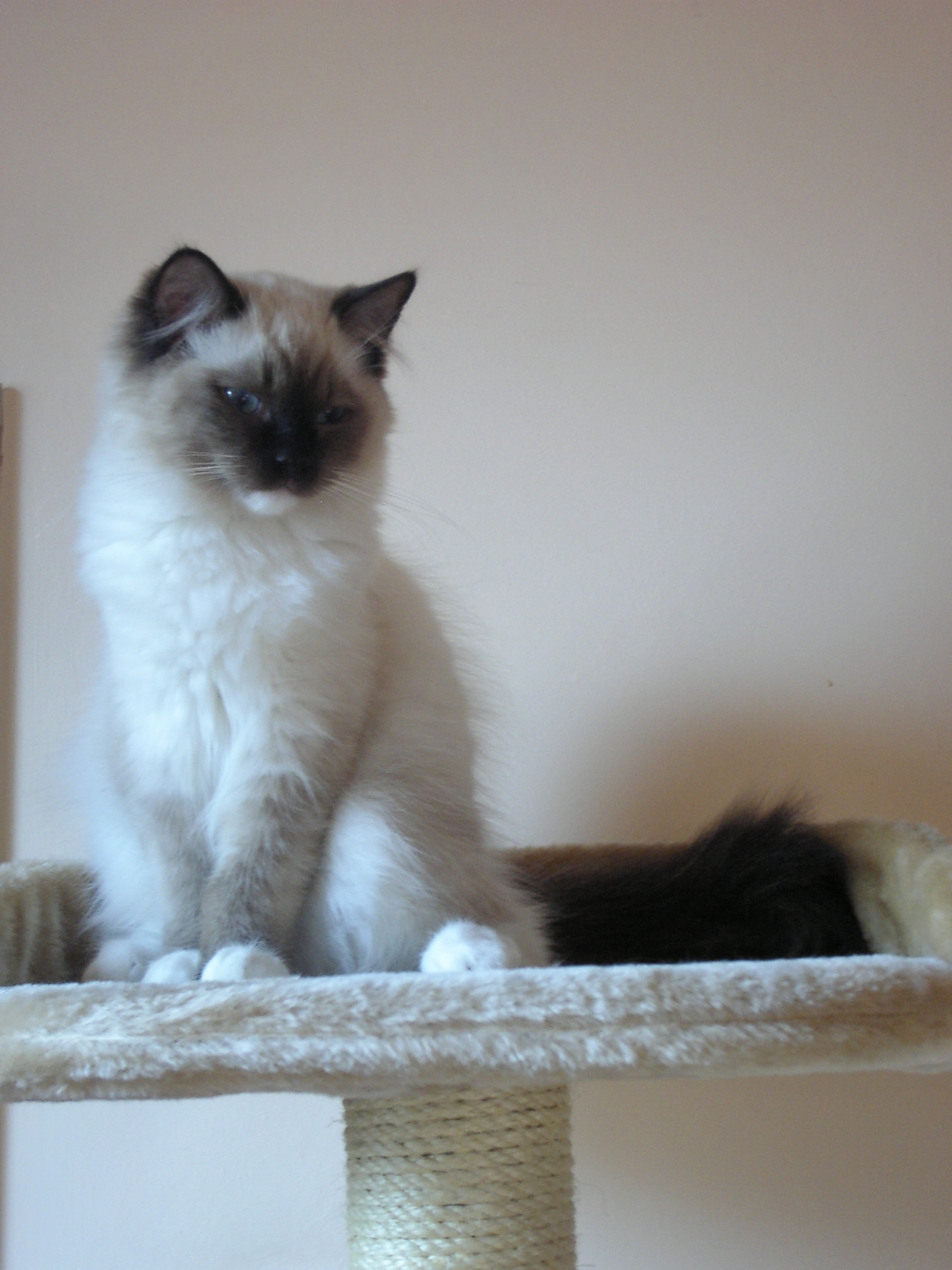
Довгошерста кішка з забарвленням колорпоінт (Регдол)
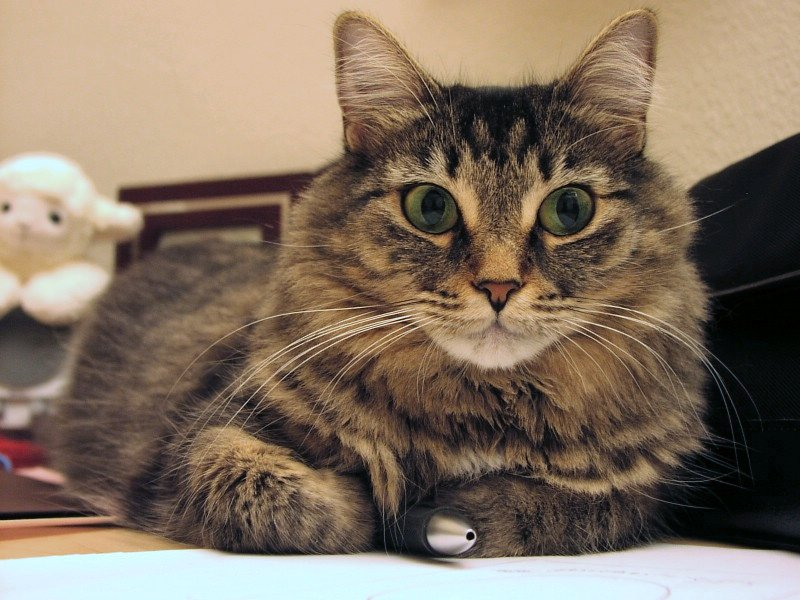
Забарвлення таббі
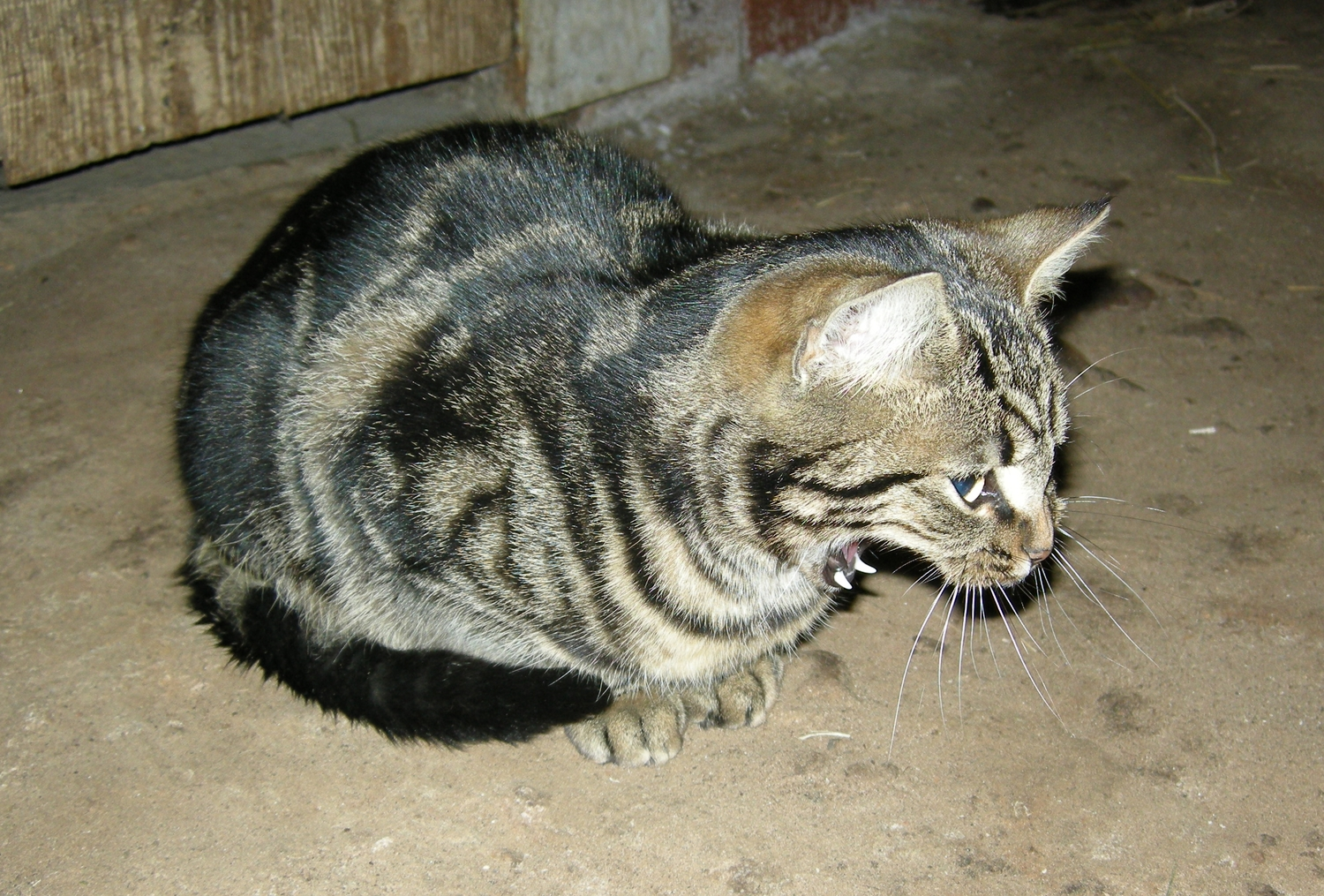
Таббі зі смугами
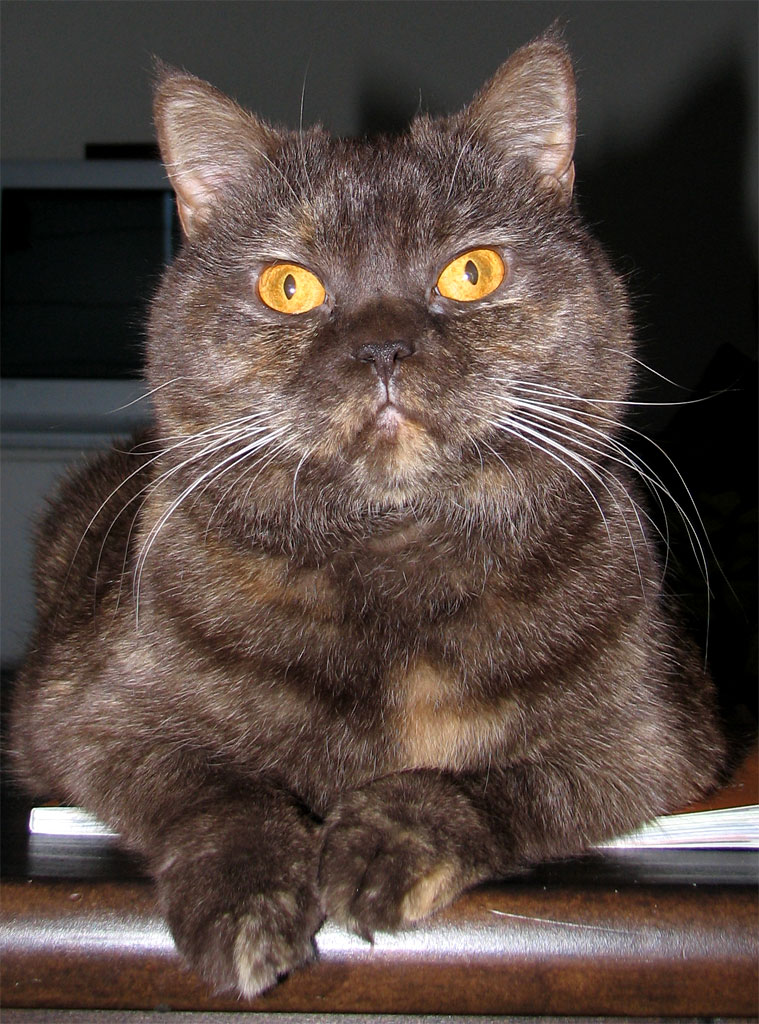
Кішка з черепаховим забарвленням (класичне)
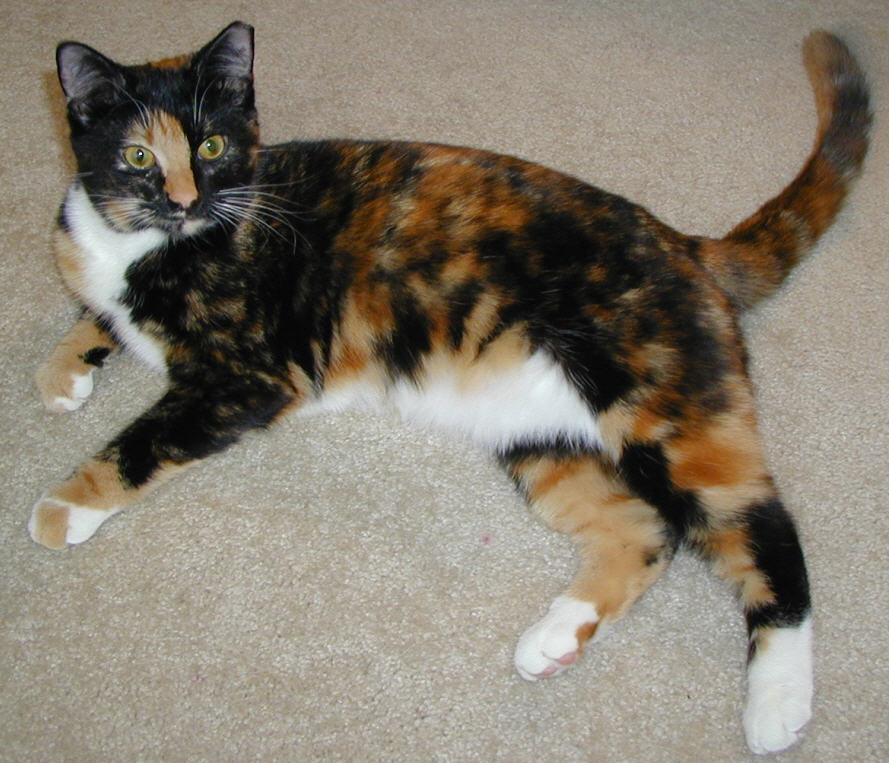
Кішка з черепаховим забарвленням (модерне)
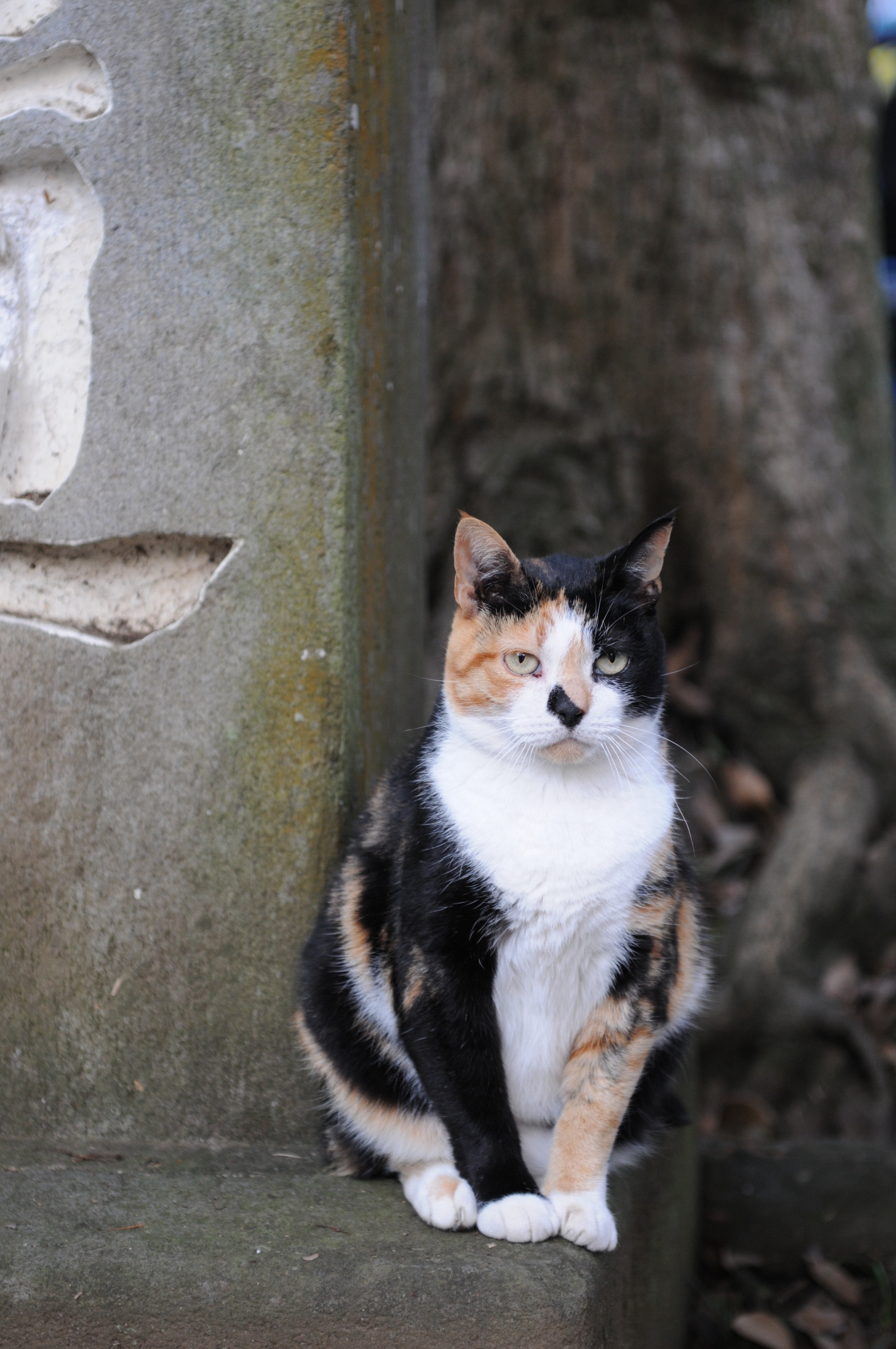
Каліко

Більше зображень можна побачити тут [Архівовано 5 лютого 2012 у Wayback Machine.].

## Індексація порід котів

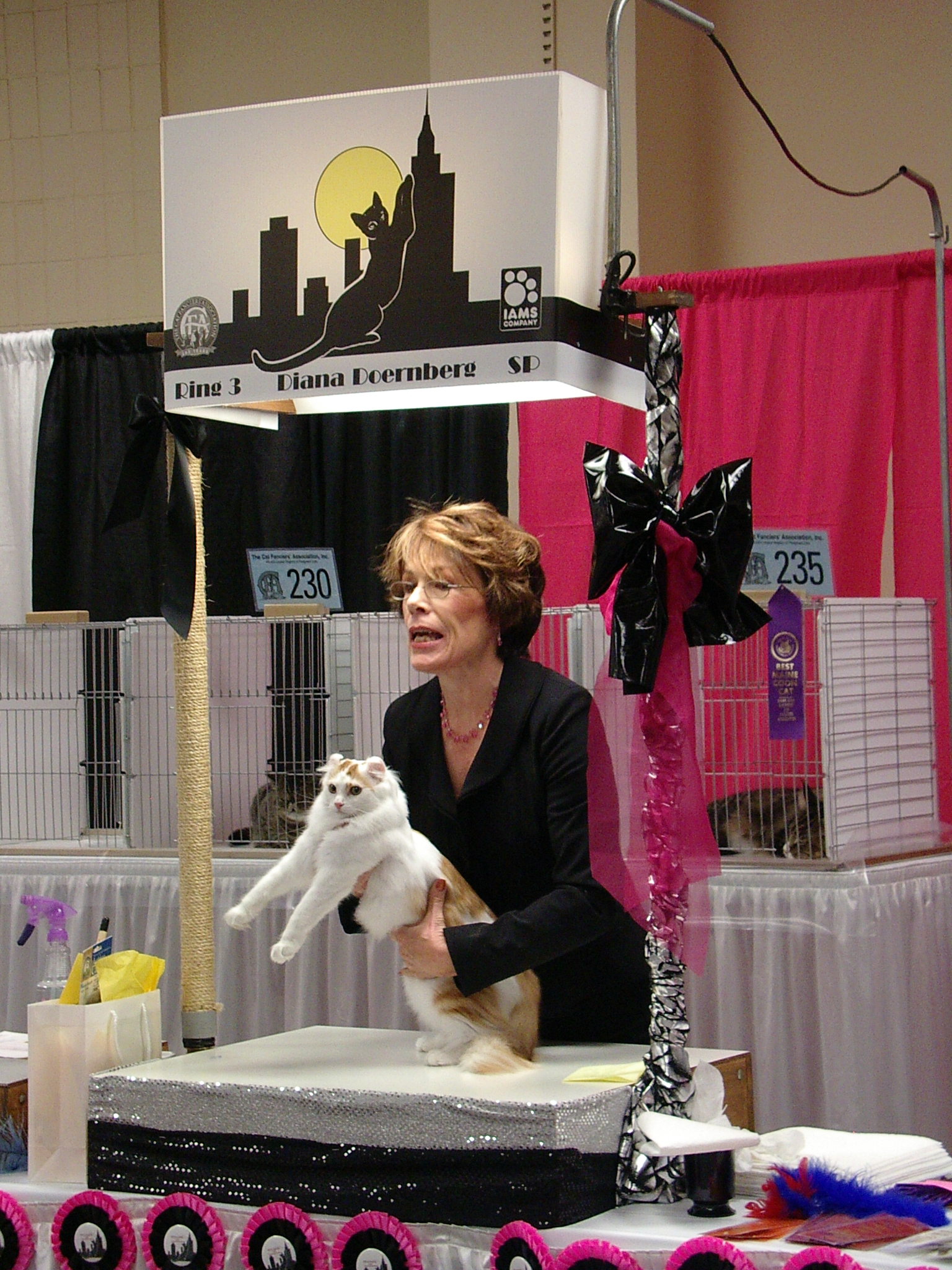
Виставка кішок (Американський керл)

World Cat Federation виділяє 64 такі породи котів (натомість Асоціація любителів кішок (англ. Cat Fanciers' Association) визнає лише 40 порід):

### Породи

#### Довгошерста група (LH)
- PER — Перська

#### Напівдовгошерста група (SLH)
- АВТ — Американський бобтейл
- BAL — Балінезійська
- CUR — Американський керл
- CYM — Кімрик
- JAV — Яванез
- КАВ — Карельський бобтейл
- KBT — Курилський бобтейл
- МСО — Мейн кун
- NEV — Невська маскарадна
- NIB — Нібелунг
- NFO — Норвезька лісова
- RAG — Регдол
- RGM — Раґамаффін
- SBI — Бірманська
- SFL — Скотіш фолд(SLH)
- SIB — Сибірська
- SOM — Сомалійська
- SRX — Селкірк рекс
- TIF — Тифані
- TUA — Турецька ангорська
- TUV — Турецький ван
- URX — Уральський рекс (SLH)
- YOR — Йоркська шоколадна

#### Короткошерста група (КН)
- ABY — Абісинська
- ASH — Американська короткошерста
- AWH — Американська жорсткошерста
- BEN — Бенгальська
- ВОМ — Бомбейська
- BRI — Британська короткошерста
- BUL — Бурмила
- BUR — Бурманська
- СНА — Шартрез
- CRX — Корніш рекс
- CSP — Каліфорнійська
- DRX — Девон рекс
- DSX — Донський сфінкс
- EUR — Європейська короткошерста
- ЕХО — Екзотична короткошерста
- GRX — Німецький рекс
- HVB — Гавана браун
- JBT — Японський бобтейл
- KOR — Корат
- LPS — ЛаПерм
- MAN — Менкс
- MAU — Єгипетська мау
- MUN — Манчкін
- PDC — Пуделькет
- RUI — Український левкой
- RUS — Російська блакитна
- OCI — Оцикет
- SIN — Сингапурська
- SFS — Скотіш фолд (КН)
- SFX — Канадський сфінкс
- SNO — Сноу-шу
- ТВТ — Тайський бобтейл
- TAI — Тайська кішка
- ТОВ — Той-бобтейл
- TON — Тонкінська
- URX — Уральський рекс (КН)

#### Сіам—орієнтальна група (SOKH)
- ORI — Орієнтальна
- SIA — Сіамська
- PBD — Пітерболд

#### Інші
- NON — Незареєстрована порода
- PET — Домашній кіт[45]

### Масть
- n — чорна (темно-коричнева)
- а — блакитна
- b — шоколадна
- с — лілова
- d — червона
- е — кремова
- f — черепахова
- g — блакитно-кремова
- h — шоколадно-черепахова
- j — лілово-черепахова
- о — соррель
- р — беж фон
- g — соррель-черепахова
- r — беж фон-черепахова
- s — сріблястий
- у — золотистий
- w — білий
- х — невизнана мість[45]

### Малюнок, розміщення плям
- 01 — VAN
- 02 — арлекін
- 03 — біколор
- 04 — білі лапи (сноу шу)
- 09 — білий медальйон
- 11 — шейдед (SD)
- 12 — типінг (SL)
- 21 — агуті (А)
- 22 — мармуровий
- 23 — тигровий (tig)
- 24 — плямистий
- 25 — тікінг
- 31 — бурмські відмітини
- 32 — тосканські відмітини
- 33 — сиамські відмітини[45]

### Довжина хвоста
- 51 — рампі
- 52 — рампі райзер
- 53 — стампі
- 54 — лонгі[45]

### Колір очей
- 61 — блакитні
- 62 — помаранчевий
- 63 — різноокий
- 64 — зелені
- 65 — колір бурми
- 66 — колір тоскани
- 67 — колір сиама[45]

### Фелінологічні організації та виставки
Фелінологія (лат, felis — родова назва кішки) — це наука про розведення й виведення породистих кішок. Батьківщиною фелінології за правом можна вважати Велику Британію, оскільки в ній були організовані перша виставка кішок і перший котячий клуб.
У країнах, де багато хто займається розведенням кішок, любителі цих тварин створюють клуби для проведення племінної роботи, виховання тварин, їхнього захисту. На території держави вони можуть створювати спілки, об'єднання або існувати самостійно. У свою чергу такі клуби й об'єднання вступають у міжнародні організації.

## Безпритульні кішки

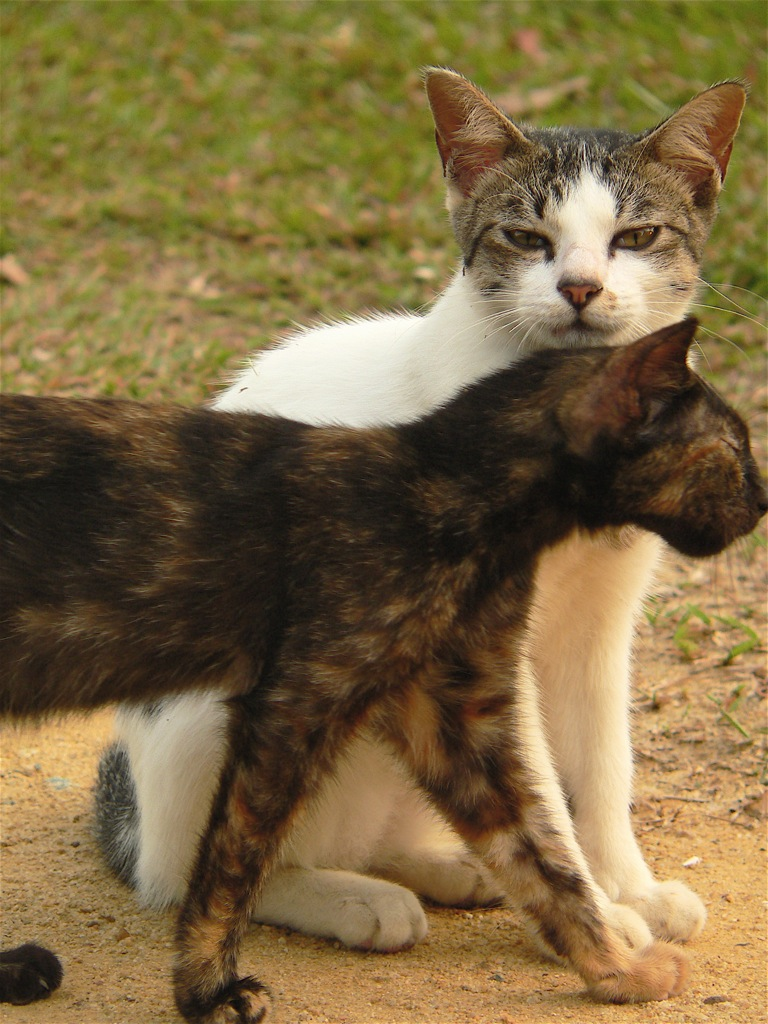
Безпритульні кішки

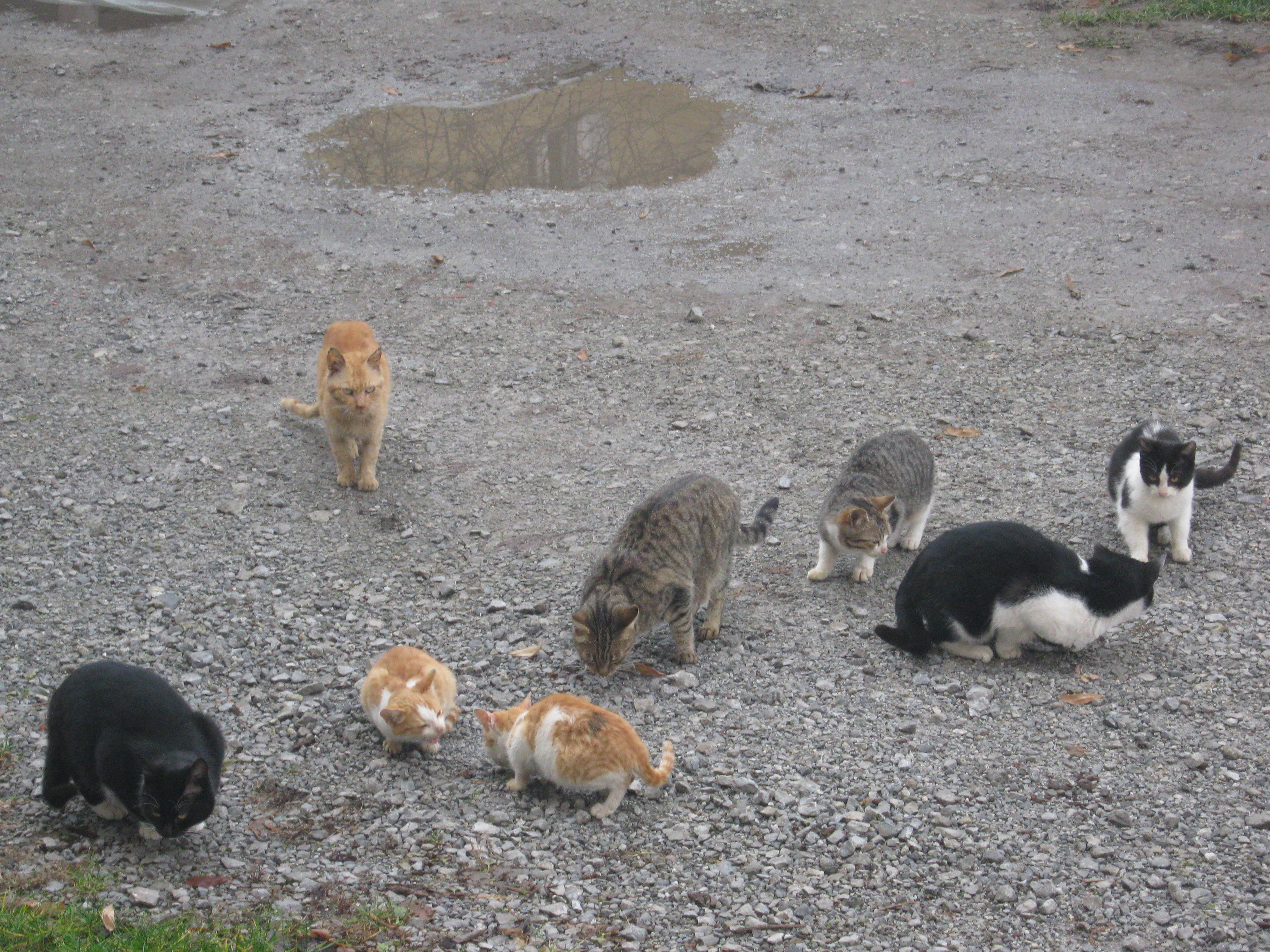
«Колонія» котів

Безпритульні кішки  — це дикі кішки, які народились на вулиці, або були вигнані з дому, і тепер вільно бродять міськими або сільськими районами. Кількість таких кішок невідома, але за приблизними підрахунками в США їх налічується від 25 до 65 мільйона особин. Безпритульні кішки можуть жити поодинці, але частіше вони об'єднуються в групи, які називаються «дикими колоніями». Одна колонія займає певну територію землі, на яку не можуть заходити коти і кішки з інших колоній.
До безпритульних кішок люди відносяться по-різному. Деякі жаліють їх; годують, приносять теплі речі в холодну пору року, іноді забирають до свого дому. Деякі ж вважають їх паразитами. Щоб зменшити популяцію безпритульних тварин і не причинити їм шкоди, спеціальні організації виловлюють кішок з вулиць, стерилізують їх, щеплять від різних хвороб і повертають назад. Але, перш ніж знову відпустити їх на вулицю, на вухо тварини чіпляють спеціальну позначку, яка свідчить про стерилізацію і щепленість кішки.
У всьому світі існують багато організацій, які допомагають безпритульним тваринам. Вони також існують в Україні. Напевно найвідомішим безпритульним котом є Фелікс — перший кіт-космонавт, який здійснив політ у космос й успішно повернувся на Землю.

## Легенди та забобони

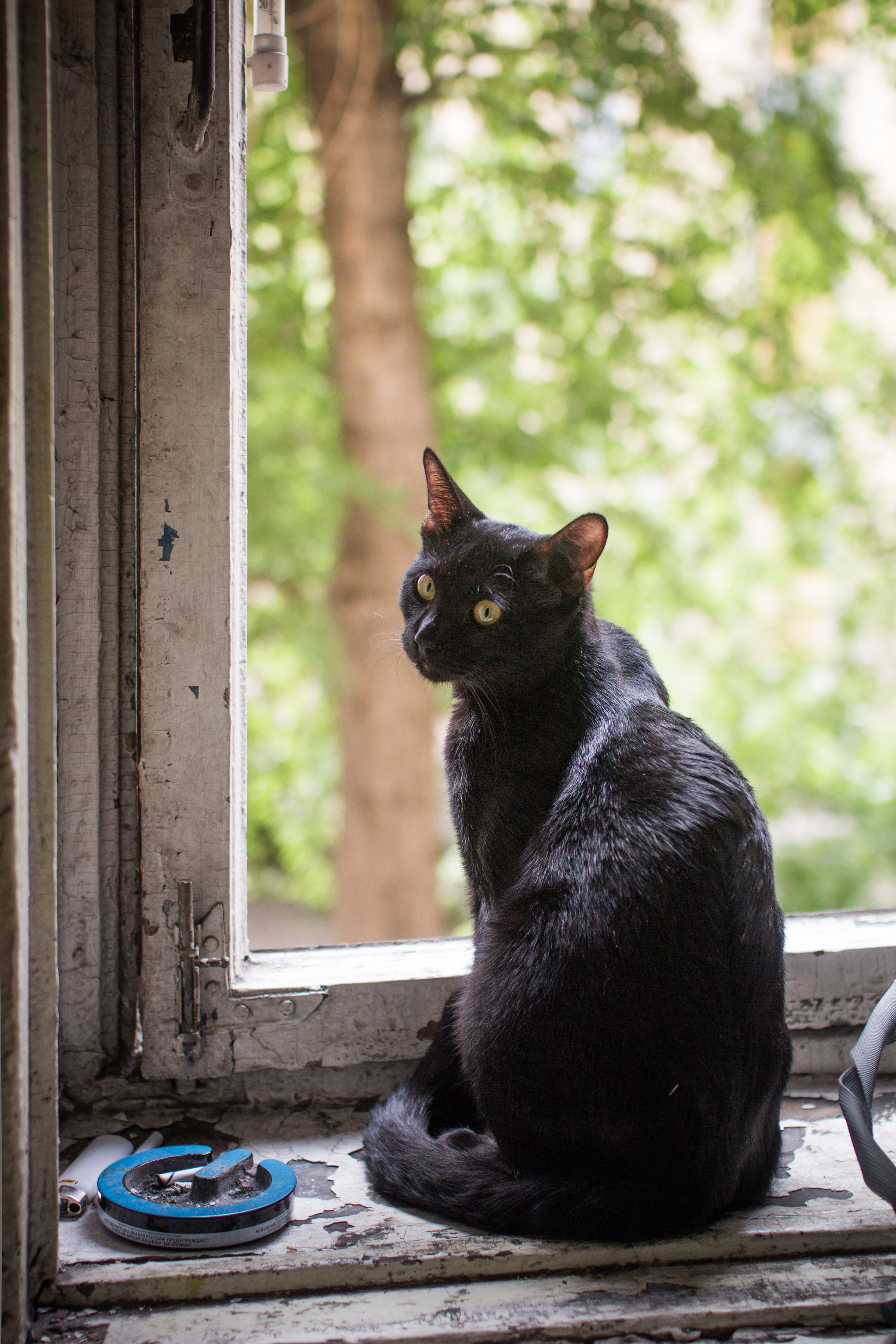
У давні часи чорних котів вважали демонічними істотами

Існує багато легенд про появу кішки в людському житлі. Одна з них народилася в Індії. Колись давно кішка жила в лісі разом з тигром. Одного разу тигр занедужав. Кішка зрозуміла, що повинна знайти вогонь, щоб зігріти тигра. Вогонь був тільки в людини. Кішка прийшла в житло людини попросити вогню й побачила біля вогнища смачну рибу і рис. Вона не витримала, з'їла все й розтяглася біля вогню, забувши, навіщо прийшла. Та раптом згадала, схопила палаючу тріску й побігла назад, до лісу. Розпалюючи вогонь тигрові, кішка зрозуміла, що є зовсім інше життя, і назавжди повернулася до людини.
З моменту появи кішки поруч із людиною її то обожнювали, то переслідували, приписуючи зв'язок з нечистою силою та чаклунством. Кішку шанували не тільки в Єгипті та Індії. У Китаї в образі кішки зображувався бог сільського господарства, у жителів Перу — богиня родючості, в Ісландії шанувалося божество з котячою головою. Перші християни ставилися до кішок добре. Їх часто утримували при чоловічих та жіночих монастирях. Деякі дослідники вважають, що в період раннього Середньовіччя саме монастирі сприяли поширенню цих тварин.
З кінця VIII ст. для котячого племені почалися лихі часи. Вважалося що Сатана може набувати вигляду чорного кота. Обов'язковим атрибутом шабашів були кішки. Та й самі жінки — відьми начебто могли перетворюватися на кішок. Можливо, таке уявлення пов'язане з тим, що старі самотні жінки тримали кішок, були до них прив'язані. Папа Інокентій VII віддав наказ святій інквізиції переслідувати шанувальників кішок. Король Англії Джеймс І написав книгу про відьом і заснував посаду Шукача Відьом. Під катуванням або погрозою катування було знайдено безліч свідоцтв таємничих зв'язків між кішками й чаклунством. Під час семирічного судового процесу над орденом тамплієрів лицарів під тортурами змушували визнавати, що вони поклонялися ідолові з головою кішки.
Диявола з чорних кішок виганяли за допомогою вогню. Щорічно протягом чотирьох сторіч у Мецу привселюдно спалювалися в залізних клітках 13 ні в чому не винних тварин. Подібні церемонії відбувалися і в інших європейських містах. У день Святого Іоанна (23 червня) у багатьох містах Франції на площах встановлювали стовпи, навколо яких розводили багаття. На стовпах підвішували мішок або бочку з кішками. На очах у захопленої розвагами юрби тварин засмажували живцем. Вважалося, що вугілля й зола, які залишилися від тварин, приносять щастя. В Арденнах кішок спалювали в першу неділю посту. Тварин підвішували на кінці жердини й присмажували живцем. При цьому пастухи змушували котів стрибати через багаття. Вони вважали, що після цього тварини не хворітимуть і не піддаватимуться відьомським чарам. Подібні свята влаштовувалися в присутності королівських осіб, починаючи з Людовика XI і закінчуючи Людовиком XV. Часто найшляхетніші особи самі розпалювали багаття.
Жорстоким поводженням з кішками славився також іспанський король Філіпп II, звірства якого описані в романі Шарля де Костера «Легенда про Тили Уленшпігеля». У багатьох католицьких країнах, містах Європи (Вестфалії, Швейцарії, Іспанії, Богемії, Вогезах й інших) на християнські свята спалювали, закопували в землю, засмажували кішок живцем на очах цілого натовпу.
У 962 році правитель Фландрії Бодуен III встановив в Іпрі «середи для кішок». Під час другого тижня посту виникла церемонія: двох або трьох кішок котячий кат скидав з високої вежі замку. Якщо тварині вдавалося вижити, глядачі переслідували її. Цей звичай проіснував багато років до початку XIX століття. У 1938 році традиція відродилася, тільки живих кішок замінили плюшевими. Аналогічні церемонії відбувалися в різних містах і селах Німеччини в XVII столітті. Наприклад, у місті Шлезвіг-Гольштейні вибирали кішку і вважали її уособленням Юди. Таку кішку у Страсну п'ятницю скидали з високої дзвіниці. У Польщі в перший день посту скидали з вежі в мішку або сумці кішку з попелом.
Кішку використовували для покарання невірних дружин. У Османській імперії й деяких районах Німеччини жінку, що порушила шлюбну вірність, зв'язували й саджали в мішок разом з кішкою. По мішку били ціпками, намагаючись влучити у кішку. Розлючена тварина дряпала й кусала жінку. Після закінчення покарання мішок кидали у вогонь.
Іноді кішок використовували для досить дивних розваг. Так, у 1545 році в Брюсселі на честь королівських гостей вулицею йшов кортеж, що складався з візка з органом, у якому знаходилося 24 кішки. Їхні хвости мотузками були прив'язані до клавіш. Хлопчик у костюмі ведмедя натискав на клавіші. При цьому тварини жалібно кричали. За ходою спостерігали Карл V з гостями та весь королівський двір.
Втім, у середні віки існувало і протилежне вірування про те, що кішка спить цілий день, щоб вночі в коморах і стайнях охороняти злих духів і попереджати їх про появу людини.
Становище кішок почало змінюватися з розквітом епохи Відродження. У цей період церковна влада, її авторитет пішли на спад. Багато історичних і політичних діячів полюбили кішок, самі тримали їх і виступали на їхній захист. У провінції Дофін у Франції на період жнив сповивали кошеня, прикрашали стрічками й квітами та клали в тінь. Воно повинне було охороняти поранених під час жнив. Наприкінці кошеня розкутували й урочисто доставляли в село. Селяни вважали, що дух родючості може набувати подоби кішки. Але далеко не завжди кішці так щастило. Жителі міста Ам'єн після закінчення жнив убивали кота. У деяких районах кота клали під останній оберемок зжатого колосся і забивали ціпами для молотьби на смерть.
У деяких районах Бретані вважалося, що якщо тіло померлої кішки покласти біля яблуні, що перестала плодоносити, то вона почне цвісти. Однак при цьому в сусідніх садах дерева можуть загинути. Нерідко вважалося, що кішки можуть зупинити хворобу або запобігти її появі. Під час епідемії холери в Росії біля в'їзду в села живцем ховали 8 кішок, щоб відігнати хворобу. В окремих штатах США мертву кішку закопували в лісі неподалік від села, щоб у жителів не було бородавок.
Збереглося безліч забобонів і прикмет, пов'язаних з кішками. У Сицилії покровителькою кішок вважалася Свята Марта. Тому тварини могли вільно входити до церкви.
У більшості країн вважається, що чорні кішки приносять нещастя й зустріч із ними не обіцяє нічого доброго. Наприклад, на Русі вважалося, що під час грози Ілля Пророк блискавками бореться з бісами — чорними кішками. Тому у негоду чорних кішок виганяли за двері, щоб блискавка не влучила у будинок. Але в Англії і Болгарії вважається, що подарувати кота чорного окрасу — це знак особливої поваги, а зустріч із ним — на щастя. У англійського короля Карла І була чорна кішка, яка, на його думку, сприятливо впливала на його долю. Він боявся втратити улюблену тварину, змушував охороняти її. Та з часом кішка померла. Карл був у розпачі й проголосив: «У мене не буде більше в житті удачі!» Незабаром після смерті тварини короля заарештували, а кілька місяців потому йому відрубали голову. Фіни до чорних кішок ставляться нейтрально, проте до сірих — з побоюванням.
В Японії особливо цінуються триколірні кішки. Японські моряки вірили й дотепер вірять, що така кішка здатна відганяти злих духів бурі. Мусульмани вірять, що триколірна кішка може вберегти будинок від пожежі. У багатьох країнах особливо щасливою вважали білу кішку. Людовик XV з ніжністю ставився до білих ангорок. У нього була така кішка, з якою він не розлучався. У старих будинках при руйнуванні стін іноді знаходили висохлі трупики кішок. Вони замуровувалися ще при будівництві, щоб відганяти злих духів. Кішок замуровували, вкладаючи їм у пащі трупики пацюків і мишей для відлякування гризунів. Мумію кішки знайшли при розбиранні однієї зі стін Лондонського Тауера. Вік її становив понад 300 років.
Кішки відіграють велику роль у весільних ритуалах. Так, у Силезії дівчата, які люблять гладити кішок, обов'язково вийдуть заміж за хорошу людину. Чоловіки ж, які люблять пестити кішок, залишаться неодруженими. У Гессені дівчина, що не піклується про кішку, буде безплідною. У Східній Пруссії вважалося, що коли на шляху весільного кортежу трапляться дві кішки, то шлюб буде нещасливим. Фламандці вважали, що коли дівчина наступить на хвіст кішці, то чоловіка не знайде й залишиться одна. У деяких районах Німеччини молодятам дарували кішку, а у Франції кішку першою пускали в будинок молодят. У Росії кішку пускали першою в будинок на новосілля й ставили ліжко там, де вона лягала. У французькій провінції Севенна кішку, яка сама прийшла до оселі, необхідно добре прийняти та нагодувати. Вважалося, що така кішка принесе родині удачу та добробут.
Здавна кішку вважають «живим барометром». Якщо кішка лиже передню лапку, пригладжує лапкою шерсть на голові — бути гарній погоді. Якщо лапкою миє вушка, лижеться — буде негода, сніг. Коли кішка ховає мордочку — бути морозу; шкребе підлоту — на вітер, заметіль; лежить животом догори, вивертається — на тепло. Сьогодні майстри сучасної магії у своїх ритуалах використовують кішок, особливо чорних.

## Кішки в культурі

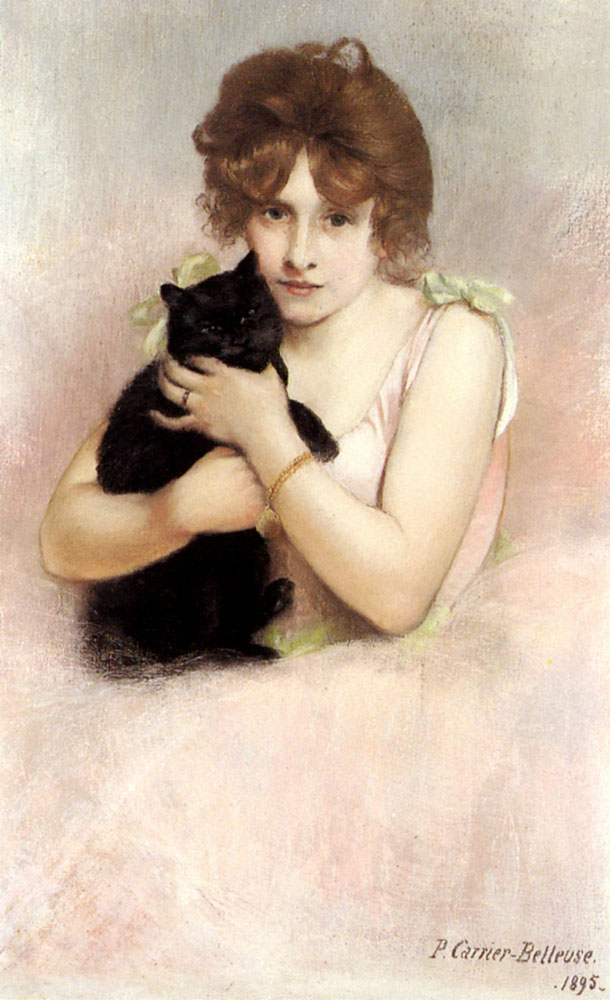
П'єр Керріер-Белауссе, Балерина з чорною кішкою, 1895

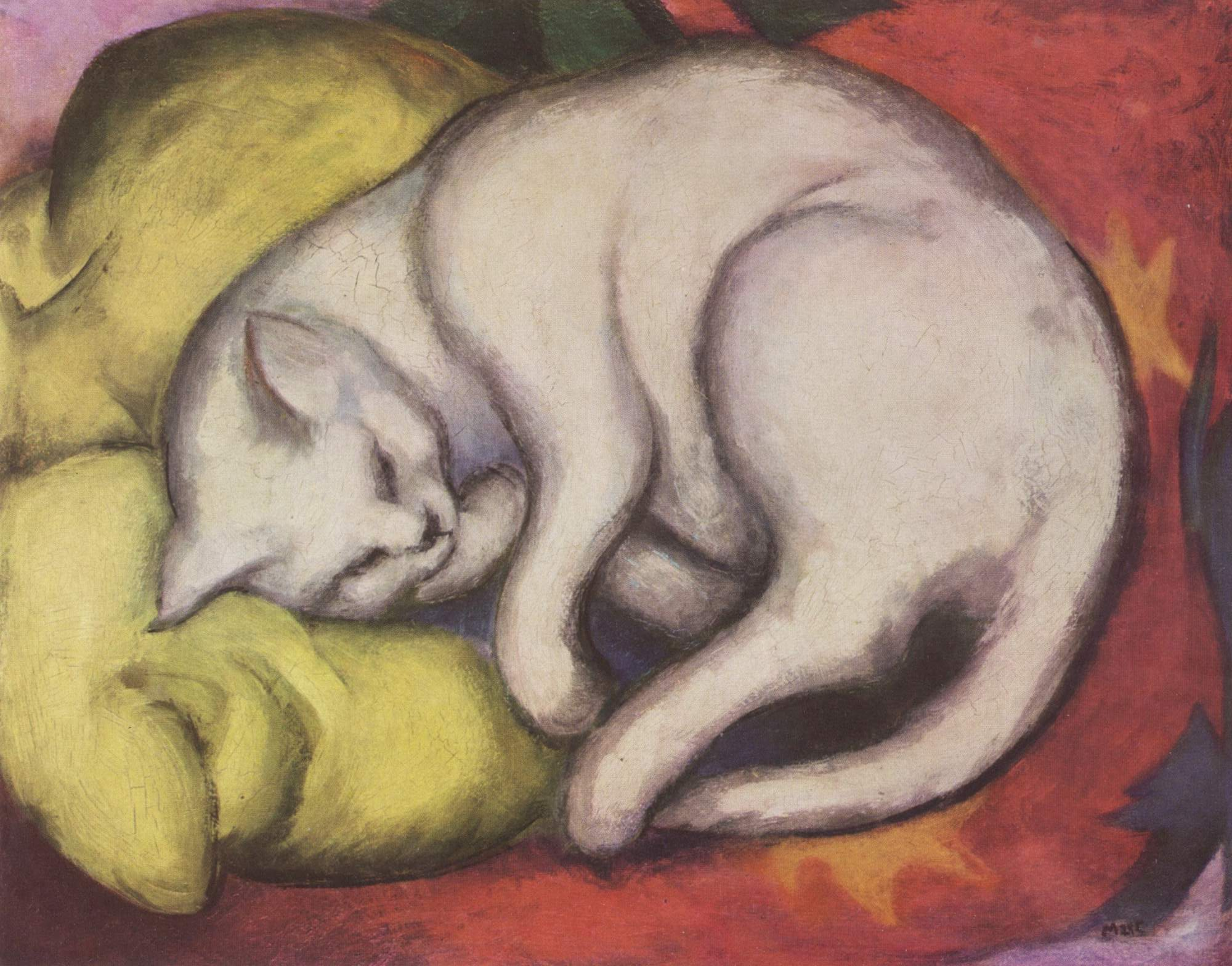
Франц Марк, Біла кішка, 1912

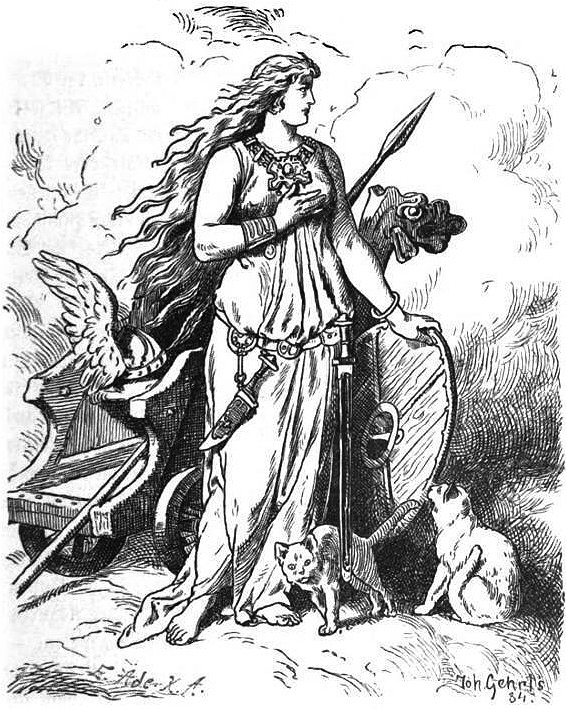
Фрейя та її коти

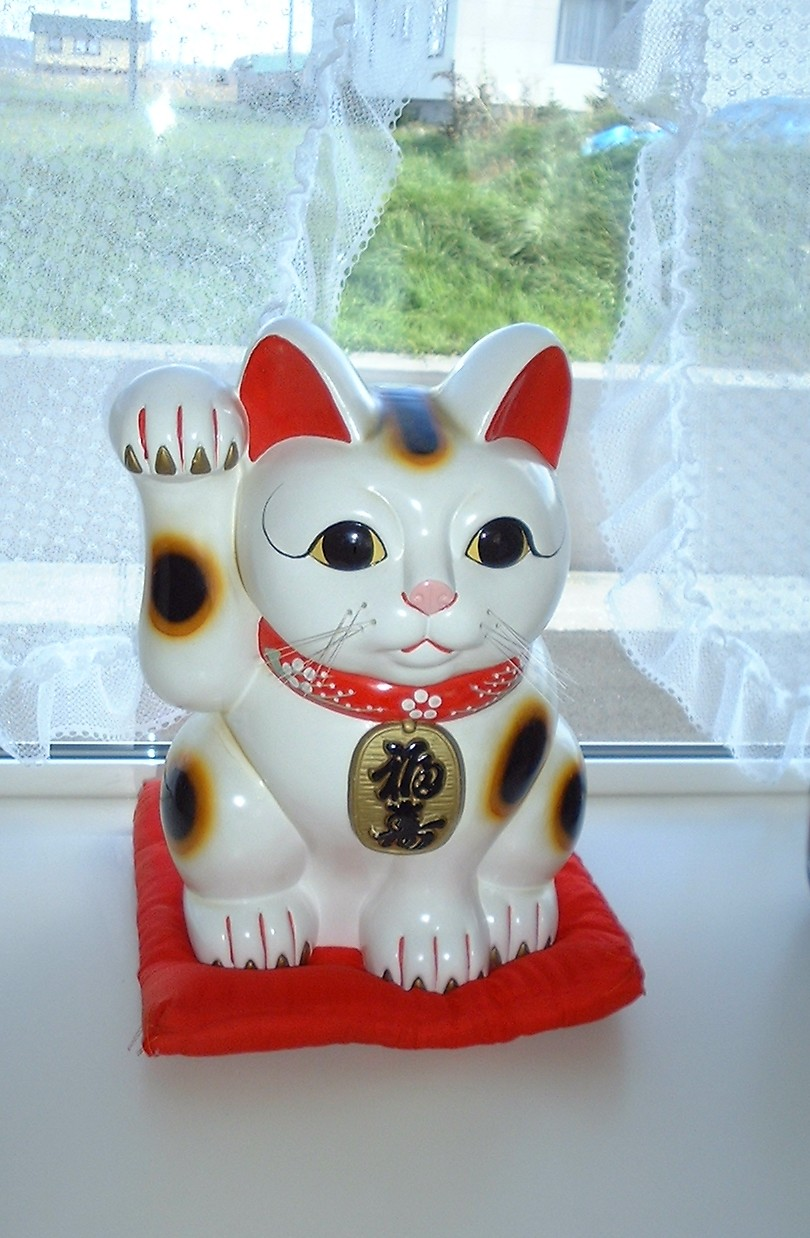
Манекі-неко

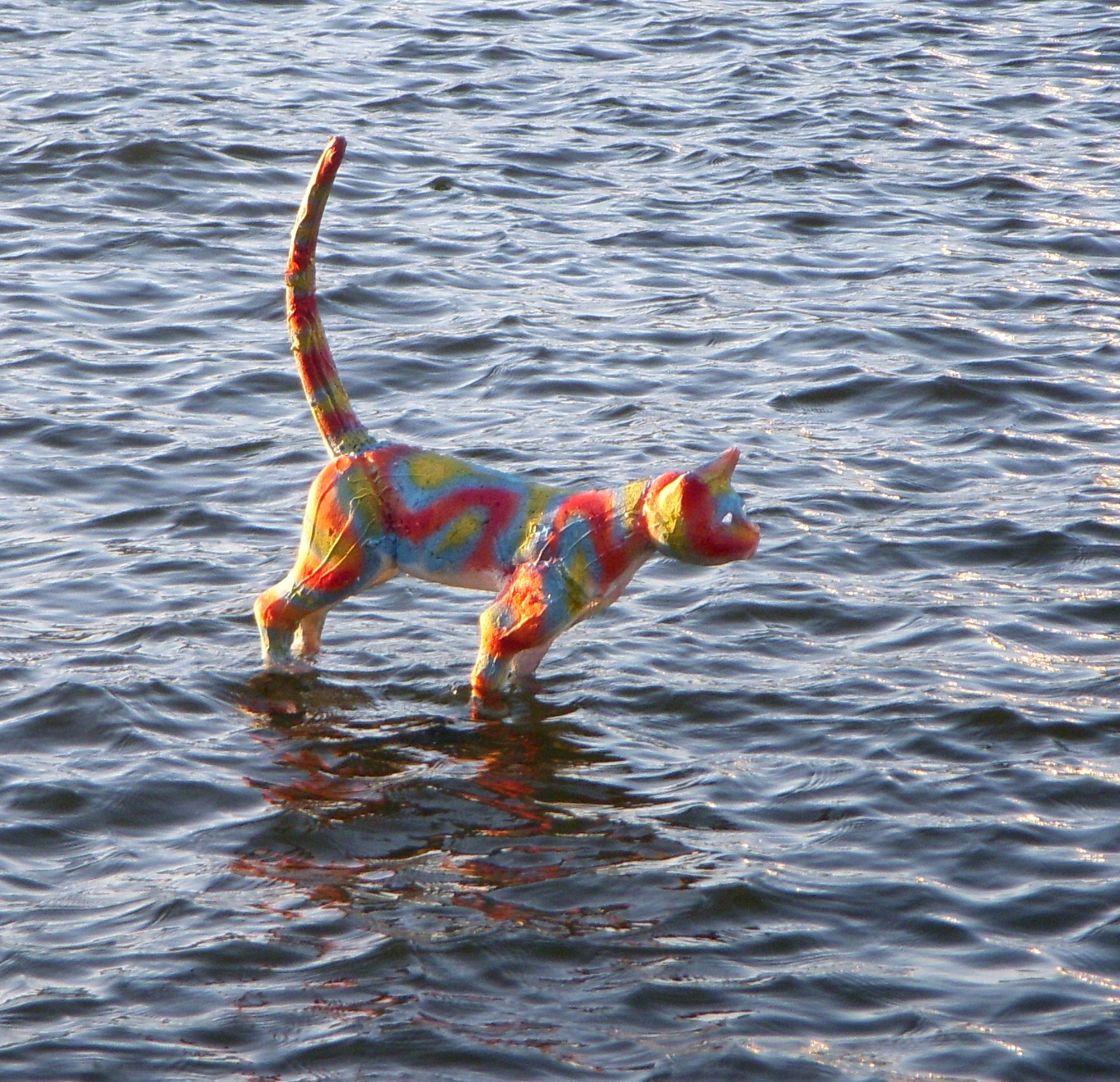
Скульптура кота у воді в Стокгольмі (скульптор Макс Магнус Норман)

### Кішки в образотворчому мистецтві
Кішки завжди відігравали велике значення в мистецтві. Вперше кішки з'явились в мистецтві стародавнього Єгипту. Про це свідчать знайдені настінні малюнки і мумії. Пізніше, в Греції, кішок зображували на 5 грецьких монетах. В стародавньому Римі кішок зображували на мозаїках, картинах, монетах, щитах і гончарних виробах. Першу картину, на якій кішка була головним персонажем, намалював Леонардо да Вінчі. Згодом у роботах Альбрехта Дюрера, Пітера Брейгеля, Тінторетто і Балтуза також з'являлись картини з кішками. Французький імпресіоніст Мане був першим, хто намалював жінку-кішку. Живописець Ренуар відобразив свою велику любов до кішок у творах, де намалював жінку і молоду дівчину з кішками. Художник Тулуз-Лотрек також іноді малював кішок. Багато антропоморфних котів малював Луїс Вейн.
У XIX столітті швейцарець Готтфрід Мінд і саксонець Федір Флінцер намалювали багато картин з кішками. В XX столітті Франц Марк, який був великим любителем тварин, намалював відому картину з білою кішкою. Того ж століття кішки з'явились в роботах Рауля Дюфі, Пауля Клеє, Макса Бекманна, Розіни Вачтмєїстер.

### Коти в літературі
Як і в мистецтві, в літературі кіт посідає важливе місце. Він часто ставав персонажем різних творів, поем, віршів, казок. Наприклад, «Кішка, яка гуляла сама по собі» Редьярда Кіплінга, «Чорний кіт» Едгара По, «Кіт у чоботях» Шарля Перро, Кішка-Кривоніжка з казки Джанні Родарі «Джельсоміно в Країні Брехунів», «Життєві переконання кота Мурра» Е. Т. А. Гофмана, «Ваш покірний слуга кіт» Нацуме Сосекі, «Кіт усередині» Вільяма Берроуза, «Королівська аналостанка» Е. Сетона-Томпсона, «Шамайка» Юрія Коваля. Кіт Бегемот — один з головних персонажів «Майстра і Маргарити» Михайла Булгакова. У казці Люїса Керролла «Аліса в країні Чудес» одним з персонажів є Чеширський кіт.
Оповідачами виступають коти в циклах казок французького письменника Марселя Еме (1902—1967) та російського Миколи Вагнера (1829—1907).
Кіт також був предметом симпатії багатьох письменників епохи Відродження. Італійські поети Данте Аліг'єрі, Франческо Петрарка і Торквато Тассо іноді відкрито демонстрували свою симпатію до котів у своїх творах. Йоганн Вольфганг фон Гете також часто зображував котів у своїх роботах.

### Кішки в коміксах і мультфільмах
Кішки доволі популярні герої в анімаційних мультфільмах. Серед найпопулярніших радянських мультфільмів з котами у головних ролях — серіали «Кіт Леопольд» (1975—1993), «Кошеня на ім'я Гав» (1976—1982) та «Троє із Простоквашино» (1978—1984), а також мультфільми «Пес і Кіт» (1955), «Хто сказав „Мяу“?» (1962). Котам присвячено ряд українських мультфільмів, знятих на студії Київнаукфільм — «Кит і кіт» (1969), «Ниточка і кошеня», «Кіт Базиліо i мишеня Пік» (обидва — 1974), «Як песик і кошеня мили підлогу» (1977), «Кошеня» (1979), «Дерево і кішка» (1983), «Відчайдушний кіт Васька» (1985), «Котик та Півник» (1991), «Про кішку, яка упала з неба» (2005), «Жив собі чорний кіт» (2006).
В західній мультиплікації котам присвячено такі мультфільми, як «Коти» (1993), «Коти аристократи» (1970), в японській — «Котяча вдячність» (2002). Кіт Аль також є важливим персонажем мультсеріалу «Чіп і Дейл поспішають на допомогу», проте він грає негативну роль. В 1917 Пат Салліван створював ще одного персонажа кота — Фелікса, чорного кота коміка. Кіт також є головним героєм мультсеріалу «Том і Джеррі». Ще один відомий персонаж кіт — Гарфілд, ледачий, товстий, рудий кіт. Існує багато коміксів, серіал, і два фільми присвячені Гарфілду. У популярному мультсеріалі «Сімпсони» є кіт, який є героєм серіалу «Чух і Сверблячка». Також в самій сім'ї Сімпсонів живе сірий кіт Сніжок II. Казковий персонаж, кіт у чоботях, є героєм тривимірного мультфільму «Шрек» (2—4 частини), та «Кіт у чоботях».

### Кішки в фільмах
Жінка-кішка — одна з ворогів популярного героя Бетмена, яка спочатку була персонажем коміксів. У фільмах жінку-кішку грало багато акторок, але найвідомішими стали Мішель Пфайффер і Геллі Беррі. Ернст Штавро Блофельд, ворог Джеймса Бонда, у фільмі має білого пухнастого перса. Коти також є головними негативними персонажами комедійного фільму «Коти проти Собак».
Ще є мультфільм про кота «Коти не танцюють».

### Коти в музиці
Фуга соль-мінор Доменіко Скарлатті має прізвисько «Котяча фуга»: за легендою, кіт композитора пройшов клавіатурою його клавесину і в такий спосіб «скомпонував» цю фугу. Італійському композитору Джоакіно Россіні належить «Котячий дует» (італ. Duetto buffo di due gatti). Імовірно найвідомішим зображенням кота в музиці є п'єса С. Прокоф'єва з музичної казки «Пєтя і Вовк», мелодія якої доручена кларнету у низькому регістрі. Кіт є одним із персонажів балету І. Стравінського «Байка про Півня, Лисицю, Кота та Барана». Репертуар дитячих музичних шкіл традиційно включає такі російські народні дитячі пісні, як «У кота-воркота», «Кішкин дім», «Та-та два кота». Нарешті, 1982 року англійський композитор Ендрю Ллойд Веббер написав мюзикл «Коти» («Cats») за мотивами циклу віршів Т. С. Еліота «Котознавство від Старого Опосума».

### Знамениті коти
Франція, єдина з космічних держав, запускає котів у космос. Кіт Фелікс — перший кіт-космонавт (1963).
Почесним мером містечка Талкітна (Аляска, США) починаючи з 1997 року беззмінно є кіт на ім'я Стаббс. На виборах мера (1997) багато жителів були незадоволені кандидатами — політиками, і тому громадяни вирішили обрати на цю посаду дивне безхвосте кошеня, знайдене в коробці на парковці. Кожен день Стабс п'є воду з котячою м'ятою з келиха. Ще незвичайний мер має акаунт на Facebook, де кожен може написати коту лист.
Кіт Саймон отримав медаль Марії Дікін, а також відзнаку «Кіт — відмінник морської служби».

## Цікаві факти
- Кішка за своє життя може мати більше 100 кошенят. Одна пара котів та їх потомство за 7 років в змозі народити 420 000 дитинчат.
- Коти видають близько 100 різноманітних звуків. Для прикладу, собаки — лише 10.
- Малюнок поверхні носа кішки такий же унікальний, як і відбиток пальця людини.
- У кішки пітніють лише кінчики лап.
- Кішка (як і жираф з верблюдом) — починає йти з лівих лап.
- Котяче вухо повертається на 180°.
- У вусі кішки 32 м'язи.
- Коти, на відміну від собак, не можуть фокусувати погляд на близько розміщених предметах. Вони краще бачать на відстані від 75 см до 2-6 м.
- Чутливість кішки до гучності звуку в 3 рази вища, ніж у людини.
- Нервовий стан кішки видають вуха — вони трохи рухаються, хоча сама кішка може спокійно сидіти і спостерігати. Якщо доторкнутися до тварини у такому стані, вона почне шипіти або вдарить лапою.
- За допомогою вусів кішка отримує інформацію про все, що її оточує, — про предмети, вітер, температуру. Якщо їх видалити, вона буде погано орієнтуватися і почуватиметься невпевнено. Вуса допомагають котам визначити, пролізуть вони в отвір чи ні.
- Якщо вуса кішки «дивляться» вперед — вона чимось зацікавлена або хоче чимось налякати суперника. Якщо назад — кішка налякана.
- У СРСР існував ГОСТ на шкірки котів: ГОСТ 11597-77 Шкірки кішки домашньої хутряні вироблені.

## Світлини

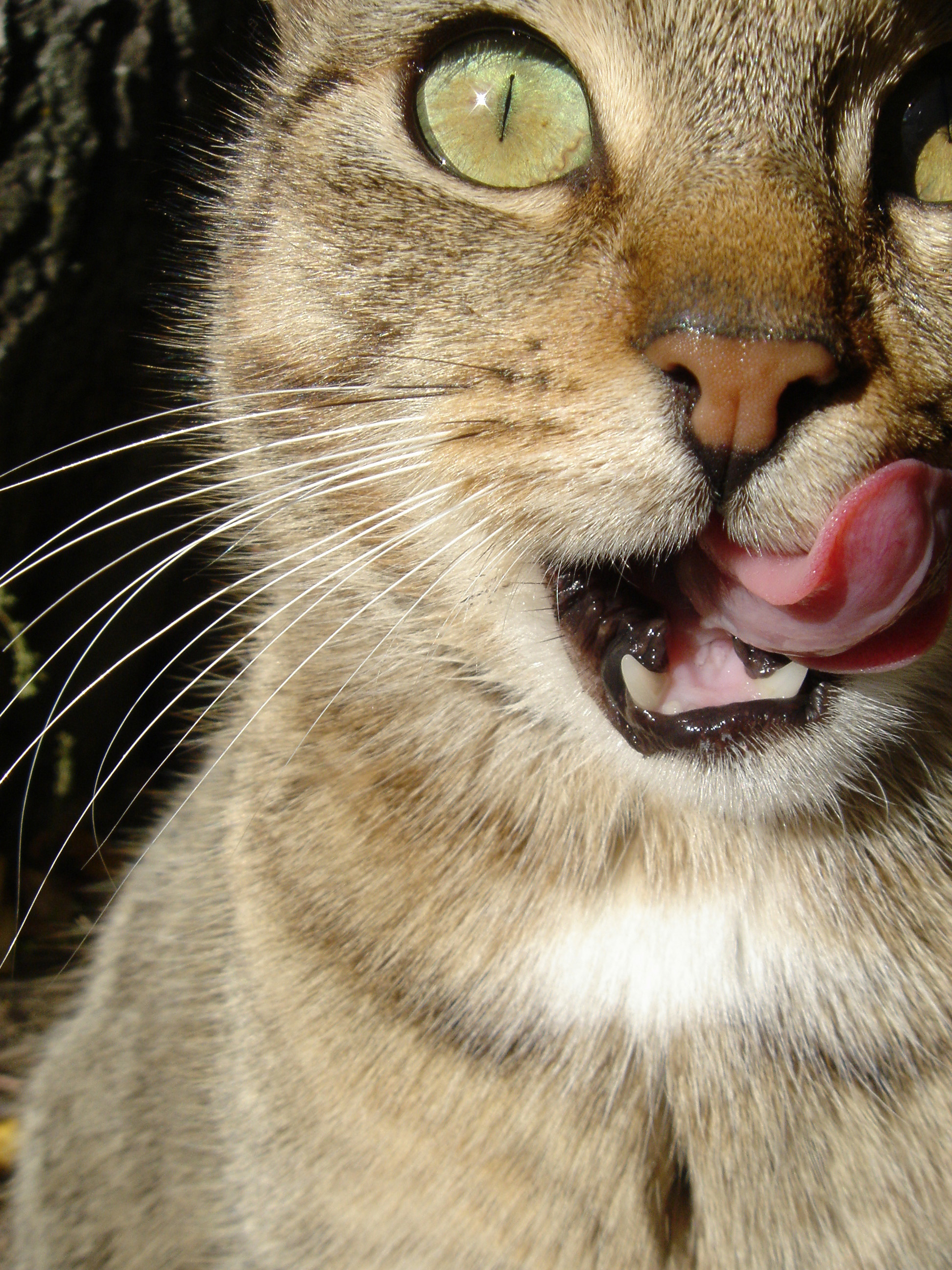
Кіт європейський
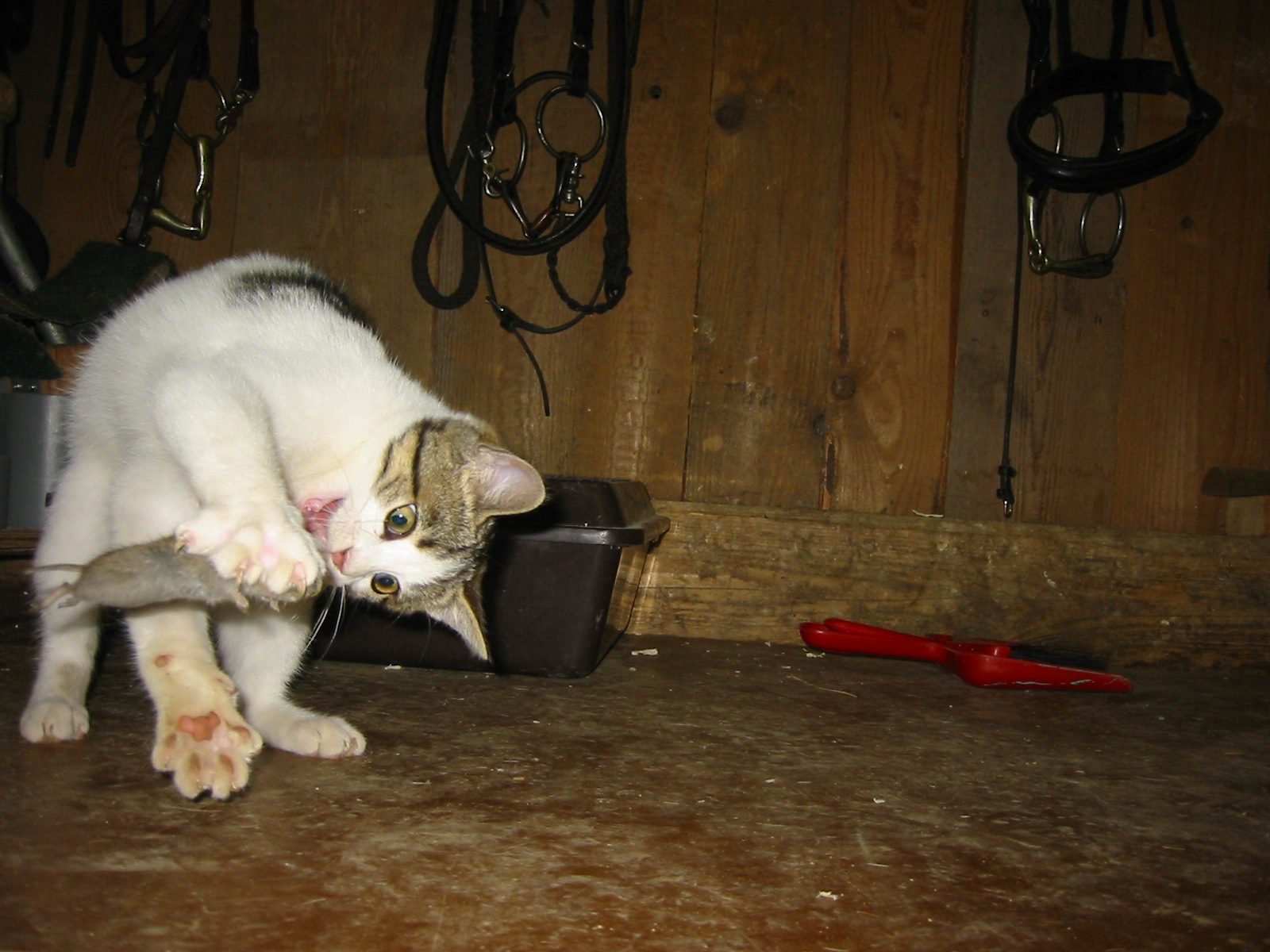
Кіт під час полювання
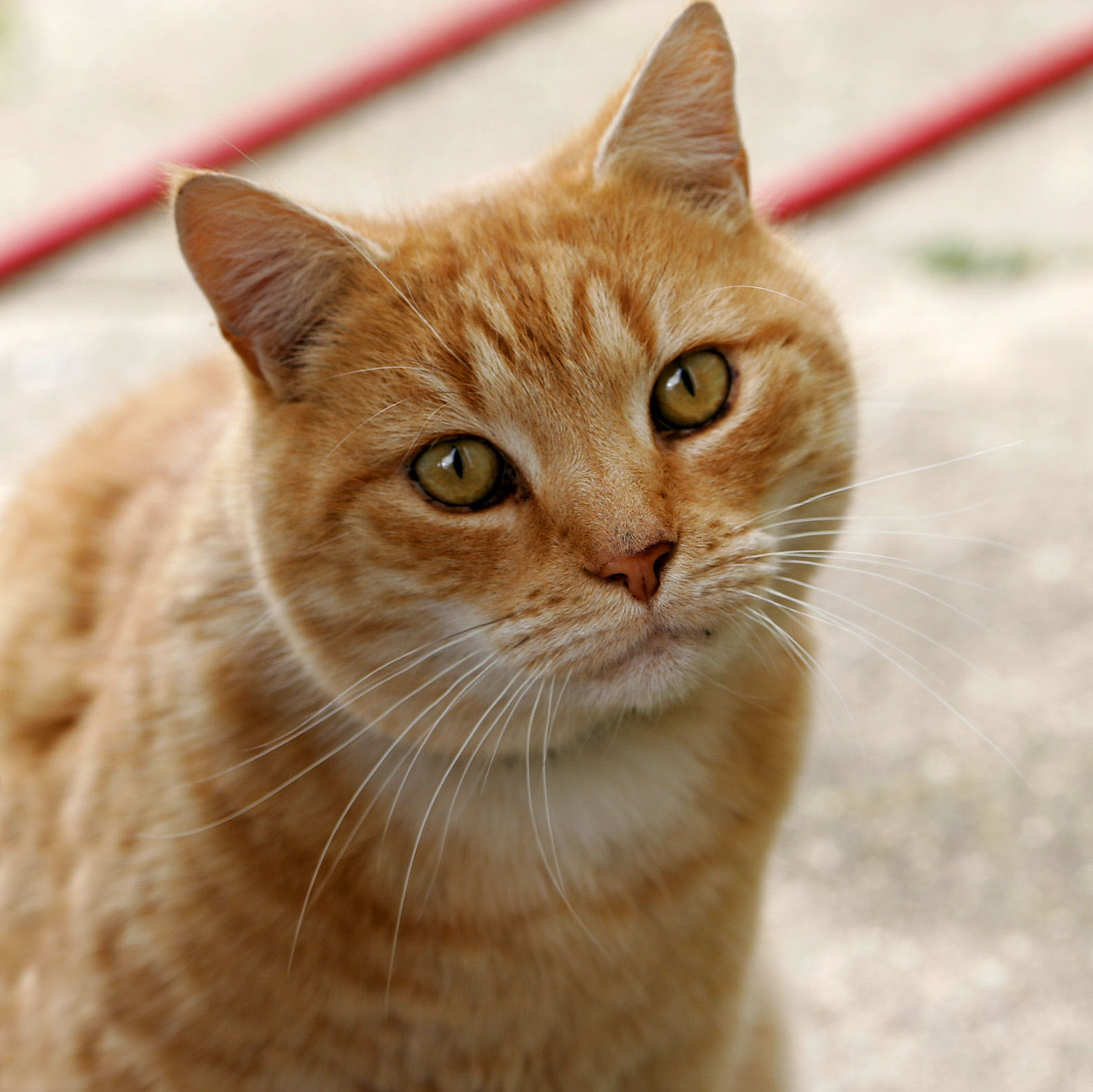
Кіт з забарвленням червоного таббі
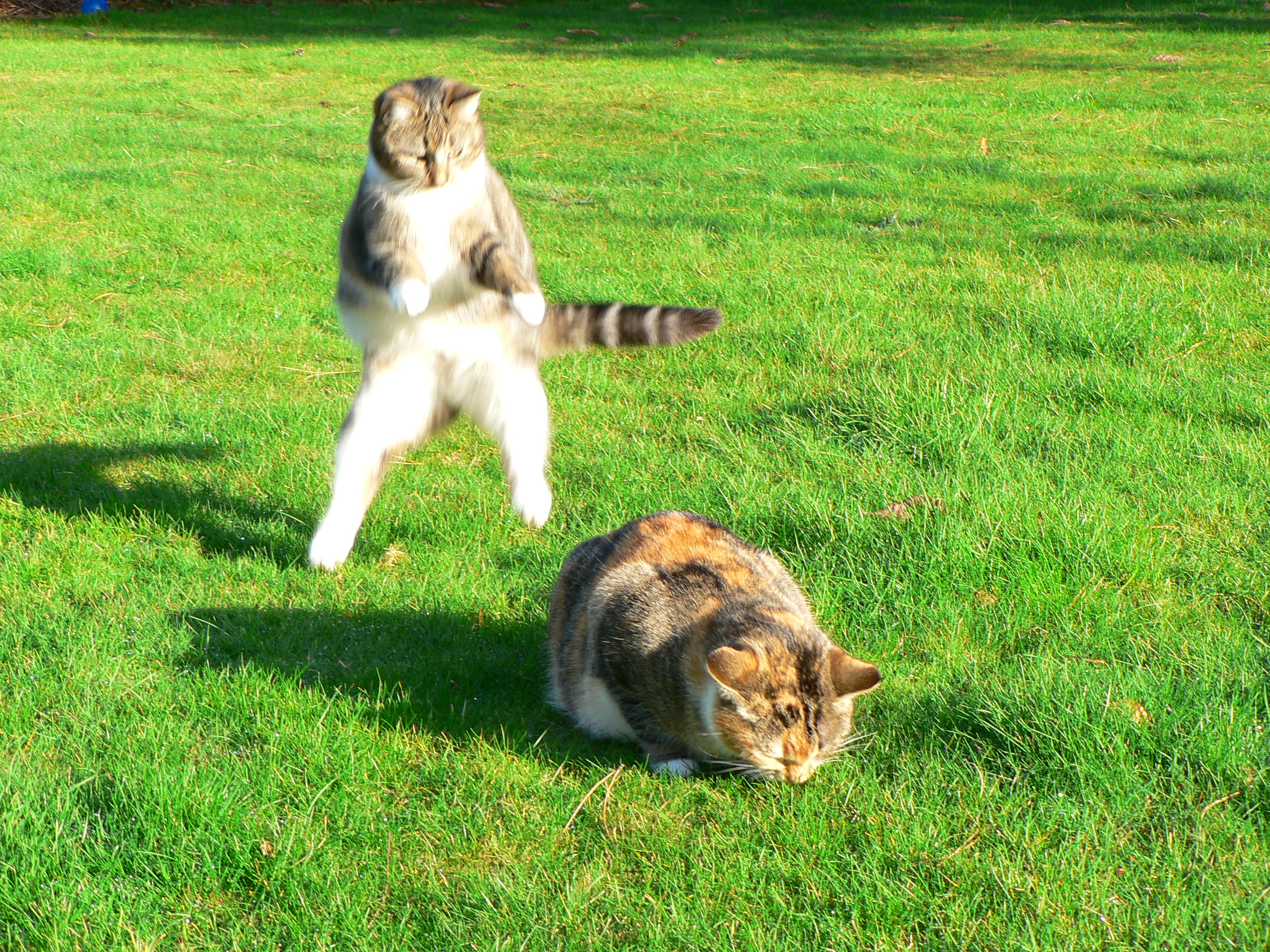
Кіт під час шлюбного періоду
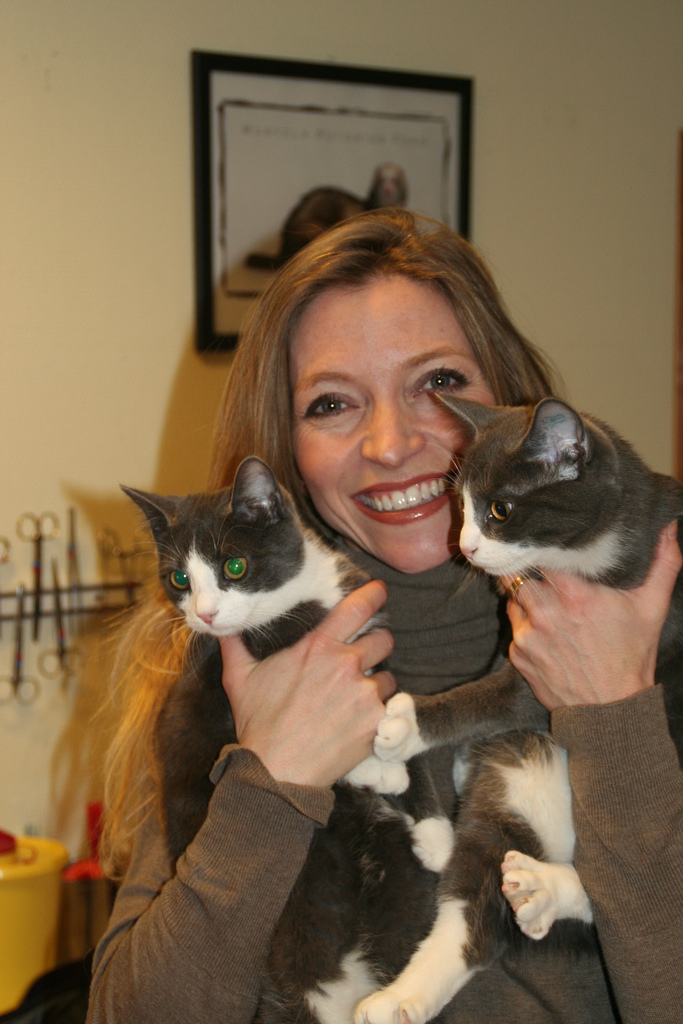
В кішок народжується від одного до семи кошенят
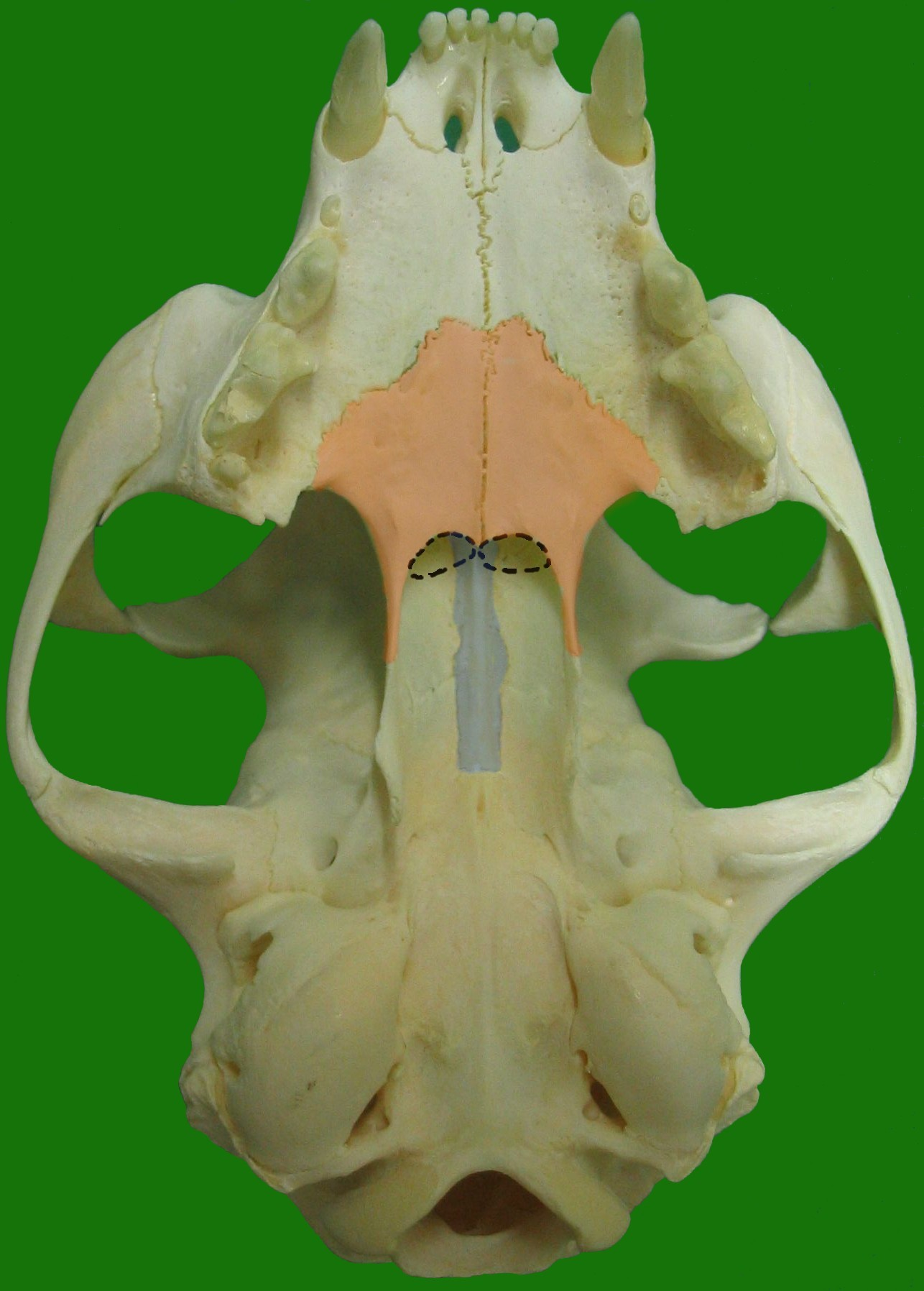
Череп кота
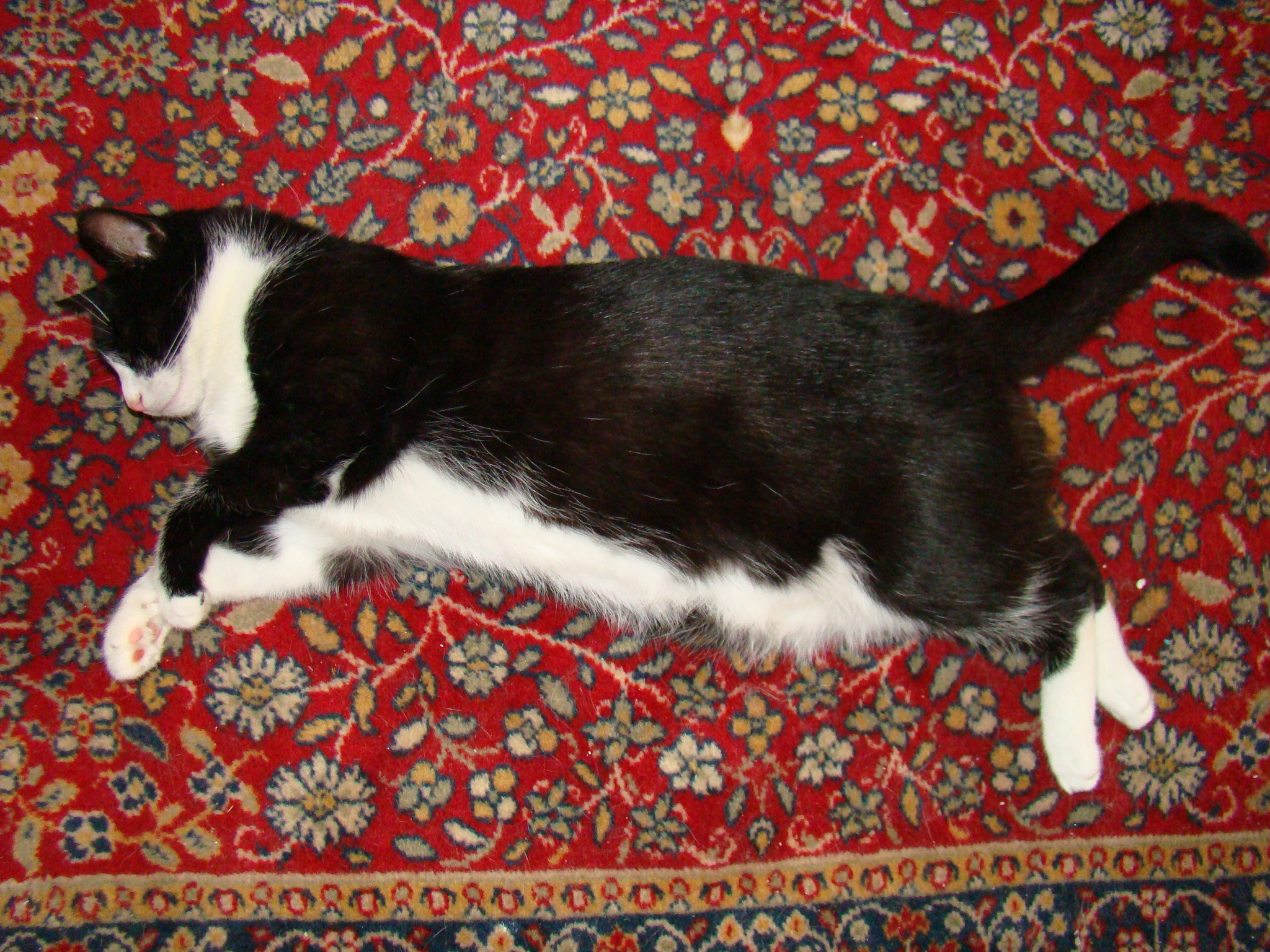
Коти під час сну
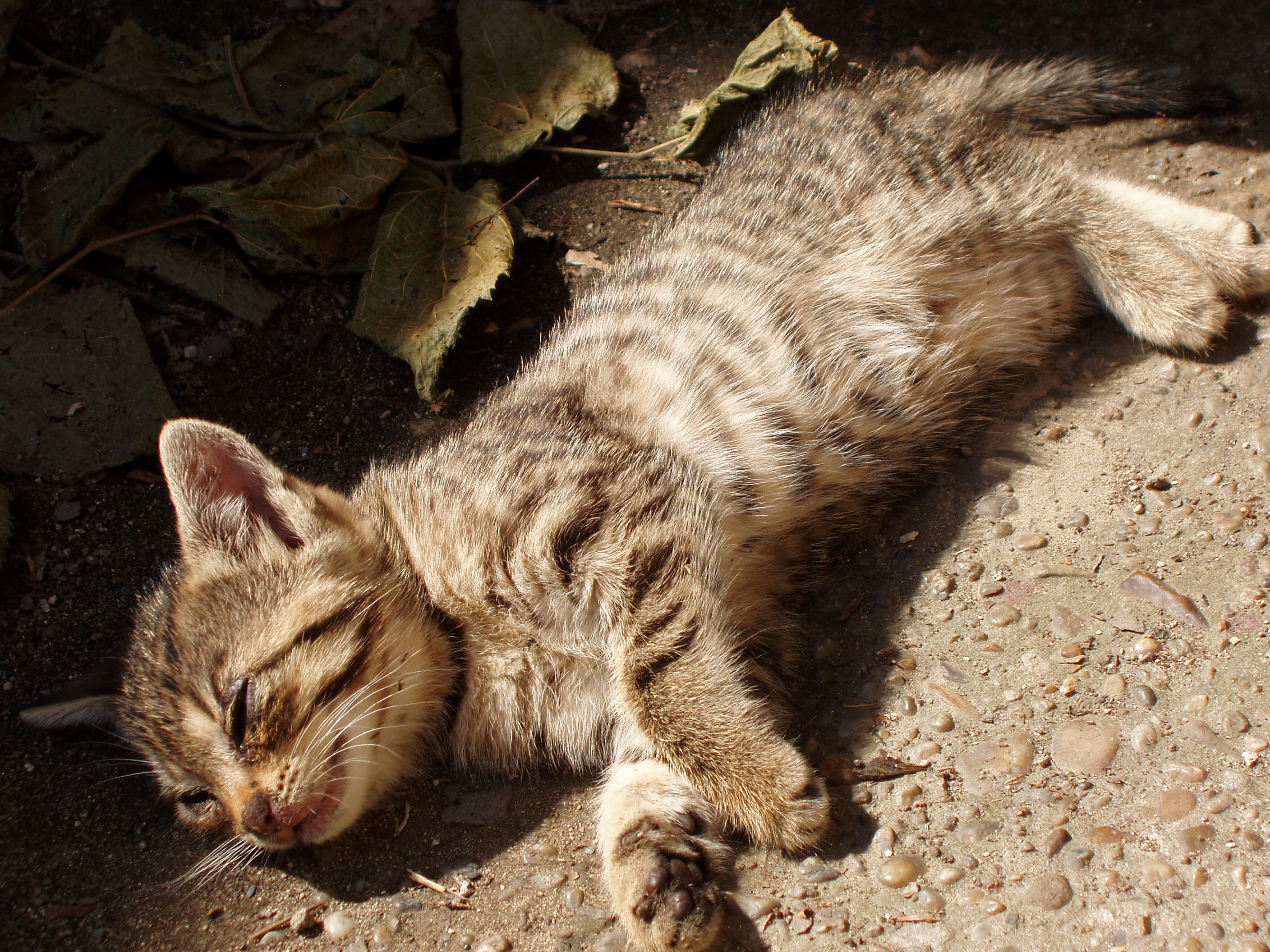
За сонячної погоди коти полюбляють лежати, гріючись на сонці
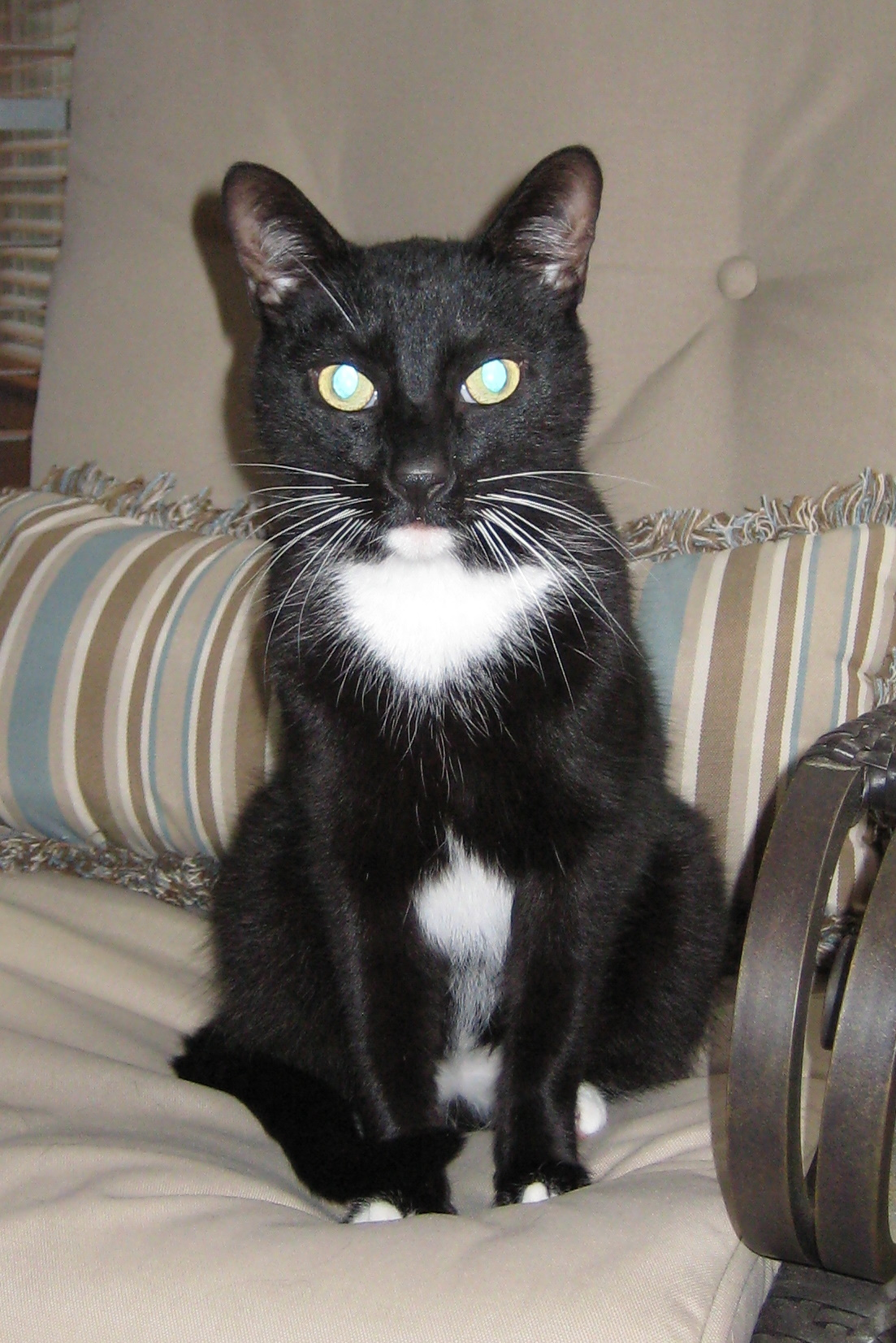
Кіт з забарвленням біколор
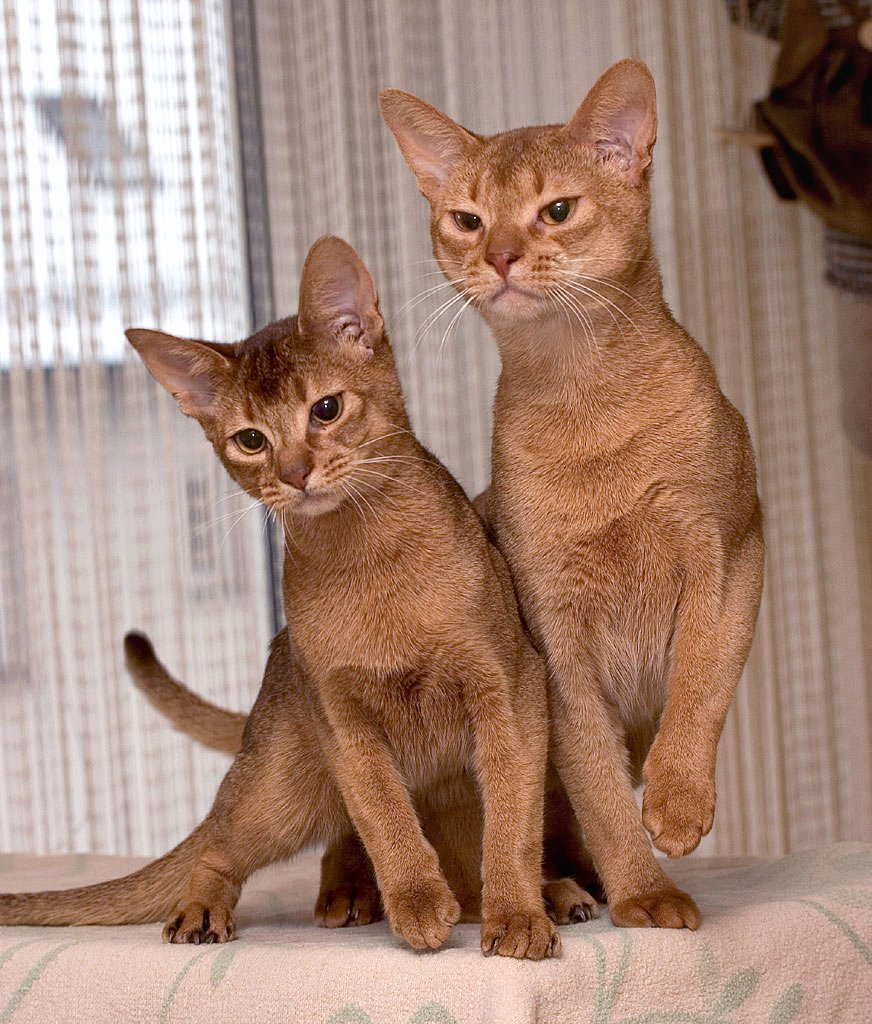
Кошенята абісинської породи
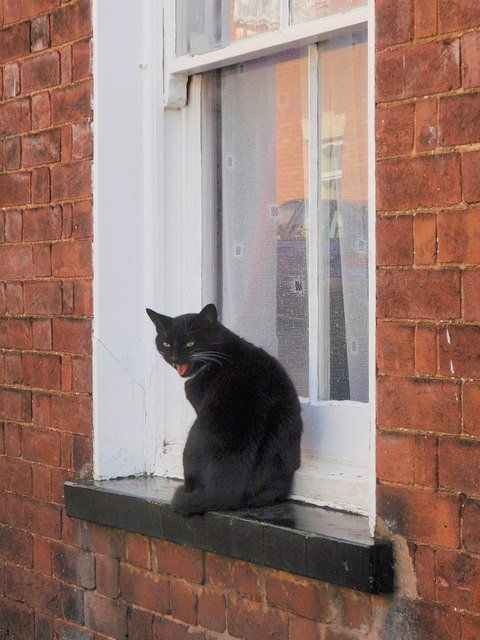
Кішка, що сидить на підвіконні
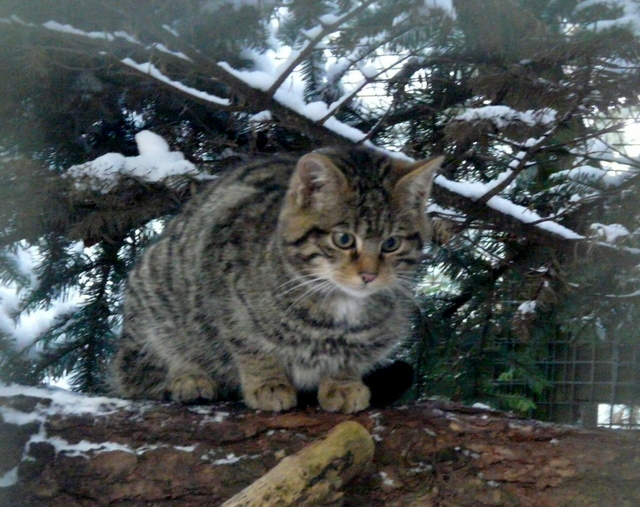
Кішка сидить на дереві